# Alpok

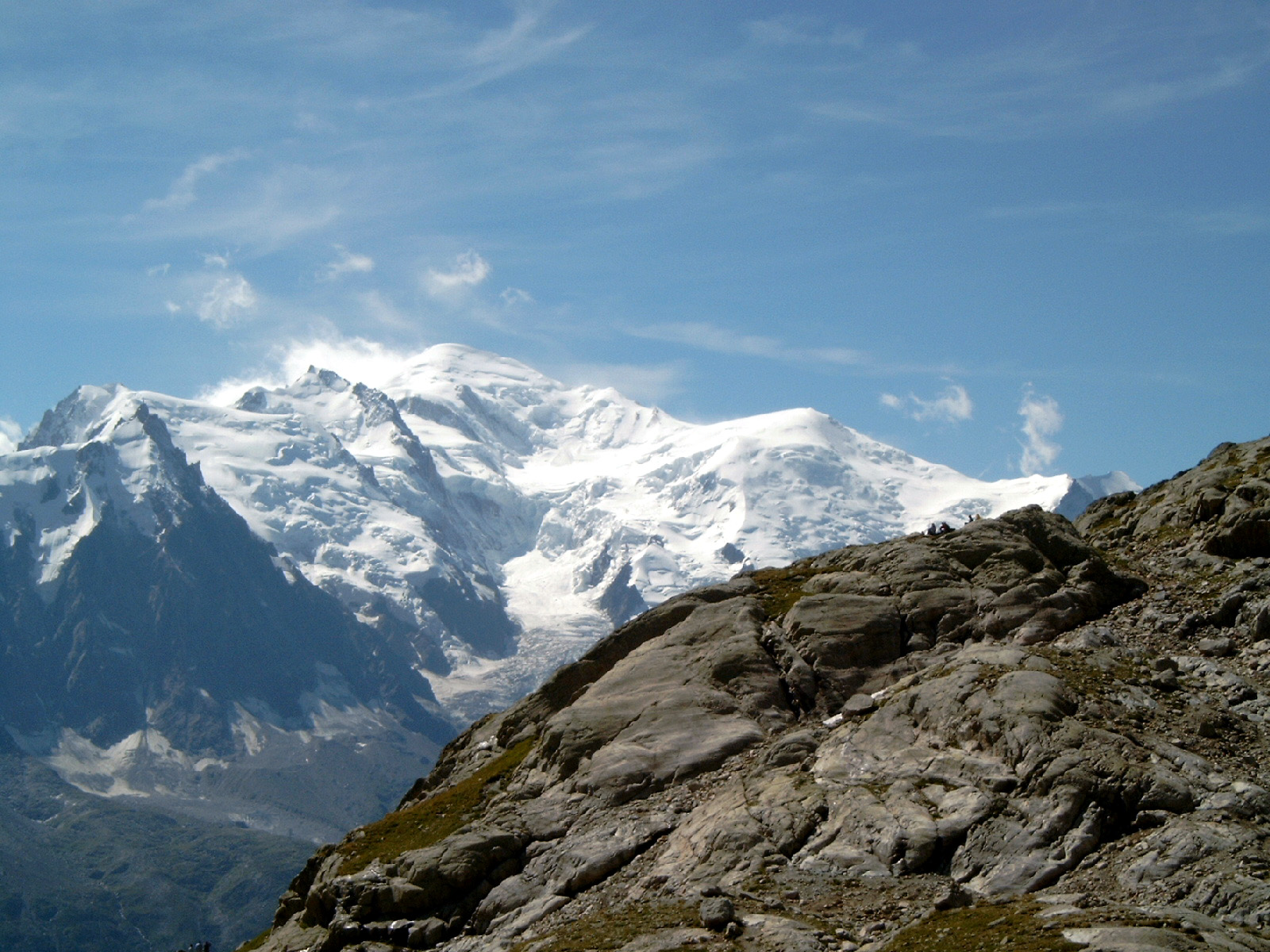
Mont Blanc, 4808 m

Az Alpok (régebben, illetve ritkábban magyarul Alpesek, németül: Alpen, franciául: Alpes, olaszul: Alpi, lombardul: Alp, szlovénül: Alpe) Európa középső részének magashegysége. 1200 km hosszúságú és 150–250 km szélességű ívben húzódik a Ligur-tengertől a Kárpát-medencéig nyolc országot érintve. A legszélesebb értelemben vizsgálva a magyarországi Alpokalja is a hegységrendszer része.
Az Eurázsiai-hegységrendszerhez tartozó hegység az újidő harmadidőszakában keletkezett az Afrikai-lemez és az Eurázsiai-lemez egymásnak ütközése következtében. A felgyűrődés során a tengeri üledékes kőzetek a Mont Blanc-hoz és a Matterhornhoz hasonló magas hegycsúcsokká emelkedtek ki. Az Alpok mintegy száz, 4000 méternél magasabb hegycsúccsal rendelkezik, közülük a legmagasabb a francia–olasz határon található Mont Blanc (4808,7 m). A hegység magassága és mérete hatással van Európa éghajlatára: a hegyvidéki csapadék mennyisége erős eltérést mutat és az éghajlati viszonyok különböző jól elkülöníthető zónákat adnak ki. Egyes vadállatok, mint például a kőszáli kecske, egészen 3400 méteres magasságig megélnek, míg a havasi gyopárhoz hasonló növények a köves területeken ugyanúgy megtalálhatók kisebb, mint nagyobb magasságokban. Az emberi élet nyomai az Alpokban az őskőkorszakig nyúlnak vissza. Az osztrák-olasz határon 1991-ben fellelt mumifikálódott holttest (Ötzi) 5000 évvel ezelőttről származik.
A Kr. e. 6. században a kelta La Tène-kultúra terjedt el a vidékén. Hannibál pun hadvezér seregében elefántokkal kelt át az Alpokon Galliából Itáliába, később a rómaiak hoztak létre településeket a területén. 1800-ban Bonaparte Napoleon kelt át egy 40 000 fős sereggel a Nagy Szent Bernát-hágón Itáliába tartva. A 18. és 19. századok során természetbúvárokat, írókat, művészeket és főként romantikusokat vonzott a táj. Ezt az időszakot követte az alpinizmus aranykora, mikor a hegymászók a hegycsúcsai meghódítására törtek. Az első világháborúban a délkeleti részén húzódott az olasz front, ahol számos magyar katonai egység is szolgált. A második világháborúban nem játszott ekkora szerepet és csak a háború végén rövid időre váltak szárazföldi hadszíntérré a peremterületei.
Az alpesi régió hegyi falvainak erős a kulturális identitása. A tradicionális gazdálkodás, sajtkészítés és faiparosság mindmáig fennmaradt, habár a 20. század elején beindult a turizmus is és a második világháború után még nagyobb ütemben növekedett, majd meghatározó iparággá vált az Alpokban. A téli olimpiai játékoknak otthont adtak már az Alpok svájci, francia, olasz, osztrák és német területen lévő hegyei is. A 2000-es évek elején a régiójában közel 14 millió ember lakott és 120 millió látogató kereste fel évente.

## Elnevezésének eredete

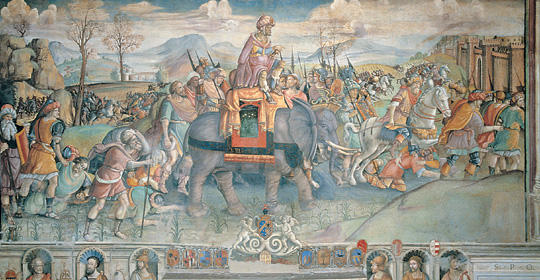
Hannibál átkel az Alpokon.
Jacopo Ripanda festménye (1505–1506)

Az irodalomban viszonylag későn nevezték meg az Alpokat hegységként. Először Hannibál átvonulása Kr. e. 218-ban tette ismertté a hegység létét, majd elsőként Polübiosz definiálja ekként egyértelműen a területet, megbízható információkat szolgáltatva a hágóiról. Az Alpeis (egyes szám) és Alpēs (többes szám) alakok először csak Kr. u. 150 körül bukkannak fel Klaudiosz Ptolemaiosz görög nyelven írott földrajzi műveiben, aki az Alpes Poeninae, illetve a Summo Poenius szavakkal jelöli a Nagy Szent Bernát-hágót. Servius Maurus Honoratus 4. századi nyelvész Vergiliusnak az Aeneiséhez írt kommentárjában megemlítette, hogy a kelták a magas hegyeket az Alpes szóval illették. Sevillai Szent Izidor Etymologiarum sive originum libri XX művében is megerősíti, hogy a római hódítók a ligur-kelta törzsektől a magas hegyet, hegyekben elterülő legelőt jelölő alp szót jelentésével együtt vették át.
Korábban az indoeurópai *albʰos (fehér) szóból való származást valószínűsítették, de ezt ma már kevésbé tartják valószínűnek.
Német nyelvterületen a középkorban az alp szót a latin monsszal együtt egyaránt használták hágók, átjárók, hegyi átkelők, valamint egyes magaslatok megjelölésére is, és csak később vette át az alemann berg a helyét. Erről tanúskodnak a -berg végződések a hágók neveiben. A 18. századtól a Berg szót egyre inkább csak egyes hegycsúcsokra és magaslatokra használták, míg az Alpen az egész hegység megnevezése lett.
Az alp szót (alm, albe, alpe) a többi modern nyelvben is gleccserek alatti hegyi legelőkre értik, nem pedig a hegycsúcsokra. Az alp az a legelő, ahova a teheneket felhajtják legelni a nyári hónapokra és ahol szénatárolásra használt pajták is vannak. Ennél fogva „az Alpok” kifejezés használata a hegyekre hibás elnevezésnek számít. Az olaszban és a rétorománban az alpina szót a havasi cirbolyafenyő és havasi törpefenyő borította magas fekvésű erdőkre használják. A hegycsúcsokat a különböző országokban és nyelveken eltérő szavakkal illetik. Német nyelvterületen a Horn, Kogel, Kopf, Gipfel, Spitze, Stock és Berg, francia nyelvterületen Mont, Pic, Tête, Pointe, Dent, Roche és Aiguille, míg az olasz nyelvterületen a Monte, Picco, Corno, Punta, Pizzo avagy Cima szavakat használják rájuk.
A jelenlegi szócsalád sokszínű: 
- Az Alpe eredeti jelentése még ma is megvan az alemann dialektusban: Vorarlbergben és Tirolban változatlan alakban, Svájcban a középkor óta Alp-ra rövidülten, svábul Alb formában használják. Bajorul Alm formában jelenti a hegyi legelőt.
- Az alpesi jelentése havasi, magashegyi.[13]
- Legelő jelentéssel még számos helyen (és nemcsak az Alpokban) előfordul Alpe, Alpe avagy Aelpli alakban.
- Az Alpok átvett névként más hegységek nevében is előfordul, mint például Apuáni-Alpok, Ausztrál-Alpok, Japán-Alpok vagy az Új-Zélandon lévő Déli-Alpok.
- Az Alpin általánosan „hegyes”, „hegyi”, „hegy-” jelentéssel bír (lásd alpinista).
- Az alpi (Alpid) egy földtörténeti hegyképződési időszakot jelöl. Az alpi orogén ciklus során létrejött hegységrendszer Európától Kelet-Ázsiáig tart.

## Geográfia

### Fekvése

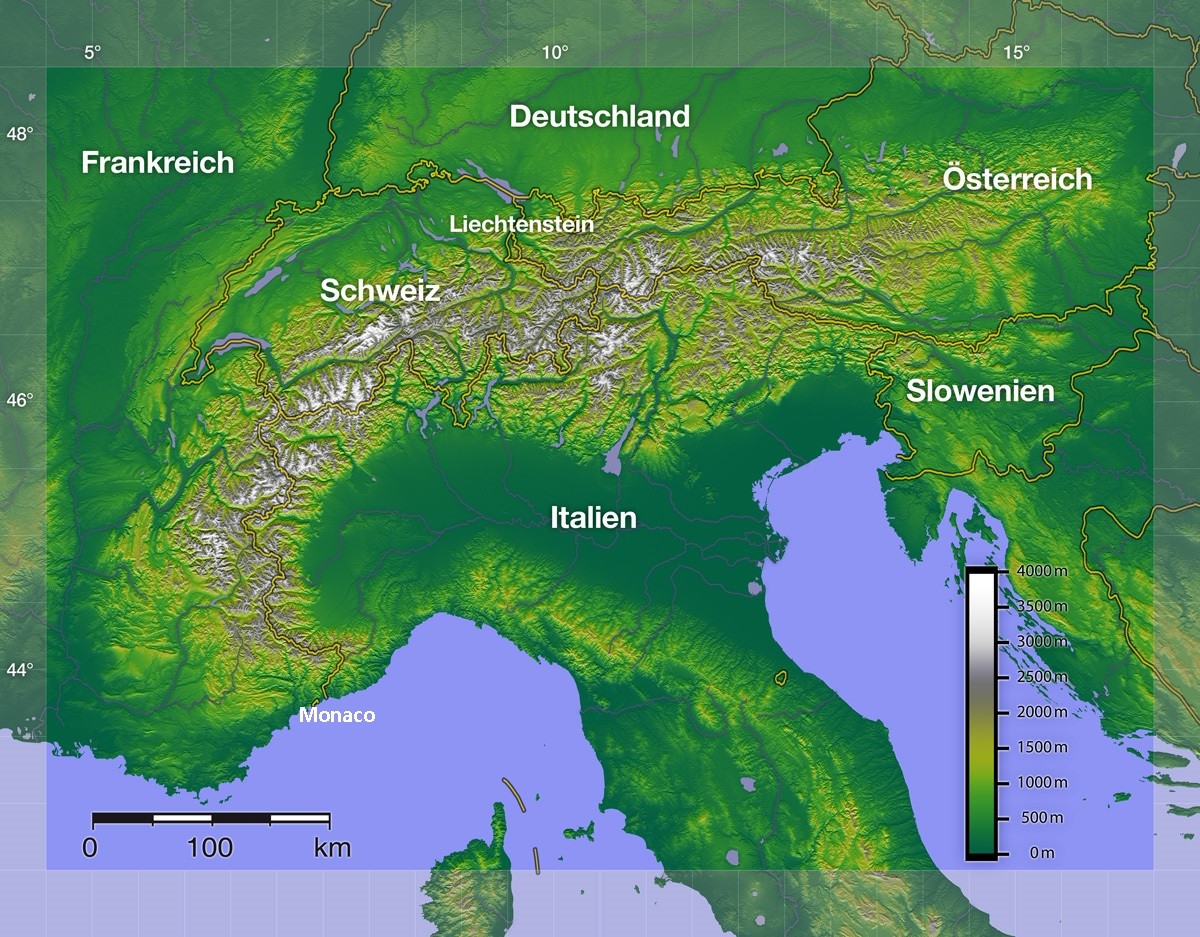
Az Alpok az országhatárokkal

Az Alpok teljes régiója mintegy 200 000 km²-t tesz ki. A kelet–nyugati irányú hosszúsága kb. 750 km, a nyugati végén délre kanyarodó vonulatainak hosszúsága 400 km. Nyugatról a Rhône völgye és a Svájci-fennsík, északról a Duna felső folyása, keletről a Kisalföld és a Dunántúli-dombság, délről a Pó-síkság és a Genovai-öböl határolja.
Az Alpok ívéhez délnyugaton a Genovai-öbölnél az Appenninek délkeletre futó hegyvonulatai csatlakoznak, közrefogva így a Pó-síkságot. Északnyugati részén a Jura-hegység svájci és francia részre ágazik szét, keleten pedig legyezőszerűen szétnyílva a Kárpát-medence nyugati részét borító dombságba megy át. Északkeleten a Duna völgye és a Bécsi-medence választja el a Kárpátok felvidéki vonulataitól. Délkeleten az erősen elkarsztosodott Dinári-hegység a folytatása, északon lassanként az Alpenvorlandba megy át. Délen a Pó-síkság határán meredekebb az átmenet. A hegységrendszer, melyhez az Alpok is tartozik, az afrikai Atlasz-hegységtől egészen Délkelet-Ázsiáig húzódik.
Nyugati részén a hegyek tengerszint feletti magassága többnyire eléri a 3000–4300 méter magasságot. A Keleti-Alpok hegyei ennél valamivel alacsonyabbak. A legmagasabb hegycsúcsa a francia–olasz határon található Mont Blanc (Monte Bianco) 4808,7 méterével. 128 hegye éri el a 4000 méteres magasságot, számos hegyét kisebb-nagyobb gleccser borítja. A hegység számos hegycsoportra és hegyláncra tagozódik.
Az Alpok Európa szívében fontos éghajlat- és vízválasztó vonalat alkot. A Földközi-tenger térségének mediterrán éghajlatát elválasztja Közép-Európa északi részének óceáni éghajlat által befolyásolt területeitől. A keleti peremén a kontinentális éghajlat a jellemző. Az itt lehulló csapadék ennek megfelelően a Földközi-tengerbe (és az Adriai-tengerbe), az Északi-tengerbe és a Fekete-tengerbe jut.
Az Alpok völgyei és hágói már az írott történelem előtti időszakokban is fontos transzeurópai összekötő útvonalak voltak. Vonulatai jelenleg nyolc országot érintenek, ezek a hegység íve mentén nyugatról keletnek a következők: Franciaország, Monaco, Olaszország, Svájc, Liechtenstein, Németország, Ausztria és Szlovénia. Területén 13 millió ember él és európai jelentőségű üdülőhelynek számít. A Kőszegi-hegység és a Soproni-hegység révén Magyarország is rendelkezik az Alpokhoz tartozó középhegységekkel, de ezeket rendszerint nem sorolják a hegység térségéhez (Alpenraum).

### Tagozódása

Az Alpok hegységek szerinti felosztása (német nyelven)

Az Alpok tagozódását különböző szempontok szerint már évszázadok óta próbálják meghatározni. Szempontok lehetnek ennek során a kultúrgeográfiai és humán geográfiai jegyek, vagy a szerkezeti felépítésének vizsgálata az orográfia, geomorfológia, geológia, hidrológia, éghajlat, flóra és fauna szempontjai szerint. Ezek a rendszerek nagyon aprólékos tagozódáshoz vezettek, melyek sokszínűségük révén alig áttekinthetőek. Számtalan helyi és regionális megjelölést foglalnak magukba, melyek részben fedik egymást és ellent is mondanak egymásnak.
Az idők során a hegység egészének geográfiai tagozódására két rendszer fejlődött ki, melyek egymással csak részben egyeztethetőek össze és számos félreértésre adnak lehetőséget. Mindkét tagolási rendszer három részre osztja fel az Alpokat: egy központi részre, valamint az ívének külső (északi és nyugati) és belső (déli) részre.

#### Az Alpok kettes felosztása

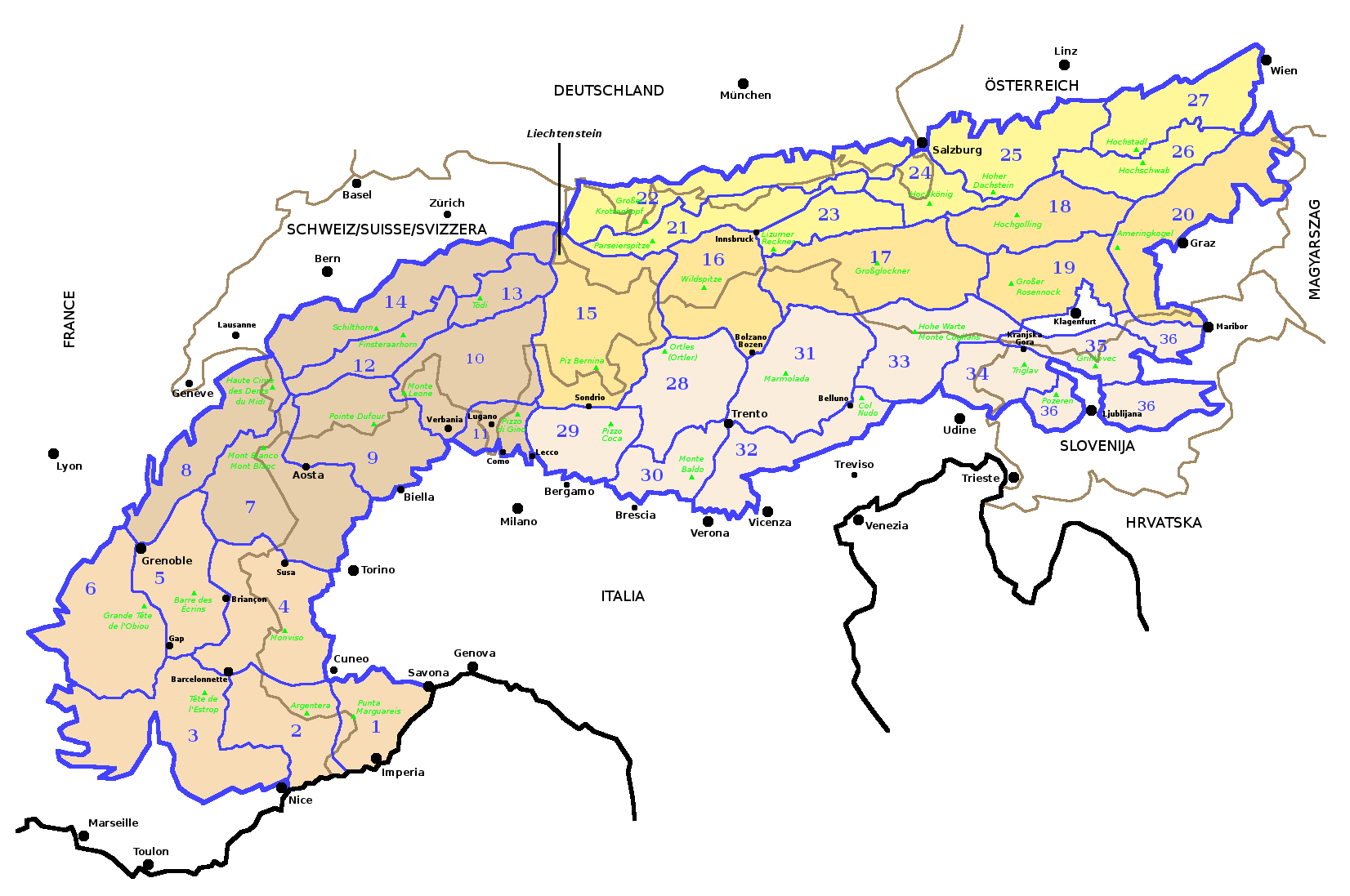
A SOIUSA szerinti 36 körzetes felosztás 2005-ből

Ausztriában, Dél-Tirolban és Németországban a hegységet két részre osztják fel: 
- Nyugati-Alpok
- Keleti-Alpok

Ez a felosztás a geológiai, és az ebből következő geomorfológiai eltéréseket veszi figyelembe, melyek a Svájc és Ausztria közötti részen, nagyjából a Rajna alpesi völgye és a Comói-tó között, főként az Északi-Alpok láncolatán mutatkoznak. Ez a kettős felosztás a tudomány és a közigazgatás területén elterjedt, továbbá az Alpenvereinseinteilung der Ostalpen (rövidítve: AVE; Moriggl 1924, Rev. 1984), a SOIUSA (Suddivisione Orografica Internazionale Unificata del Sistema Alpino, Marazzi 2005) és az Olasz Hegymászó Klub (CAI) szervezetek is ezt a felosztást részesítik előnyben.

#### Az Alpok hármas felosztása

Az Alpok első olasz–francia felosztása (1924)

Olaszországban és Franciaországban az Alpoknak van egy 1924-ből származó tradicionális hármas felosztása Nyugati-, Középső- és Keleti-Alpokra (az ún. Partizione delle Alpi), mely nem annyira geológiai, hanem inkább történelemföldrajzi alapokon nyugszik.
Eszerint
- a Nyugati-Alpok a Földközi-tenger partjánál kezdődik és az Aosta-völgy-Mont Blanc vonalig húzódik,
- a Középső-Alpok innentől kezdődően a Brenner-hágóig,
- a Keleti-Alpok pedig a Brennertől Szlovéniáig tart.

Ezt a hármas felosztást használja a SAC (Schweizer Alpen-Club) is. Ennek alapján a Középső-Alpok Svájc nagy részét lefedi.

#### Egyéb felosztások
Hasonlóan sokszínű az éghajlat, a vegetáció vagy a településhálózat szerinti tagozódás: 
- Kívülről befelé haladva három régiót különböztetnek meg: Alpenvorland, Elő-Alpok, belső alpin régió.
- Hozzávetőleges topográfiai tagolás a középhegységek alkotta peremterületekre és az 1500 méter feletti csúcsokkal rendelkező Magas-Alpokra.
- A hegység magassági beosztása biogeográfiai szempontok alapján: az alpesi völgyek és a dombság szintje (700–900 m), a hegység erdőhatárig nyúló szintje (1500–2000 m), a magashegység hóhatárig terjedő szintje (2000–3100 m) és az efeletti havasok szintje a gleccserrégiókkal.

Az Alpok különböző régióinak jellemző hegycsúcsai
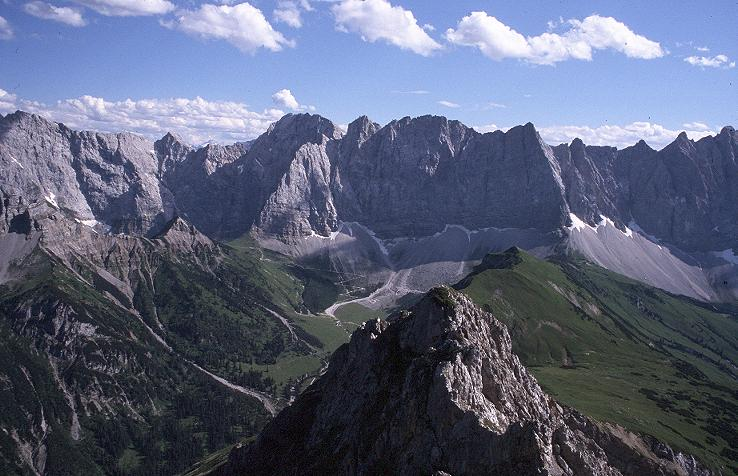
A Keleti-Alpok északi része (Északi-Alpok): a Karwendel-hegycsoport fő láncolata
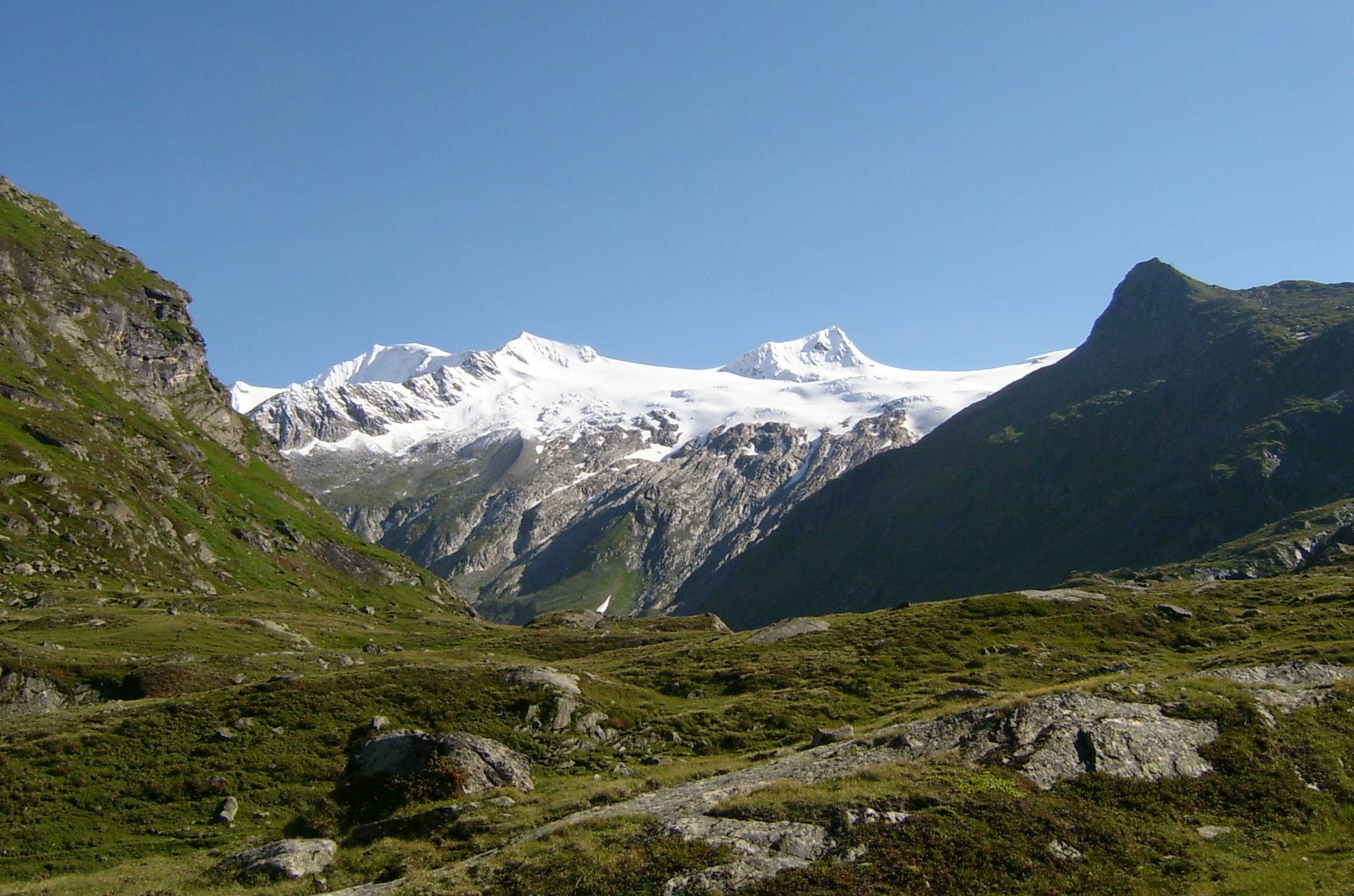
A Keleti-Alpok középső része (Középső-Alpok): Großvenediger
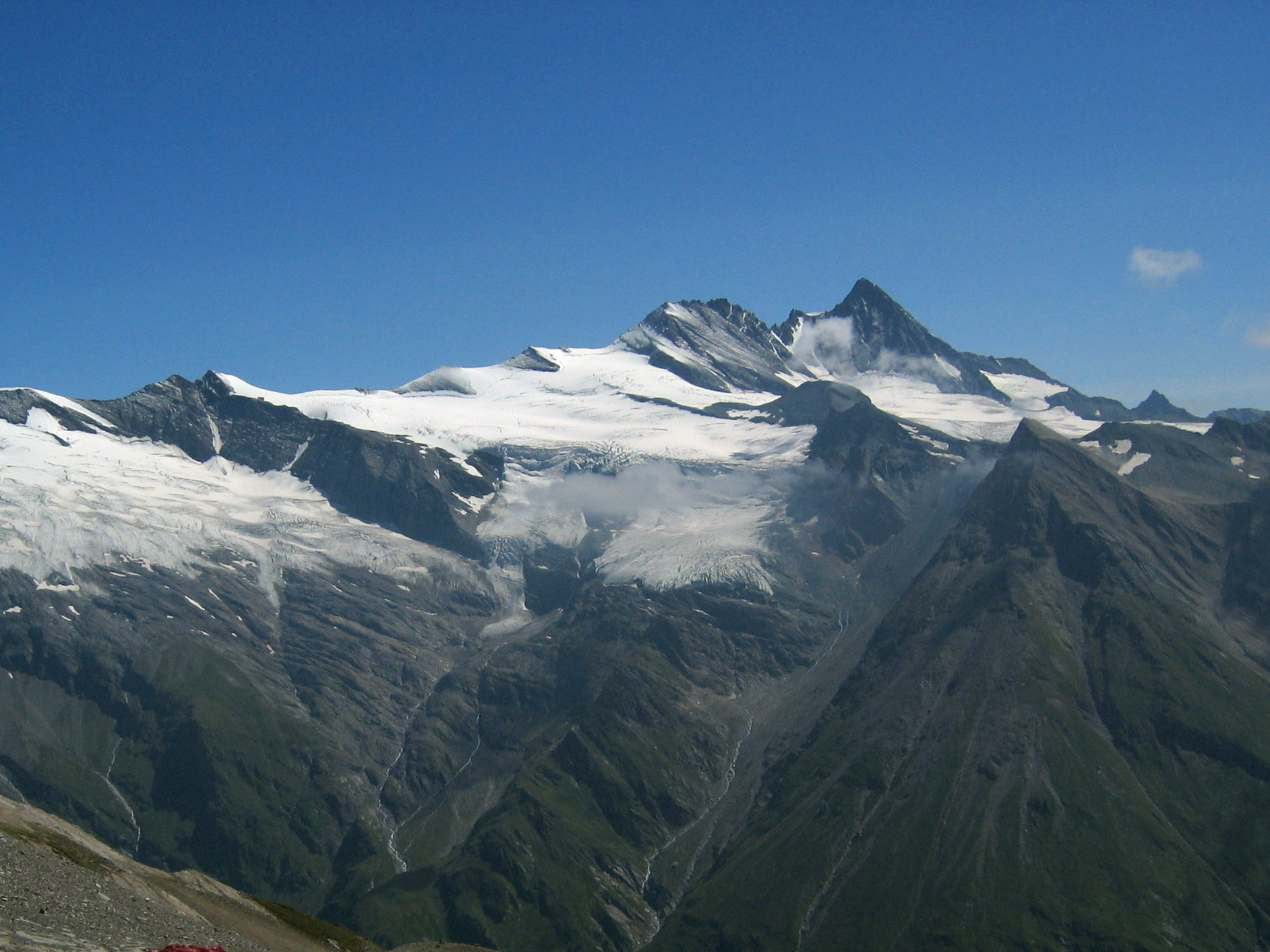
Ausztria legmagasabb csúcsa, a Großglockner
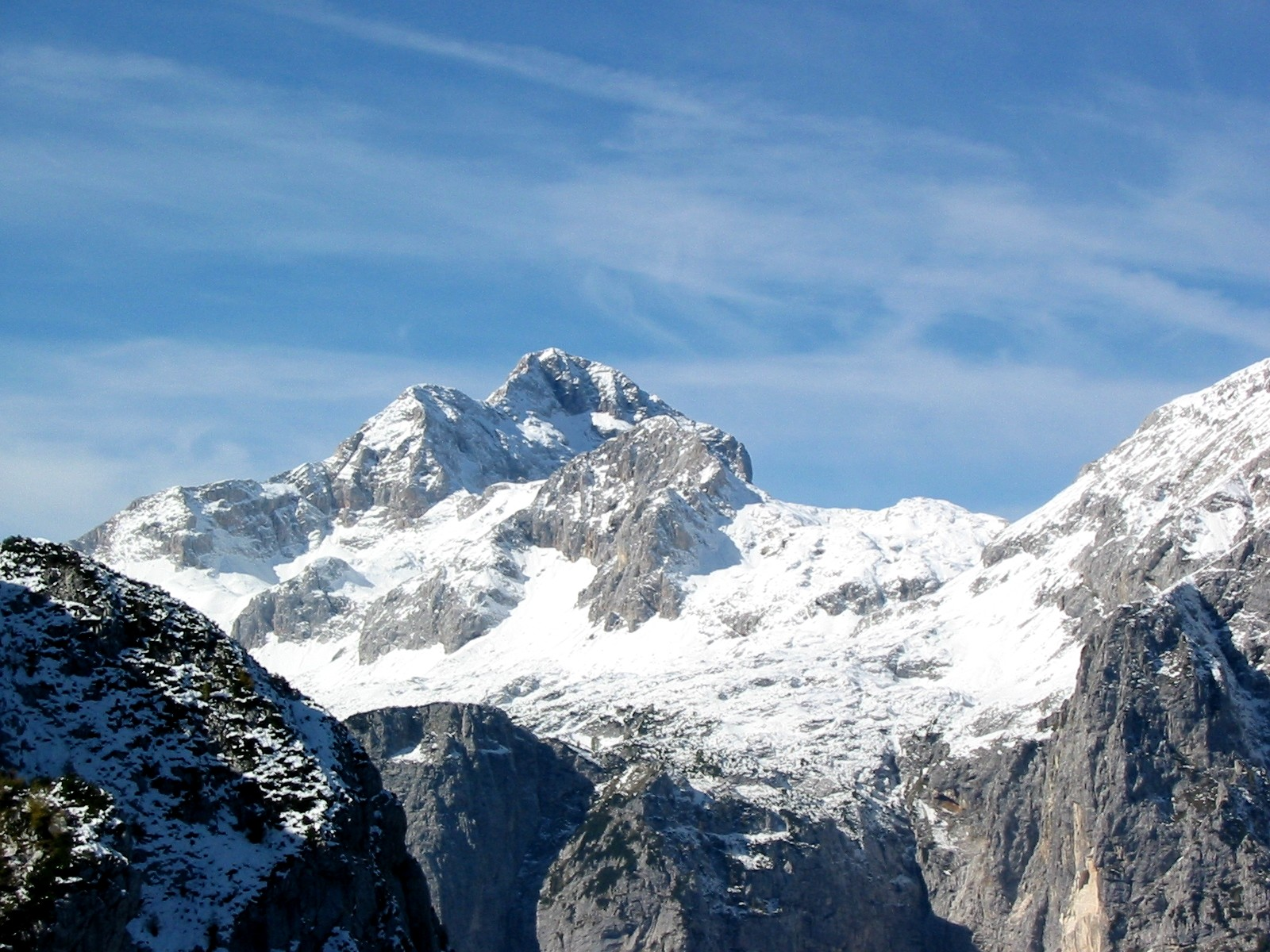
A Keleti-Alpok déli része (Déli-Alpok); Triglav
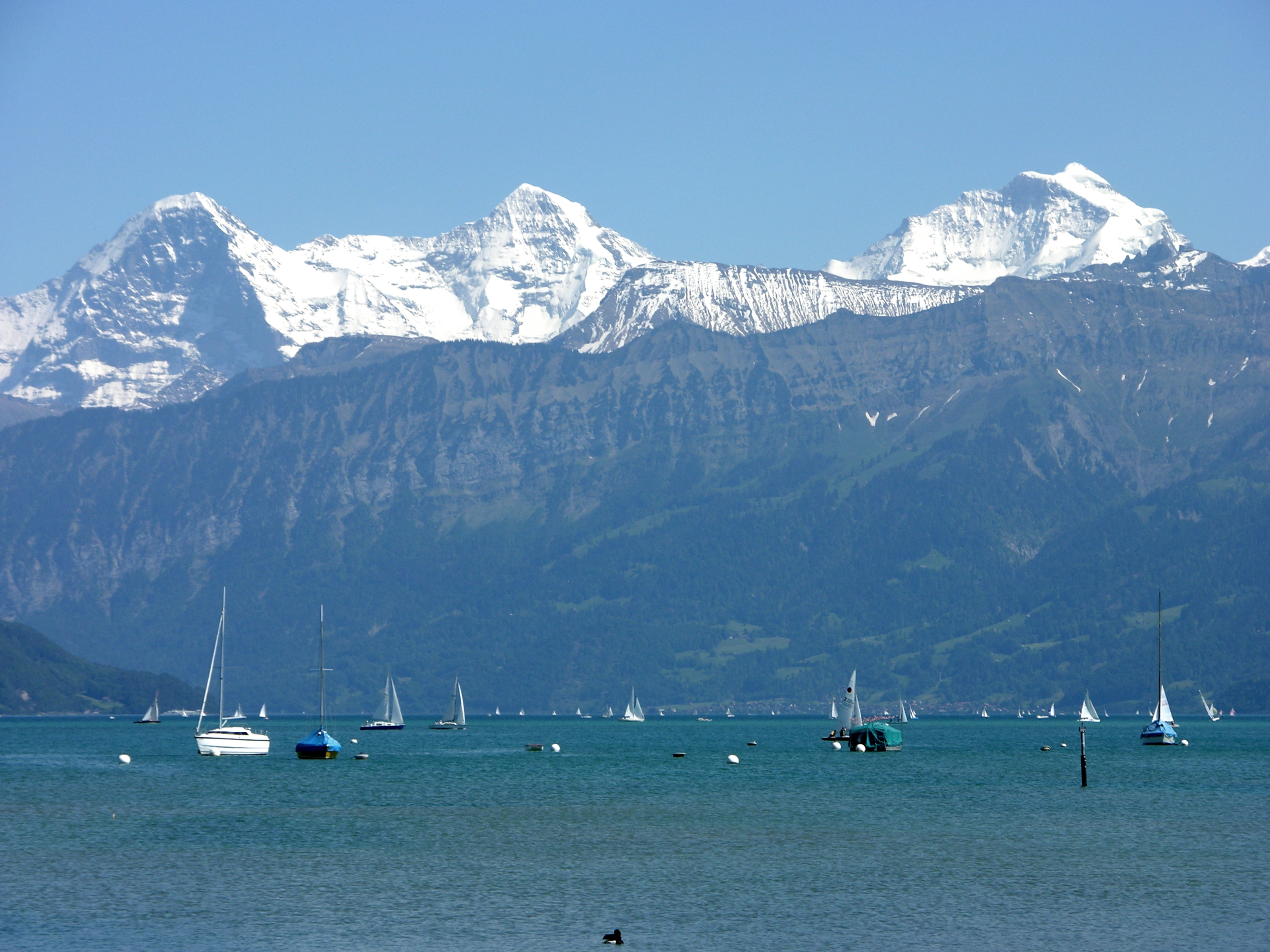
A Nyugati-Alpok északkeleti része (Középső-Alpok): Eiger, Mönch, Jungfrau
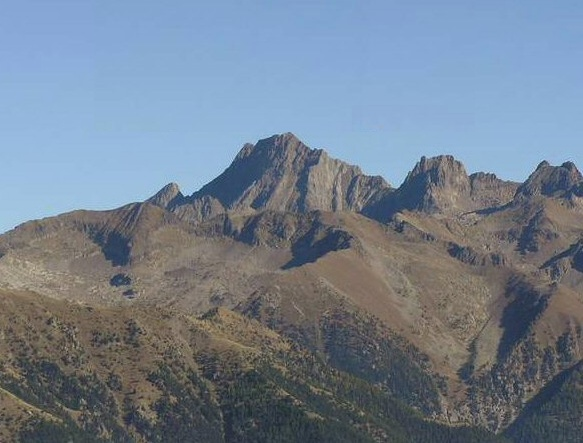
A Nyugati-Alpok délnyugati része: Monte Argentera

| Név              | Magasság  | Hegylánc      | Ország | Név              | Magasság  | Hegylánc            | Ország |
| ---------------- | --------- | ------------- | ------ | ---------------- | --------- | ------------------- | ------ |
| Mont Blanc       | 4810 m    | Graji-Alpok   |        | Dent d'Hérens    | 4171 m    | Pennini-Alpok       |        |
| Monte Rosa       | 4634 m    | Pennini-Alpok |        | Jungfrau         | 4158 m    | Berni-Alpok         |        |
| Dom              | 4545 m    | Pennini-Alpok |        | Aiguille Verte   | 4122 m    | Graji-Alpok         |        |
| Weisshorn        | 4506 m    | Pennini-Alpok |        | Mönch            | 4107 m    | Berni-Alpok         |        |
| Matterhorn       | 4478 m    | Pennini-Alpok |        | Barre des Écrins | 4102 m    | Dauphiné-Alpok      |        |
| Dent Blanche     | 4357 m    | Pennini-Alpok |        | Schreckhorn      | 4078 m    | Berni-Alpok         |        |
| Grand Combin     | 4314 m    | Pennini-Alpok |        | Ober Gabelhorn   | 4063 m    | Pennini-Alpok       |        |
| Finsteraarhorn   | 4273 m    | Berni-Alpok   |        | Gran Paradiso    | 4061 m    | Graji-Alpok         |        |
| Grandes Jorasses | 4208 m ft | Graji-Alpok   |        | Piz Bernina      | 4049 m ft | Bernina-hegycsoport |        |
| Rimpfischhorn    | 4199 m    | Pennini-Alpok |        | Weissmies        | 4017 m    | Pennini-Alpok       |        |
| Aletschhorn      | 4193 m    | Berni-Alpok   |        | Lagginhorn       | 4010 m    | Pennini-Alpok       |        |

### Hegyek országok szerint
A legmagasabb hegyek országok és magasság szerint sorolva: 

| Ország        | 2000m+ | 2500m+ | 3000m+ | 3500m+ | 4000m+ | Össz |
| ------------- | ------ | ------ | ------ | ------ | ------ | ---- |
| Ausztria      | 206    | 150    | 93     | 14     | 0      | 463  |
| Franciaország | 71     | 95     | 75     | 40     | 4      | 285  |
| Németország   | 14     | 11     | 0      | 0      | 0      | 25   |
| Olaszország   | 149    | 197    | 169    | 48     | 7      | 570  |
| Liechtenstein | 4      | 1      | 0      | 0      | 0      | 5    |
| Szlovénia     | 22     | 9      | 0      | 0      | 0      | 31   |
| Svájc         | 66     | 114    | 147    | 44     | 24     | 395  |
| Összesen      | 507    | 530    | 416    | 117    | 29     | 1599 |

### Hegyvonulatok és hegycsoportok

#### Keleti-Alpok

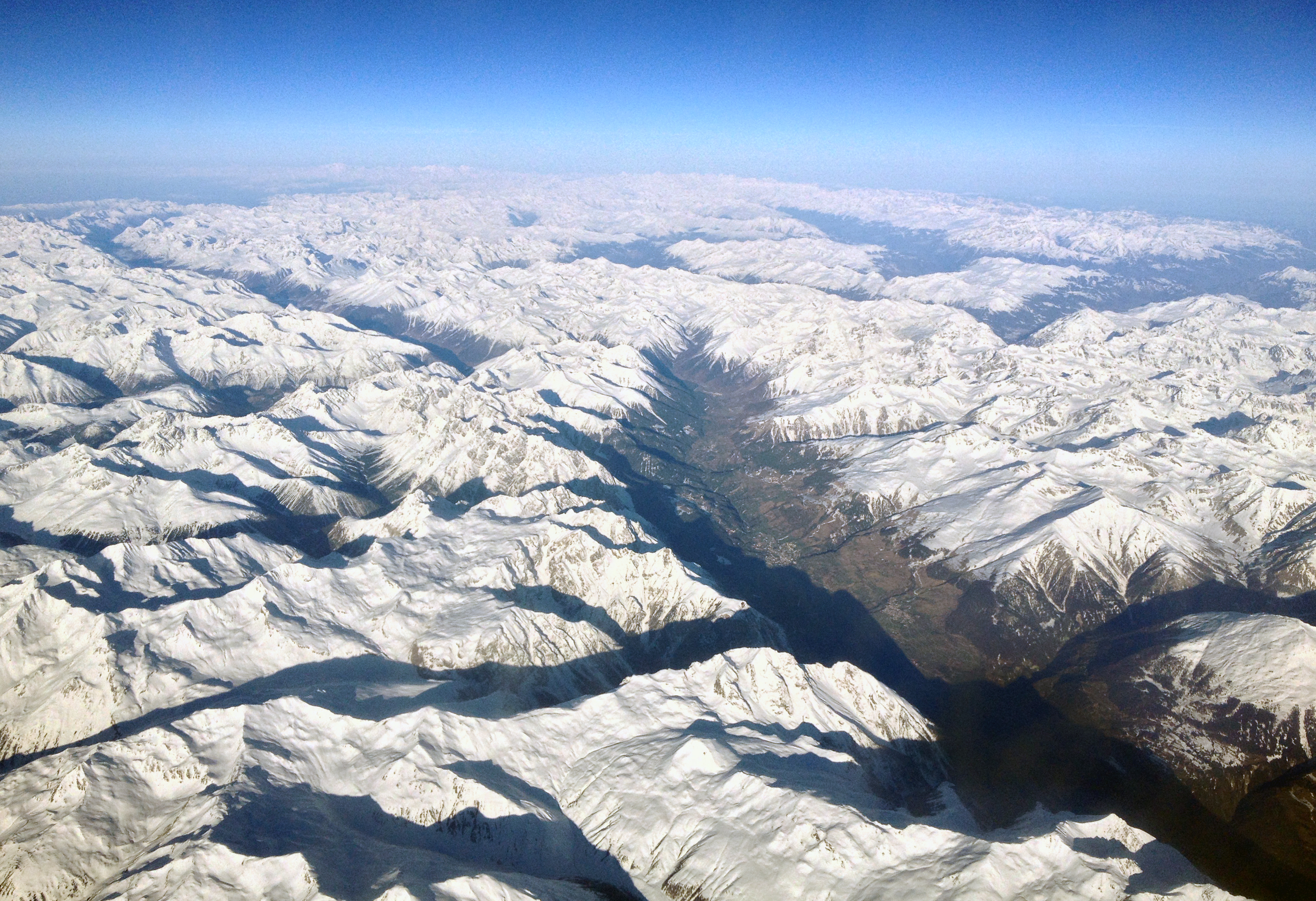
A Keleti-Alpok keletről fényképezve
(baloldalt fent a Pó-síksággal)

A Keleti-Alpok Svájc területéről indulva végignyúlik egész Ausztrián (Vorarlbergtől Burgenlandig) és több olasz alpesi tartományt (Sondrio megyétől kezdődően Trentino és Dél-Tirol területein át Friaulig) egészen Szlovéniáig. Az Alpok Németországra jutó része és Liechtenstein egész területe is a Keleti-Alpokhoz tartozik, melynek legmagasabb csúcsa és egyben egyetlen „négyezrese” a Piz Bernina (4049 m) a svájci Graubünden kantonban található.
A nagy hosszanti völgyek három részre osztják őket: 
- Az Északi-Alpok északról délre a szubalpin molassz (Subalpine Molasse), fliszóna (Flyschzone), Északi-Mészkő-Alpok (Nördliche Kalkalpen), Pala-Alpok (Schieferalpen) és Grauwacke-zóna (Keselykő-zóna) részekre osztható. Északon a bajor és osztrák Alpenvorland határolja a területet. Meghatározó itt a homokkő lekerekített formái és a Mészkő-Alpok sziklás falai közötti kontraszt.
- A Középső-Alpok ausztriai része gazdag forrásokban, patakokban és karsztos tavakban. Gleccserből a nyugati részén van több. Gránitból, gneiszből, illetve csillámpalából állnak, és emiatt széles, többnyire lekerekített formájú íveket formáznak.
- A Déli-Alpokat jórészt a Déli-Mészkő-Alpok (Südliche Kalkalpen) teszi ki sziklás, tornyokra hasonlító hegycsúcsokkal. A mélyen szétvagdalt Bolzanói-fennsík (Bozener Porphyrplateau) északon a kristályos Sarntali-Alpokba (Sarntaler Alpen) megy át. Délen az Alpok előtt csak egy keskeny átmeneti zóna van, és ez képezi a déli Alpenvorlanddal (Südliches Alpenvorland) az átmenetet a Pó-síkságra.[25]

#### Nyugati-Alpok

A Nyugati-Alpok keleti része

A Nyugati-Alpok a hegység Boden-tó – Rajna – Splügen-hágó – Comói-tó vonaltól nyugatra eső része. A Genovai-öböltől északra csatlakozik hozzá folytatásként az Appenninek, mellyel közre fogja a Pó-síkságot.
A Nyugati-Alpok területén a következő országok osztoznak: 
- Monaco
- Franciaország – Az Alpok és egyben az ország legmagasabb hegye a Mont Blanc (4808,72 m egy 2017-es mérés alapján)[1]
- Olaszország – Olaszország legmagasabb pontja a Monte Bianco di Courmayeur (4748 m), mely a Mont Blanc (Monte Bianco) egyik mellékcsúcsa. Az olasz álláspont szerint azonban az országhatár a fő csúcson át halad, így a hegycsúcs Olaszország legmagasabb pontja is egyben.
- Svájc – Svájc legmagasabb hegye a Dufourspitze (4634 m) a Wallisi-Alpokban lévő Monte Rosa-masszívumban.

A Nyugati-Alpok magasabb a Keleti-Alpoknál, központi láncolata rövidebb és erősebben ívelt. A Nyugati-Alpokban 81 „négyezres” található az UIAA meghatározása szerint. Itt találhatók a legmagasabban lévő hágók is, köztük a 2764 méter magasságú Col de l’Iseran Savoie-ban.

##### A Nyugati-Alpok részei

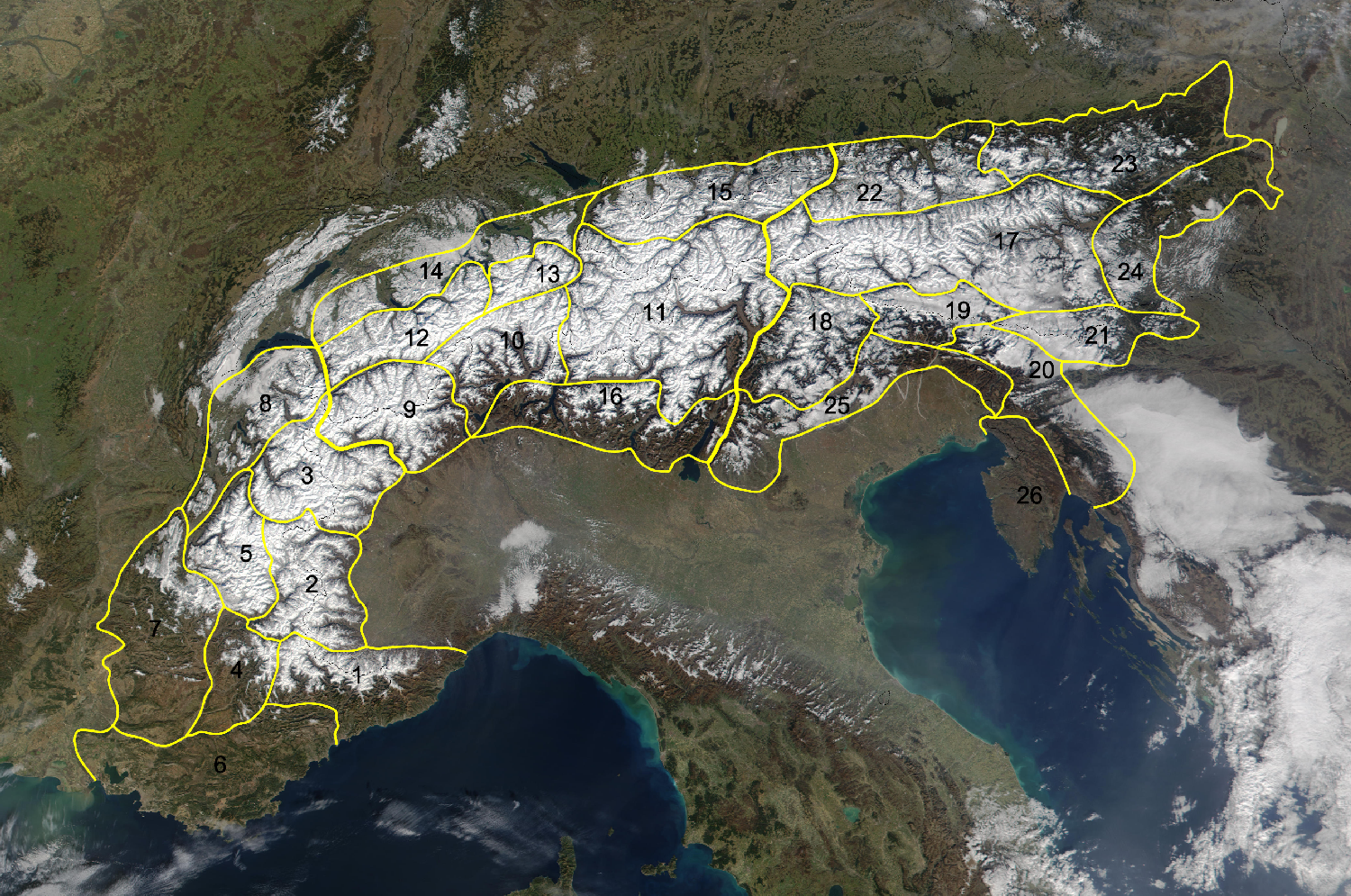
Az Alpok olasz/francia rendszerű tagozása

Egy sor kristályos középmasszívumot választanak le többé-kevésbé élesen a hegység menedékes lejtőin hosszan elnyúló völgyek délen egy gneiszzónáról, nyugaton és északon pedig egy mészkőzónáról. A Keleti-Alpokhoz hasonlóan a Nyugati-Alpokat is három részre lehet felosztani, észak–déli vagy északnyugat–délkeleti irányba haladva. Nyugatra és északra egy mészkőzóna a lejtés irányába (az Alpok előterének irányába) néző sziklás falakat és hegyormokat képez. A középső masszívumok egymástól elzárt láncaiban találhatók az Alpok legmagasabb hegyei. A széles ívek és magas hegyormok gyakran bizarr formákat öltenek. A magasságukból fakadóan sok masszívumot gleccserek borítanak, melyek közül a Berni-Alpokban lévő Aletsch-gleccser a leghosszabb. A gneiszzóna hegységei nagy magasságkülönbséggel mennek át a Pó-síkságba. Északi irányba a Nyugati-Alpok középső része a Svájci-fennsík (Mittelland) felé, nyugati irányba a provance-i hegylánc a Rhône-völgye felé ereszkedik, ahol elfedik az újabb lerakódások.
A Nyugati-Alpok a következő főbb részekre osztható fel:
| Mészkőzóna - Provence-i-Alpok - Dauphiné-Alpok - Savoyai-Előalpok - Berni-Alpok - Glarni-Alpok | Középső masszívumok - Mercantour - Pelvoux - Belledonne - Grandes Rousses - Mont Blanc - Aar- és Gotthard-masszívum | Gneiszzóna - Tengeri-Alpok - Cotti-Alpok - Graji-Alpok - Pennini-Alpok (Walliser Alpen) - Lombard-Alpok |

Svájcban a hegység országhatárokon belüli részeit az Alpok északi szárnya (Alpennordflanke), a Nyugati- és Keleti-Középalpok (westliche und östliche Zentralalpen), valamint a Ticino kantonban lévő Déli-Alpok (Südalpen) alegységekre osztják fel.

## Geológia
Az Alpok egy geológiai értelemben fiatalnak számító gyűrthegység, ennek megfelelő tektonikai felépítéssel.

### Földtani egységek
A geológiai kutatások során az Alpok olyan nagyobb földtani egységekre való felosztása honosodott meg, mely a kőzetek váltakozásán és keletkezési helyén alapul. Mindegyik két részből, alaphegységből és fedőhegységből épül fel. Északról dél felé haladva a következő egységeket lehet megkülönböztetni:
| - A Helvétikum avagy helvét-egység (a térképen ) főként az Alpok nyugati ívében található. A Keleti-Alpok északi határán a Helvétikum kőzetei csak keskeny és lehatárolt területen fordulnak elő. - A Penninikum avagy pennini-egység ( ) gyakori a Nyugati-Alpokban. A Keleti-Alpokban csak lokalizáltan bukkan helyenként a felszínre tektonikus ablakokban (pl. Engadini-ablak, Tauern-ablak ) és keskeny sávokban (flis-zónákban) az Északi-Mészkő-Alpoktól északra. - A kelet-alpi egység (Austroalpin) ) képezi a Keleti-Alpok túlnyomó részét. A Középső-Alpokban csupán néhány helyen (Északi-Mészkő-Alpok, Grauwacke-zóna, Dráva-vonal) előbukkanó alsó kelet-alpi takaróra (Unterostalpin) és a területarányosan domináns felső kelet-alpi takaróra (Oberostalpin) tagozódik. A Középső-Alpok szintén a felső kelet-alpi takaróhoz tartozó kristályát a Grauwacke-zóna választja el az Északi-Mészkő-Alpoktól és a periadriai lineamens – az Alpok egyik fő törésvonala – választja el a Déli-Mészkő-Alpok nagyobb részétől. A Nyugati-Alpokkal ellentétben a Keleti-Alpok nem rendelkezik autoktón kristálymasszívumokkal. Az itteni kristály egésze helyidegen. A Nyugati-Alpokban különböző helyeken erősen korlátozott mértékben fordulnak elő kelet-alpi kőzetek (Vareser Alpen és a Matterhorn környezetében lévő takarómaradványok). - A dél-alpi egység ( ) a periadriai lineamenstől délre található (Bergamasker Alpen, Dolomitok) egészen a Dinári-takaróig. |
| NagyításAz Alpok földtani vázlata nagyobb alegységekkel |

A nagyobb egységeket számos alegységre tagolják. A geológiai beosztások néhol eltérnek a fő orográfiai hegycsoportoktól, mivel bár az Alpok nagy hosszanti völgyvonulatai főként a kőzethatárokat vagy a tektonikai törés- és vetődésvonalakat követik, helyenként ezeket a zónákat is keresztezik.

### Az Alpok keletkezése[15]
A hegység keletkezése többlépcsős folyamat volt és mintegy 135 millió évvel ezelőtt kezdődött a jura és a kréta időszakok határán. Az utolsó jelentős képződési időszaka a harmadidőszak volt 30–35 millió évvel ezelőtt, de enyhébb formában a folyamat még mindig tart. Lemeztektonikai szempontból az Alpok az alpidi hegységképződés (alpidische Gebirgsbildung) egyik fiatal takaróredős magashegysége (Deckengebirge), melyhez a Kaukázus és a Himalája is tartozik. Az előző évszázad intenzív földtani vizsgálatai alapján arra a következtetésre jutottak, hogy egy 1000 km-nél szélesebb, kontinentális peremek által határolt óceán mély tengerfeneke és óceánközépi hátsága húzódott a mai Alpok nem egészen 100 km-es mai szélességében.

#### Lemeztektonikai folyamatok

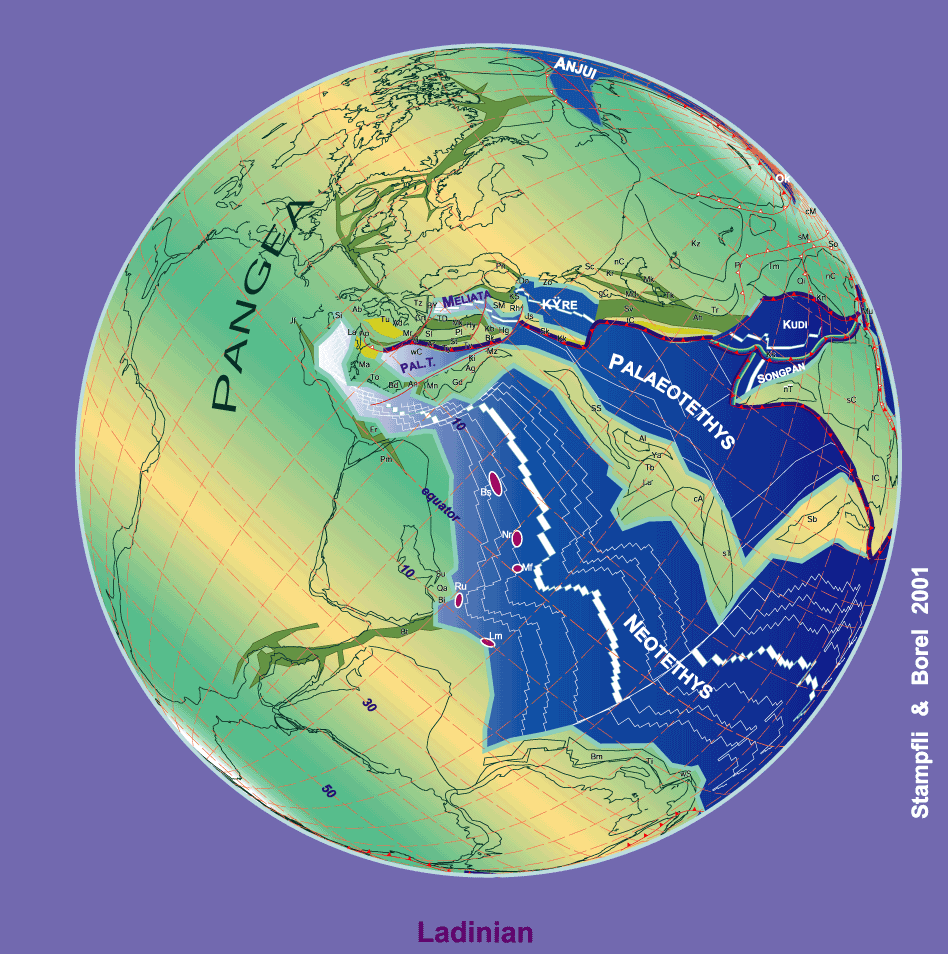
A 230 millió évvel ezelőtti lemeztektonikai helyzet rekonstrukciója: az Alpok későbbi térsége kissé balra és kissé fentebb

A Földközi-tenger térségében a hegységképződést az Atlanti-óceán állandó növekedésére lehet visszavezetni. Ezáltal szakadt le az afrikai kontinens a Pangeáról és elfordulva Európának ütközött. A két kontinentális lemez között helyezkedett el az Adriai-lemez, amit két – az Atlanti-óceántól a Tethys-óceánig érő – óceáni kar (Ozeanarm) fogott közre. Európa kontinentális lemezének déli peremén jött létre a helvét-egység (Helvétikum). Attól délre, a két óceáni kar északi részén, az Adriai-lemez körül jöttek létre az északi- és közép-pennini egységek (Penninikum). Ettől tovább délebbre helyezkedett el az Adriai-lemez a kelet-alpi és a dél-alpi egységekkel (Ost- und Südalpin).
Az Atlanti-óceán északi részének Dogger-időszak közepén végbement szétnyílásával – a paleomágneses vizsgálatok adatai szerint 170 millió éve – kezdődött a Paratethys-óceánban az Adriai-lemeztől északra a déli-pennini egység óceáni kéregből való képződése. Ezzel egyidőben zajlottak le a keletalpi-egység lerakódási térségében az első hegységképződési folyamatok, melyek végül a kelet-alpi takarók egymásra rakódásához vezettek. A kréta időszak alatt az óceán déli részének szétnyílásával, mintegy 125 millió évvel ezelőtt indult meg a déli-Pennini egység szubdukciója és akkréciója a keletalpi-egység alá. E folyamat következtében a pennini óceán ismét összezáródott.
Az eocéntől kezdődően, mintegy 53 millió évvel ezelőtt kezdte meg Afrika az egyenesen északi irányú elmozdulását és az Adriai-lemezt sarkantyúként nyomta bele Európa déli részébe. Az ütközés és az általa kiváltott első nagy kompresszív hegységképződési fázis csak mindössze 5 millió évig tartott a felső eocéntól az alsó oligocénig. Ennek során a keleti- és déli-alpi egységet a fiatal alpidi (pireneusi) gyűrődési fázisban a közép-pennini egységre tolta rá és az elvékonyodott kéreg egyes részei alulra kerültek. További ütközések révén az északi pennini-egység és végül a helvét-egység alulra szorult, míg az alpi takarószerkezetek képződése a pliocén során végbement. Ez a több száz kilométeres szélességű szubdukció alakította ki az Alpok mai takarószerkezetét. Az alpidi orogenezis csúcspontján a hegység évente kb. 5 mm-t emelkedett. Még napjainkban sem állapodott meg, mivel a kontinensek évente most is 5 cm-rel közelítenek egymáshoz.

#### Az üledéklerakódás története

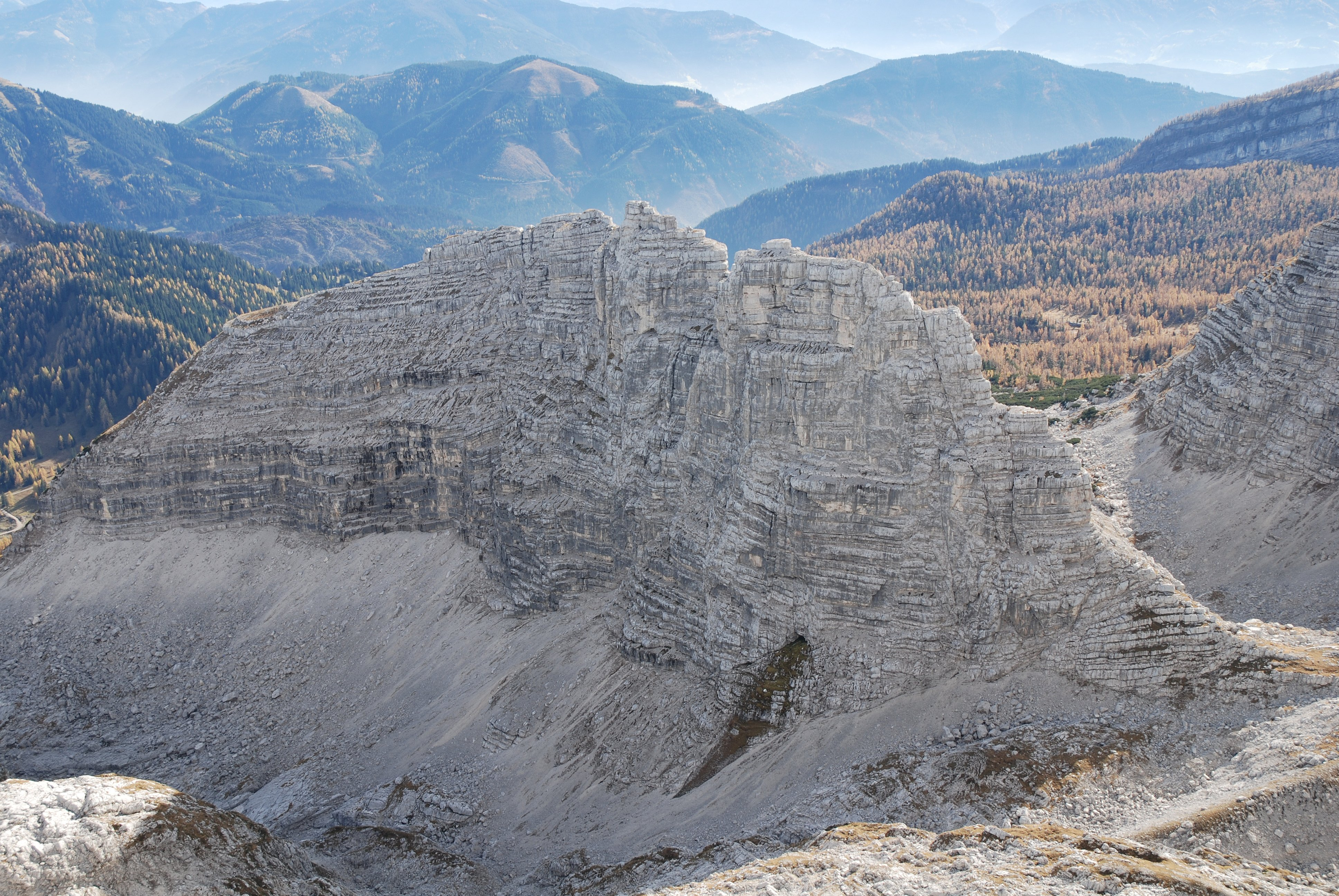
A Ramesch mészkőrétegződései (Warscheneck-hegycsoport, Északi-Mészkő-Alpok, Ausztria)

A paleozoikum idején a Pangea kialakulásával egy gyűrt talapzat (Sockel) jött létre gránitból, gneiszből és más kőzettípusokból. Ezek később az Alpok gyűrődése folyamán részben bekerültek a hegyképződési folyamatokba. A triász óta a szuperkontinens széttöredezett és délen az Adriai-lemez, valamint északon az Európai-lemez kontinentális peremeinél megkezdődött az üledéklerakódás. Az alsó triász során a Keleti-Alpok üledéklerakódási zónájában az Adriai-lemez északi és keleti peremén sótartalmú rétegek (Werfen-formációk) képződtek, amelyek sivatagi éghajlatra engednek következtetni. A triász későbbi szakaszában (alpi triász) itt a kelet-alpi takaró mészkőrétegei rakódtak le, melyek lényegében a mai Mészkő-Alpokat alkotják. A későbbi helvét-takaró térségében az Európai-lemez déli peremén homok- és agyagkő rakódott le ebben az időben (germán triász).
A jura és a kréta időszakában a Tethys-óceán térségében az európai kontinens és az Adriai-lemez peremeinél számos alkalommal rakódott le mész és dolomit. A lerakódások között kialakult tengeri övezeteken agyagos mélytengeri üledékek képződtek, melyekhez tengerfenéki vulkanikus tevékenység társult. A lerakódások ebből az időből nagyon eltérőek, és gyakran kis távolságokban hirtelen váltják egymást. A Közép-Penninikum keletalpi-egység alá való szubdukciójának kezdete után indult meg a flis képződése az akkréciós ék előtt. Az északra vándorló takarórétegek hátán tört be a Gosau-tenger a létrejövő Keleti-Alpok medencéjébe, és rakott le fosszíliákban gazdag márgát és homokkövet a Gosau-rétegben (kréta időszak).

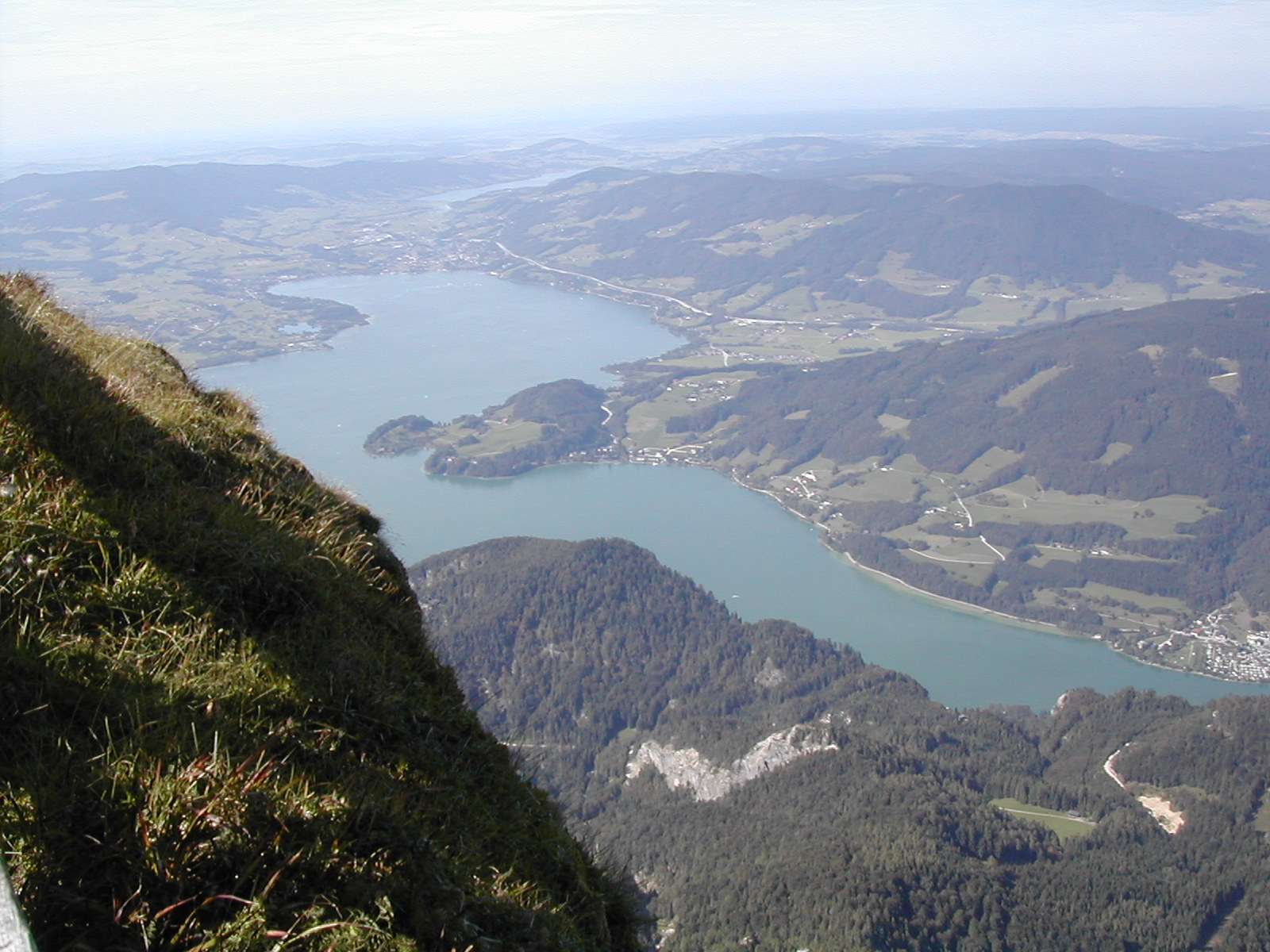
A Mondsee-t és az Alpok előtti területet körbevevő flishegyek vékony zónája

Az európai kontinenssel való ütközés és a hegységnek a tenger szintje fölé való kiemelkedése ennek egyes részeit erősen elhordta. Ezt követően lerakódás már csak a hegység előtérében zajlott. Itt továbbra is létrejöttek flislerakódások a kréta harmadidőszakának végén, melyeket a későbbiek során egyre nagyobb mértékben borított be a hegyekről leváló törmelék. A vízfelület keskeny peremtengerré alakulása után a flislerakódást a molassz követte. A hegyekből származó agyagos-homokos üledékeket később a flis a peremeken betakarta, és részben bekerültek a gyűrődésbe.

#### Tartós kiemelkedés és formálódás
Az Alpok a gyűrődéseinek még ma is tartó kiemelkedése révén vált magashegységgé. A földkéregben végbemenő izosztatikus kiegyenlítődés révén emelkedett ki a hegység, melynek eróziója az alsó oligocén óta az északra fekvő molasszmedencét feltöltötte. A hegységképző nyomás még napjainkban is tart, de az emelkedés évente már csak 1 mm-t tesz ki. A földkéreg horizontális elmozdulása regionálisan valamivel nagyobb lehet, főként a földrengés által sújtott területeken. A geológiai instabilitás miatt napjainkban is történnek földrengések a hegységben, főként Svájci-Alpokban.
A legerősebb rengések a Richter-skála szerinti 6 és 7-es erősségűek.
A mai formájukat az Alpok erózió révén kapták, melyben a fő szerepet a kainozoikumi eljegesedés idején aktív gleccserek felszínpusztító hatása játszotta.
Az Alpok földtörténeti léptékben fiatal korára utalnak a meredek sziklafalak, az éles hegygerincek és a mély, meredek völgyek a jelentős szintkülönbségeikkel. A kiemelkedés és a gleccserek, folyók, fagy és napsütés általi rétegenkénti elhordás közötti váltakozás formálja mindmáig az Alpokat. A lehűlések idején a gleccserek alkottak új felszíni struktúrákat (hegygerinceket, gleccservájatokat) periglaciális elmállódás és glaciális erózió által. A jég visszahúzódása után tavak és végmorénák alakultak ki.

### Kőzetektől függő felszíni formák

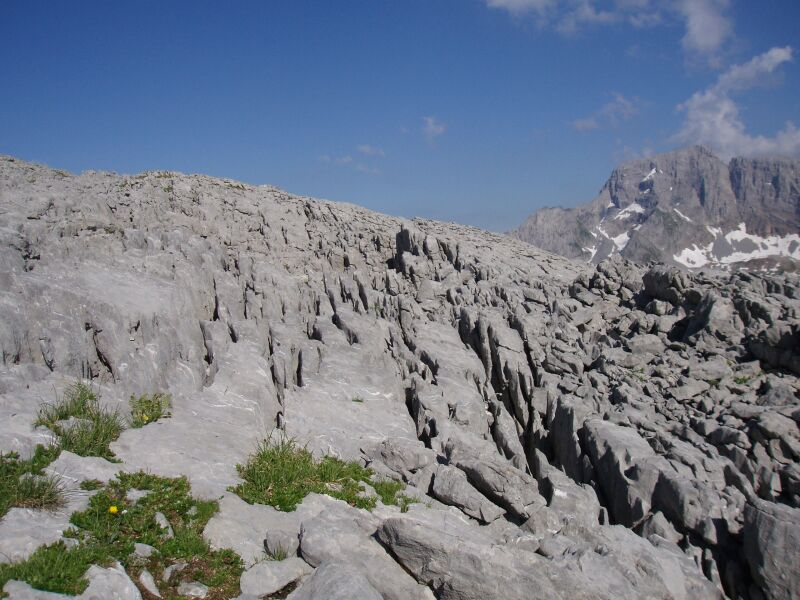
Karrmező a Silberen hegyén (Schwyz kanton)

A felszínforma és más geomorfológiai adottságok a mindenkori hegység kőzeteitől függnek. A mészkőben karsztjelenségek zajlanak le. A vízáteresztő dolomit sűrűn völgyekre van osztva, törékeny sziklaképződményei és finom homokból álló meddőhányói vannak. A kemény gneiszben és gránitgneiszben a sziklák nagy hasadékai miatt málláskor többnyire nagy sziklatömbök szakadnak le, melyek felhalmozódva kiterjedt kőtörmelékhalmokat (Blockschutthalde) hozhatnak létre. A gránit mállásakor létrejövő jellegzetes gyapjúzsákok sok helyütt bizarr sziklaképződményeket hoznak létre.
A kőzetegységek rétegződésének sorrendje határozza meg a további geomorfológiai jelenségek kialakulását. A mészkőrétegek lábánál, mint például az Északi-Mészkő-Alpokban és a helvét egység hegyeiben, gyakran találhatók karsztforrások (forráshorizontok) a vizet át nem eresztő palarétegek felett. A gránit és gneisz alatti áthatolhatatlan csillámpala alkotta térségek a többnyire nagy, jó vízáteresztő-képességű hasadékaikkal gazdagok forrásokban, patakokban és karsztos tavakban. Az Északi-Mészkő-Alpokban előforduló só- és gipszlelőhelyeknél a mészkövekéhez hasonló karsztjelenségek figyelhetők meg a felszínformálódás során.

### Ásványkincsek

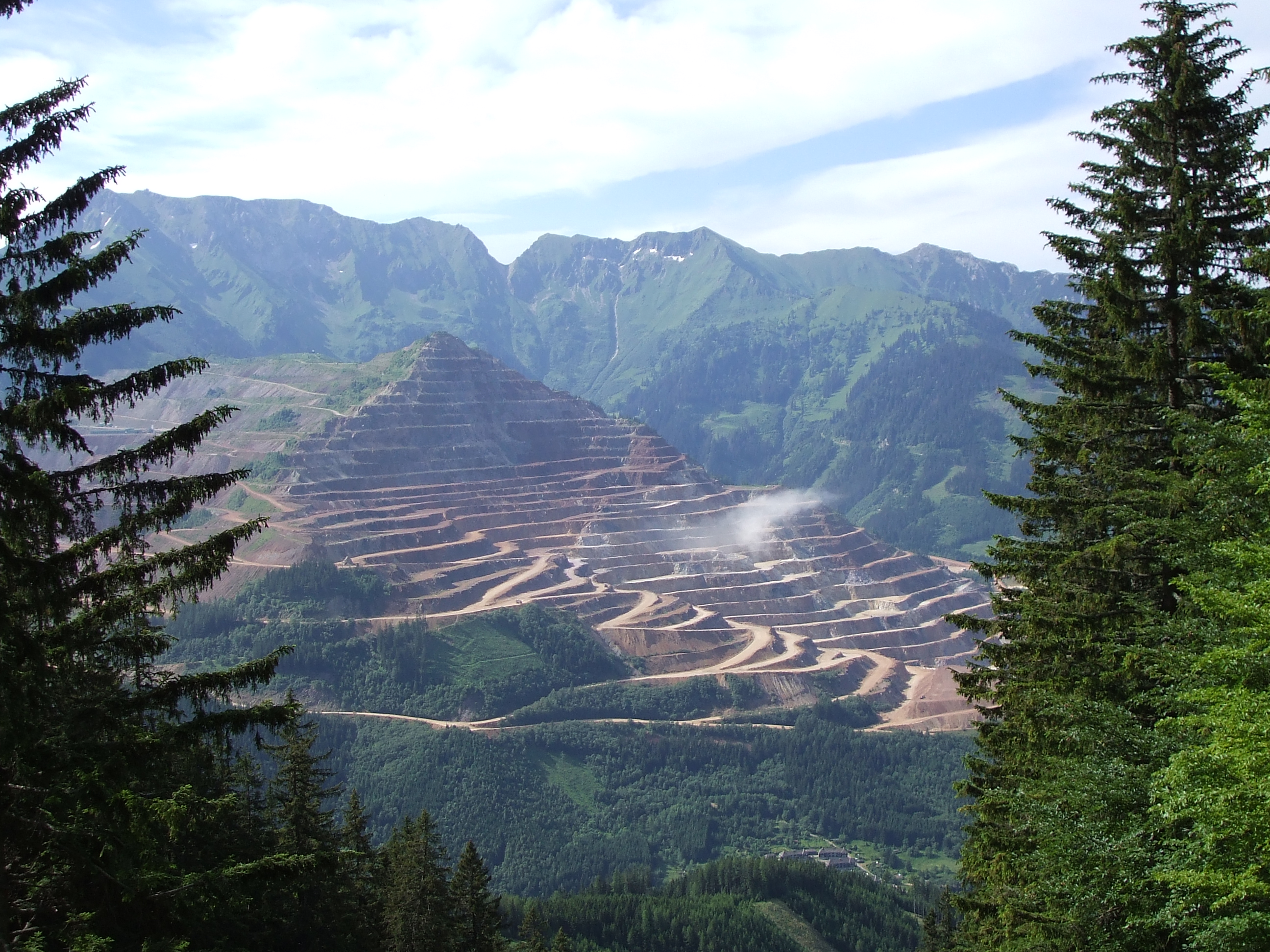
A bánya az Erzbergen

Az Alpokban évezredek óta bányásznak ásványi anyagokat. A Kr. e. 8-6. században a Hallstatt kultúra idején a kelta törzsek rezet bányásztak, majd később a rómaiak aranyat bányásztak pénzveréshez Bad Gastein körzetében. A stájerországi Erzberg hegy jelentős mennyiségű, kiváló minőségű vasat rejt magában és ezen alapszik a körzet acélipara. A cinóberhez, ametiszthez és kvarchoz hasonló kristályok az egész alpesi régióban megtalálhatók. Előbbi Szlovéniában található lelőhelyei a festékipar cinóberpiros színének egyik jelentős forrásának számítanak.
Az alpesi kristályokat már évszázadok óta tanulmányozták és gyűjtötték, majd a 18. században osztályozták őket. Leonhard Euler a kristályok formáját tanulmányozta és a 19. századra a kristályok utáni kutatás általános jelenséggé vált. David Friedrich Wiser egy 8000 kristályból álló gyűjteményt állított össze, melyeket mind tanulmányozott és dokumentált. A 20. században Robert Parker írt egy nagysikerű könyvet a Svájci-Alpok kőkristályairól. Ezzel egyidőben egy bizottságot állítottak fel az alpesi ásványok elnevezésének ellenőrzésére és szabványosításár.

## Éghajlat

### Jellegzetességei

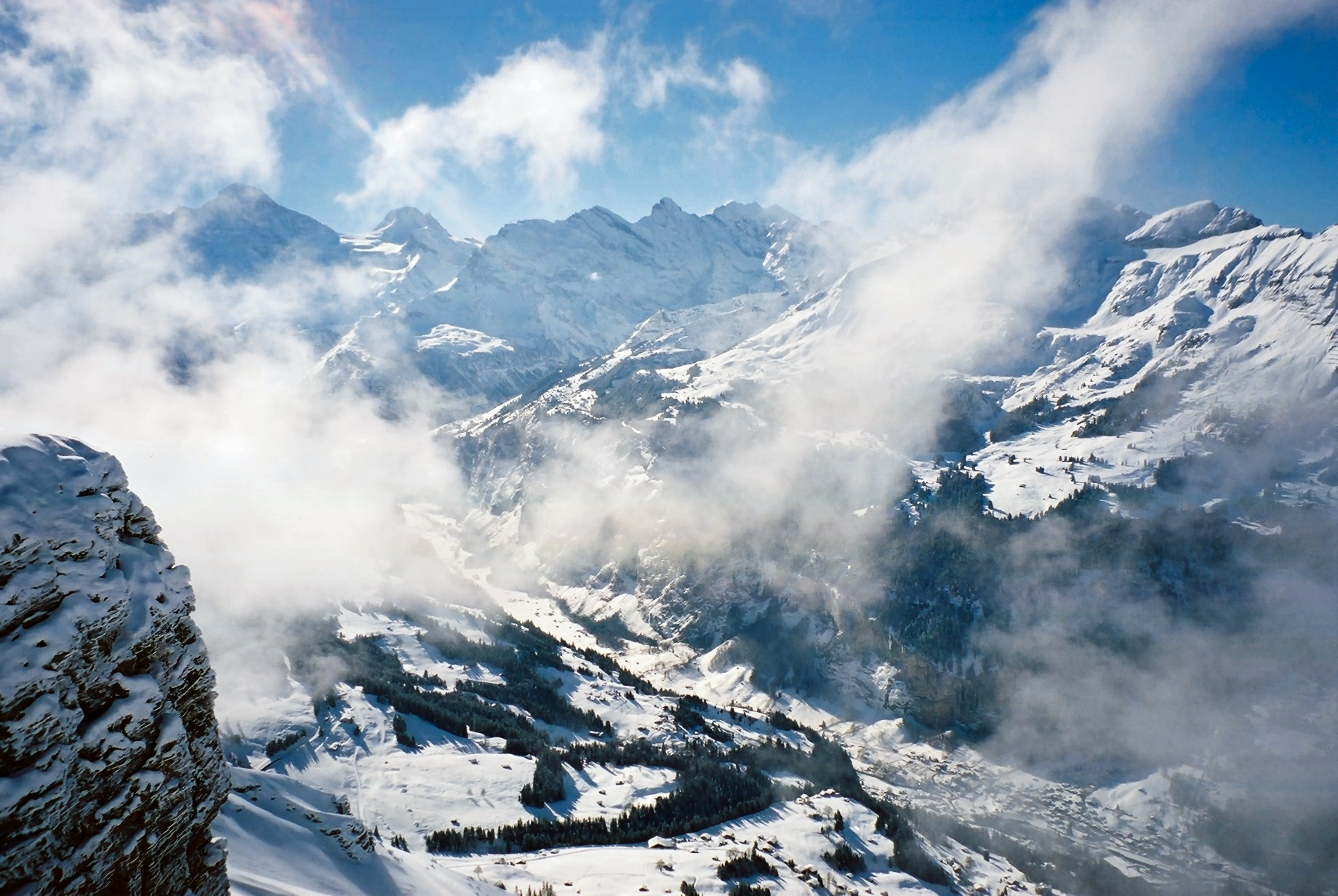
A Lauterbrunnen-völgy

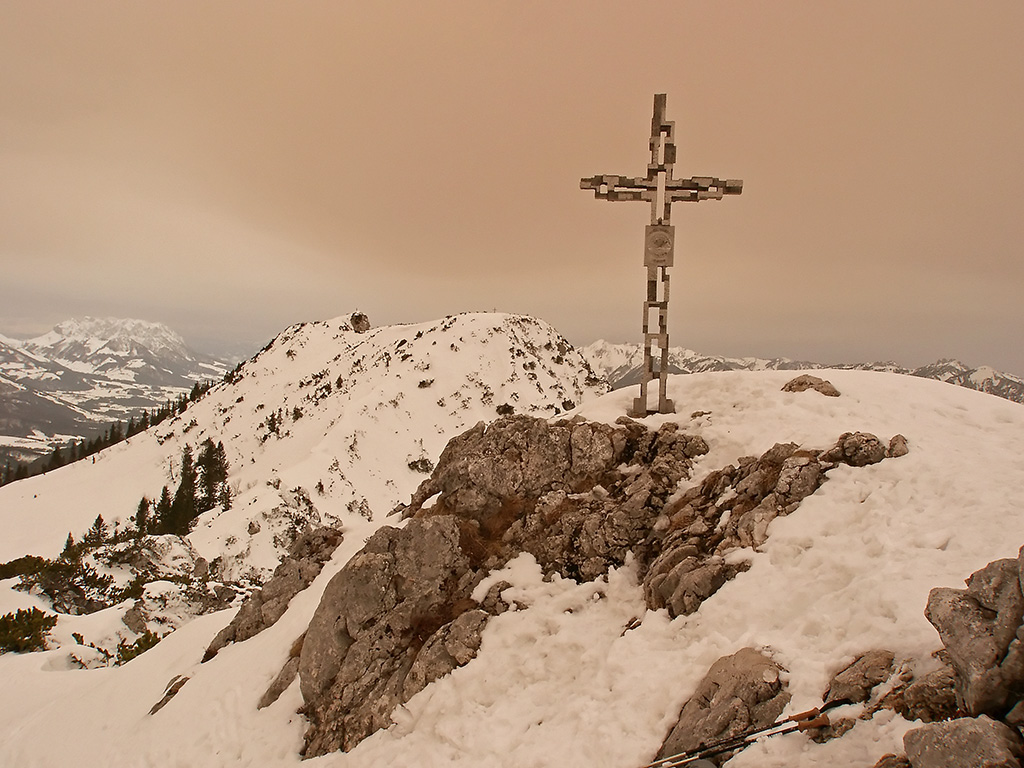
A Hörndlwand csúcsa a déli főn egy extrém előfordulásakor. A 150 km/h sebességű, orkánerejű szél a Szahara homokját szállítva vörösesre festi az eget

Az Alpok Európa egyik legfontosabb éghajlatválasztó hegysége, mely elválasztja egymástól az atlanti, a pannoniai és a mediterrán éghajlatú területeket. Az erősen tagolt domborzatnak köszönhetően a hegység klímája és időjárása általában véve egyoldalú.
Az éghajlatot befolyásoló legfontosabb tényezők a nyugati szelek az Atlanti-óceán enyhe, nedves légtömegeikkel, a sarki levegőt hozó északi szelek, a száraz kontinentális légtömegeket szállító keleti szelek (melyek télen hidegek, nyáron forróak) és a meleg mediterrán levegőt hozó déli szelek, melyek sajátos bukószeleket hoznak létre a hegység vonulataihoz érve.
Különleges szélfajta a főn, mely főként a déli lejtőkön átbukva hoz száraz, meleg levegőt a hegység túloldalára (déli főn). A lecsökkent páratartalom következtében ilyenkor az Alpok északi előterében erősen megnövekszik a látótávolság. Ritkább változata az északi főn, illetve hasonló hatású a Rhône-völgyébe északnyugati irányból érkező szél, a misztrál.
Az UV-sugárzás az atmoszféra kisebb vastagsága miatt a magasabban fekvő területeken erősebb, emiatt nagy a hóvakság veszélye, ugyanakkor a diffúz sugárzás csekélyebb. Ez növeli a kontraszthatást a napsütötte és az árnyékos lejtők között.

### Éghajlati régiók
- Az Északi-Alpok nagy részének éves hőingadozása hasonló a tőle északabbra lévő síkabb vidékéhez, de az évi középhőmérséklet valamivel alacsonyabb és felfelé haladva 0,50–0,65 °C-kal csökken 100 méterenként. A legtöbb csapadék nyáron hullik, a hegység nyugati szeleknek kitett peremterületein 2000–3000 mm közötti mennyiségben.
- Az Alpok déli részeire a mediterrán éghajlat van befolyással, ami Közép-Európához viszonyítva enyhe teleket és forró nyarakat eredményez és az évi csapadékmennyiség maximumát a tavaszra és a nyárra teszi át. Ezekben az időszakok duzzadnak fel az erős esőzések hatására a hegyi patakok, melyek ilyenkor feltöltik a Pó-síkságra vezető száraz patakmedreket. Ezek a gyors folyású patakok Franciaország déli részén szakadékszerű szűk völgyek (franciául: gorge) létrejöttét okozzák. Az Isonzó völgyének 2500 méteres profilját a szlovéniai részen is ezek az áradások alakították ki.
- Az Alpok keleti peremét a nyári száraz kontinentális-pannoniai éghajlat jellemzi, mely kedvez a szőlőtermesztésnek. Délnek haladva egyre inkább a nedvesebb illíriai klíma váltja.
- A belső völgyek és medencék (Wallis, Vinschgau, Karintia) az esőárnyékban terülnek el és emiatt szárazabb területek, ahol az évi csapadékmennyiség gyakran a 800 mm-t sem éri el. Télen különösen Lungauban és a Klagenfurti-medencében jelentkezik a hőmérsékleti inverzió: az alacsonyabban fekvő területeken a szélcsend következtében a hideg levegő nedvességtartalmának lecsapódásából tavak jönnek létre, mivel itt alacsonyabb a hőmérséklet, mint a közepes magasságokban.[45]

### A globális felmelegedés hatásai

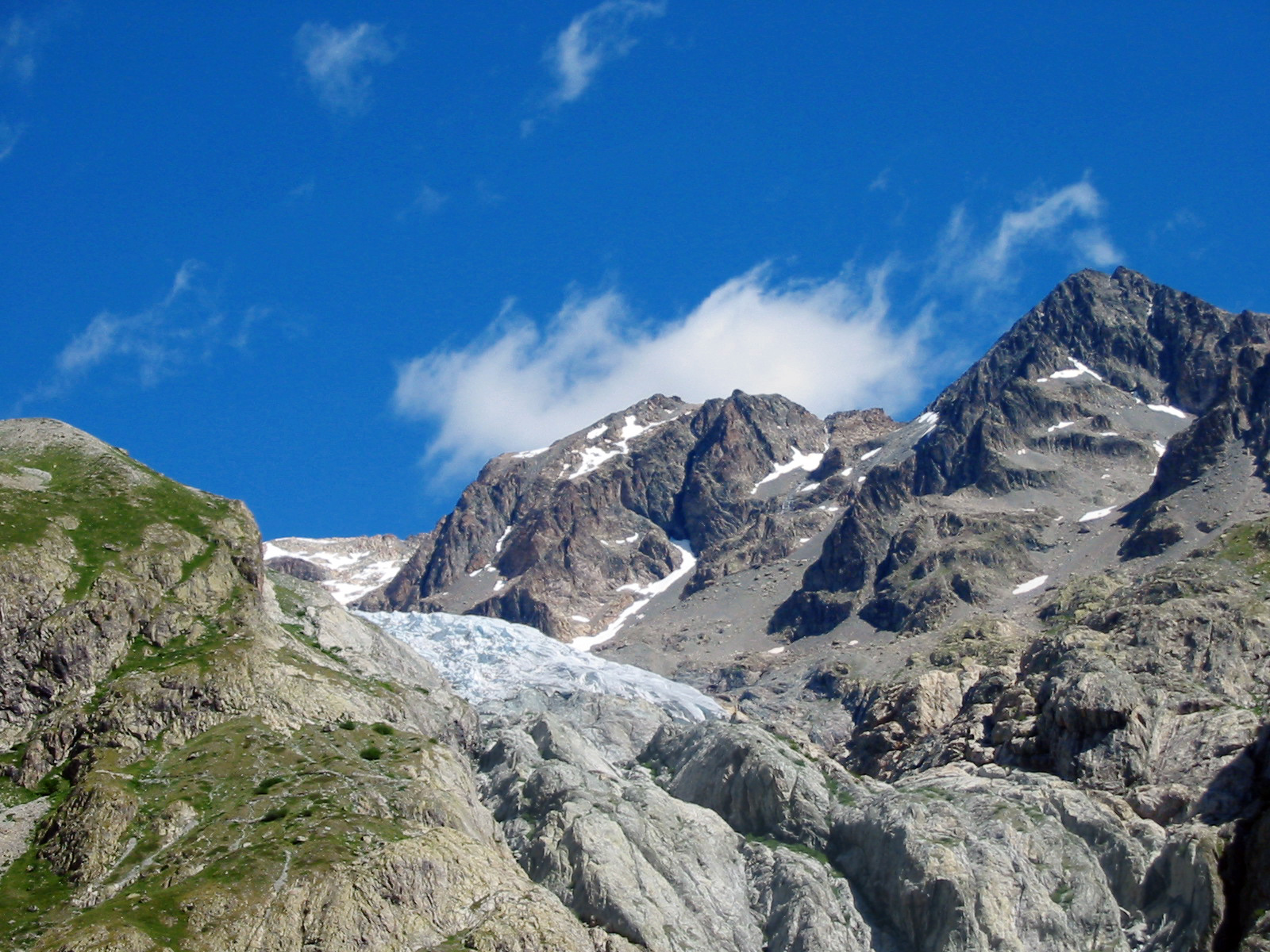
Visszahúzódó gleccser

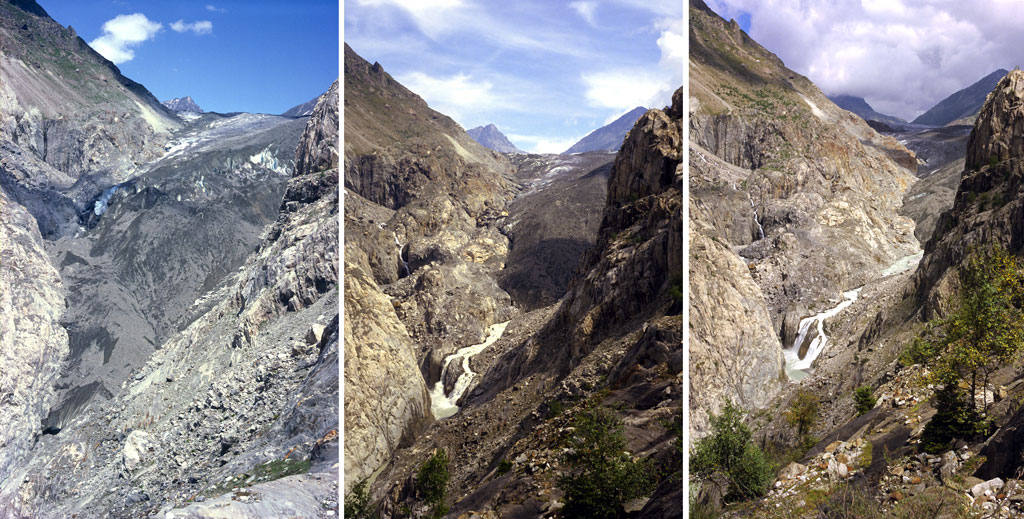
Az Aletsch-gleccser 1979-ben (balra), 1991-ben (középen) és 2002-ben (jobbra)

A klímaváltozás következtében a gleccserek drasztikus mértékben zsugorodnak. Az éghajlati ingadozások nem ismeretlenek az Alpokban, a gleccserek jegéből ezek kimutathatóak és eképpen klímaarchívumként is funkcionálnak. A mérések szerint az iparosodás kezdete óta 1980-ig felületük egyharmadát és tömegük felét veszítették el. 1980 óta a jég további 20–30 százaléka olvadt el. A legújabb vizsgálatok szerint azonban a gleccserek jege több ezer éve egyszer már teljesen elolvadt.
A klímaváltozás jelenségével összefüggésbe hozott főbb szempontok a következők: 

#### A permafroszt felengedése, nagyobb csapadékmennyiségek
A végbemenő olvadás a legfeltűnőbb és ezt helyezik az előtérbe, mivel a gleccserek és a hómezők látványos elolvadásával a sziklák alátámasztása gyengül. A talaj destabilizálódásának azonban van két jóval jelentősebb tényezője is. Egyrészt a nagyobb csapadékmennyiségek révén a talajrétegek egyre inkább felúsznak, és emiatt egyre több földcsuszamlás történik a permafroszt szintje alatt, másrészt a permafroszthatár is magasabb régiókba helyeződik át. Egykori, a tartós fagy által stabilizált területek ki vannak téve az olvadásnak, és ez destabilizálja őket. Egyrészt azért, mert a kötőanyagként funkcionáló jég eltűnik, másrészt pedig azért, mert a víz ismételt megfagyásakor a sziklákat szétmállasztja.
A sziklaomlások, omladék- és kőlavinák számos falut, utat és kirándulóutat veszélyeztetnek. A völgyeket és az infrastruktúrát védőgátak és védőhálók segítségével igyekeznek megóvni.

#### Szerepe a vízháztartásban
A gleccserek fényvisszaverő képességük révén csökkentik a közvetlen környezetük hőmérsékletét. Ezáltal elősegítik a hóesés okozta páratartalom kilépését. A nagy folyók vízháztartására azonban lényegében semmi hatásuk nincs és ezért a gleccserek inkább funkcionálnak víztározóként. Nagy méretük ellenére a vízhozamuk csekély, mivel a folyási sebességük is nagyon alacsony. A patakoknál és folyóknál aránylagosan jóval nagyobb mértékben párologtatnak el vizet.

#### A faji sokszínűség elvesztése
A sok növényfajta magasabbra való áttelepülését az éghajlatváltozással magyarázzák. Mivel felfelé haladva 100 m-enként 0,6 °C-kal csökken a hőmérséklet és az Alpokban az elmúlt száz évben átlagosan 1,5 °C-kal nőtt a hőmérséklet, ezért már matematikailag is 20–25 méterrel feljebb kellett volna hogy tevődjenek a hőmérsékleti övek. Az 1994-ben végzett vizsgálatok szerint ez az érték 4 métert tett ki évtizedenként. A 2005-ben végzett újabb vizsgálatok ezzel szemben 28±14 métert állapítottak meg egy évtizedre.
E számolás során nem veszik figyelembe, hogy a magasabban élő alpesi növények számos követelményhez alkalmazkodtak és ezek közül a hőmérséklet ugyan egy nyilvánvaló, de a sok közül csak az egyik feltétel. Az UV-sugárzás, a szél, a vízmennyiség, a talajviszonyok, a vetélytársak a táplálékszerzésben és fényért folyó küzdelemben éppúgy számítanak. Különösen a konkurenciaharc szerepe nagy. A magas alpesi növények a legtöbb esetben nem azért nőnek ebben a megművelhetetlen régióban, mert jobb feltételek mellett nem élnének meg, hanem mert a jobb feltételekkel bíró területeket más növények már elfoglalták. Amíg ezek a vetélytársak nem követik őket a magasabban lévő területekre, addig ezek a növények nem fogják önként elhagyni az élőhelyüket. Hosszútávon ezzel számolni kell, bár a lefolyása részben nagyon lassú folyamatokhoz (pl. talajképződési folyamatokhoz) van kötve, így évszázadokig vagy évezredekig is eltarthat.
Emiatt több faj él ma a magasabban fekvő területeken, mint száz évvel ezelőtt. Ennek a felfelé való elmozdulásnak azonban a hegyek magassága határt szab. Pillanatnyilag nincs arra utaló jel, hogy a magasabban élő növényeket a feltörekvők kiszorítanák jelenlegi helyükről, mivel az erősen erodálódó hegycsúcsokon új telepesekként tartós ökológiai rést töltenek ki.
Egyes tudósok mégis úgy becsülik, hogy a 400 endemikus növényfaj egynegyedét a kihalás fenyegeti, mivel végül kiszorítják őket az életterükről. A hőmérséklet-változás csak a probléma egyik fele, a turizmus és építkezési tevékenység okozta erózió a másik.

## Biogeográfia
Az Alpok egy övezetek közötti (interzonális) hegység, mely a VI-os biom (északon, télen hideg erdőkkel, lombhullató fákkal) és a IV-es biom (délen, mediterrán éghajlattal) között terül el, ami miatt a hegység két oldala erősen eltér egymástól. Ehhez jön még a belső völgyek erősen kontinentális jegyeket mutató vegetációja. Az Alpokban a dombvidéki öv (colline) 400 méterig terjed, a szubmontán öv 400–700 méter között van. A vegetáció jellegzetességeire az elemeknek való kitettség és a tengerszint feletti magasság mellett a talajviszonyok is döntő hatással vannak (főként a mészkő- és szilikáttartalom). Ehhez jönnek még olyan tényezők, mint a hóval való betakartság és a vízellátás.
Az Európai Unió biogeográfiai régióinak (92/43/EEC) rendszerében az Alpesi régió különálló egységet alkot. Az Alpokon kívül ebbe tartoznak még a Kárpátok, a Pireneusok, a Skandináv-hegység (svédországi része), a Dinári-hegység, a Balkán-hegység, a Rila, a Rodope és az Appenninek egy kis része (illetve a Kanári- és Azori-szigetek).

### Flóra

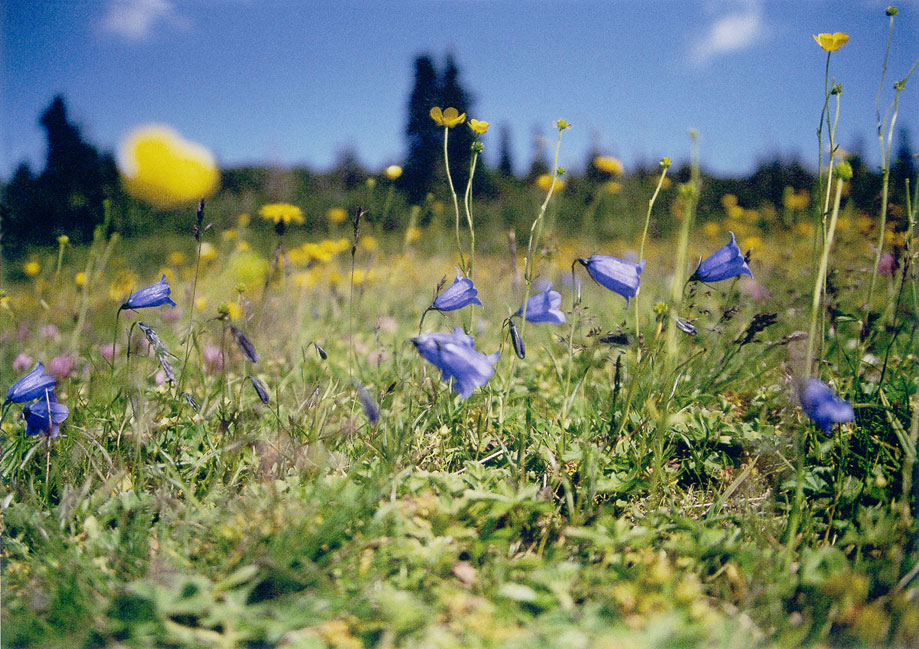
Harangvirág és boglárka

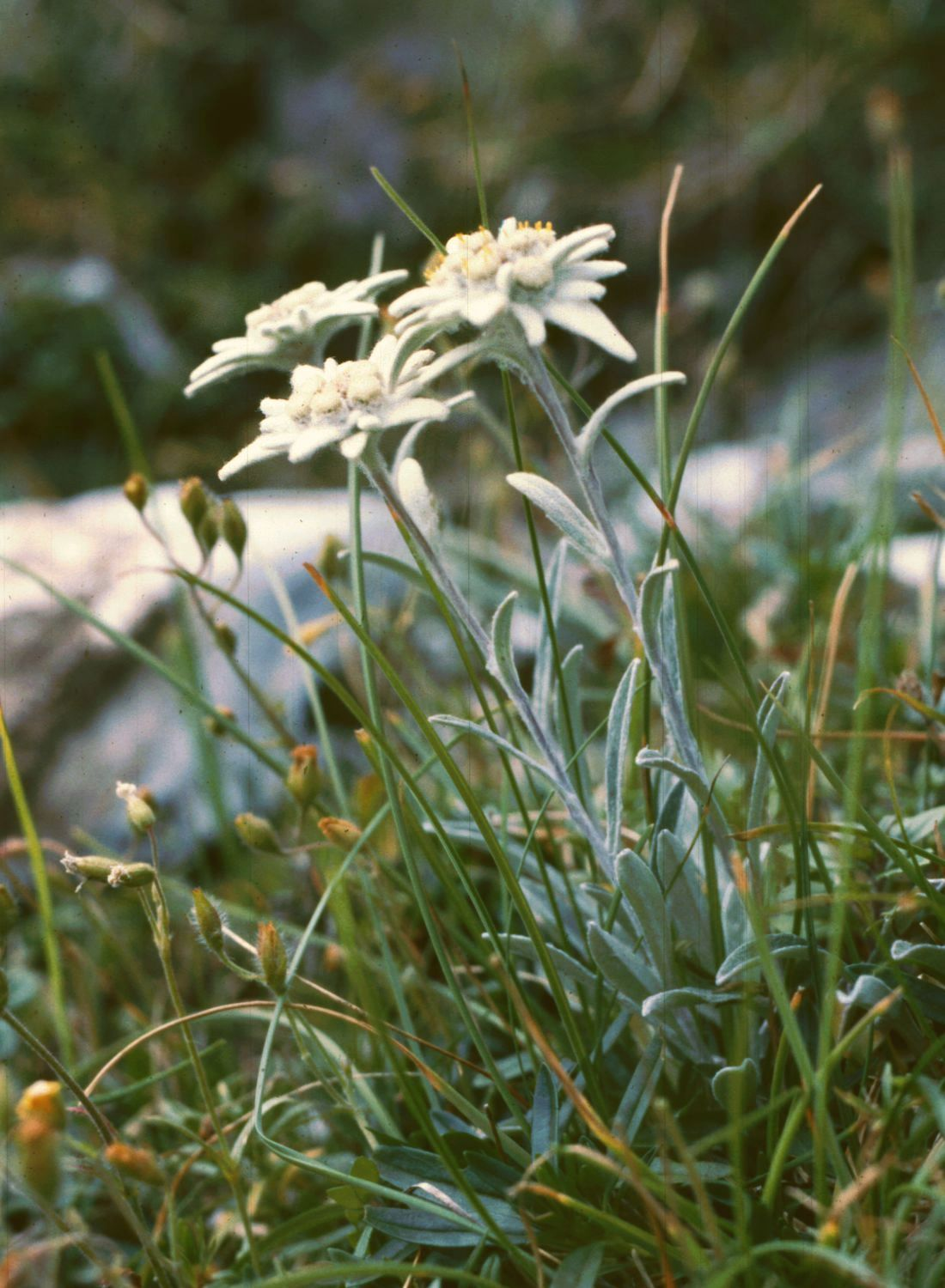
Havasi gyopár (Leontopodium alpinum)

Az Alpok mintegy 650 virágos növényfajnak a fő élőhelye és összesen 4500 növényfaj él meg itt.
Az alpesi flóra számos sarki-alpesi vonással rendelkezik, így megél itt például a kőtörőfűfélék családjába tartozó Saxifraga aizoon. E növények a legutolsó eljegesedés idejéről maradtak vissza, mikor Közép-Európa területét még a tundra uralta. Az észak-ázsiai hegységek élővilágával is van kapcsolata a Gentiana verna (tárnics) révén. Az alpesi flórában a gleccseresedés miatt viszonylag kevés az endemikus növényfaj, csupán a Déli-Alpok jégmentes részén fordulnak elő gyakrabban ilyenek.
Az Alpokban feltűnő a Mészkő-Alpok és a szilikáttartalmú kőzetek élővilága közötti különbség. Erre már Franz Unger is felhívta a figyelmet 1836-ban. A talajok eltérő vegyi összetétele az oka annak, hogy a mészkő melegebb és szárazabb. Az egyes fajok közeli rokonságban lévő alfajaikkal képviseltetik magukat (ökológiai vikarizmus). A már említett rododendronok mellett példaként említhetők meg a harasztokhoz tartozó Asplenium ruta-muraria és a Asplenium septentrionale; a fehér varjúháj (Sedum album) és a Sedum annuum párnanövények (varjúhájfajok); a merev sás (Carex firma) és a görbe sás (Carex curvula).
A vegetáció függ a területet borító kőzettől. A különböző egységeken eltérő regionális vegetációk alakultak ki. A Keleti-Alpok Északi-Alpokhoz tartozó részét főként lucfenyők borítják, míg a Középső-Alpokban kiterjedt legelők (Bergmatten), vörös- és lucfenyő alkotta erdők fordulnak elő.
Jellemzően az Alpokhoz kötött növények gyakran feltűnő virággal rendelkeznek, mindenek előtt a havasi gyopár (Leontopodium alpinum), a rododendronok és a kék encián-félék (Gentiana spp.).

#### Montán öv
A montán szinten a meghatározó fafajták eloszlása: 
- Helvét öv: a hegység északi peremének mérsékelt középeurópai éghajlatú területén felfelé haladva a sorrend a következő: tölgy – bükk – erdeifenyő.
- Pennini öv: a Középső-Alpok belső völgyeinek száraz kontinentális éghajlatú területén: erdeifenyő – lucfenyő – Havasi cirbolyafenyő/vörösfenyő. Az erdőhatár itt 400–600 méterrel van magasabban, mint az Alpok peremén.
- Inszubriai öv: A szubmediterrán flóraterület déli peremen a sorrend: magyaltölgy – gesztenye/molyhos tölgy – kocsányos tölgy – bükk.

Az 1400–2000 méter közötti felső erdőhatárra az emberi tevékenység van a legnagyobb hatással. Az évszázadok óta folytatott alpesi legelőgazdálkodás lefelé szorította az erdőhatárt.
A montán erdőszintet (montane Waldstufe) még a következő megnevezésekkel illetik: 
- Legalsó erdős rész (J. G. Sulzer 1745)
- Erdőhegység (Albrecht Penck 1896)
- Előalpok (Voralpen – Johann Gottfried Ebel 1808)

#### Szubalpiöv

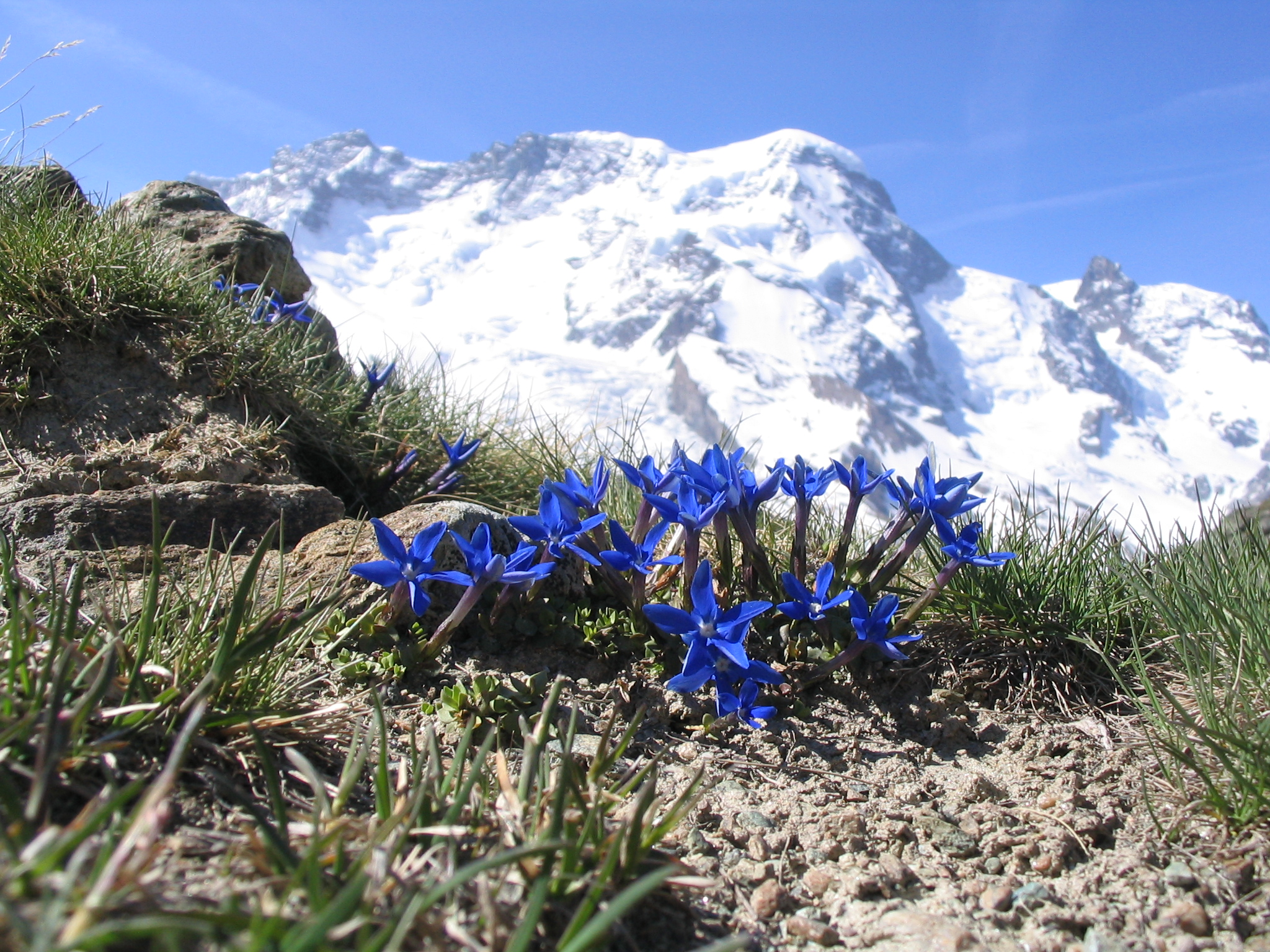
Tárnics a Breithornnal (4164 m) a háttérben

A szubalpi szint (1900–2200 m) képezi az átmenetet (ökotont) az erdőszint és a fátlan alpesi szint között. Jellemző rá egy cserjeszint (Struachstufe) megléte. A mészköves területekhez vagy akár a szilikáttartalmú kőzetekhez hasonló száraz helyeken a havasi törpefenyő (Pinus mugo), a szilikátos területeken fellelhető agyagos talajon a havasi éger él meg. Mindkettő növény ember nagyságúra nő meg, de a lavinavájatokban mindkét faj jóval kisebb, mivel így a hajlékonyságuknak köszönhetően el tudják viselni a hó nyomását. A magas szubalpi szinten a törpeboróka és a rododendronokhoz tartozó borzas havasszépe Rhododendron hirsutum (mészkövön) és az erdélyi havasszépe Rhododendron ferrugineum (mészkőszegény talajon) alkotják a növényzetet.
További (német) kifejezések a szintre: 
- Marha-Alpok (Viehalpen – J. J. Wagner 1680)
- Alpok (Alpen – J. G. Sulzer 1745)
- Tehén-Alpok (Kuhalpen – Karl Albrecht Kasthofer[55] 1818)
- Legelőhegység (Mattengebirge – Penck 1896)

#### Alpi öv

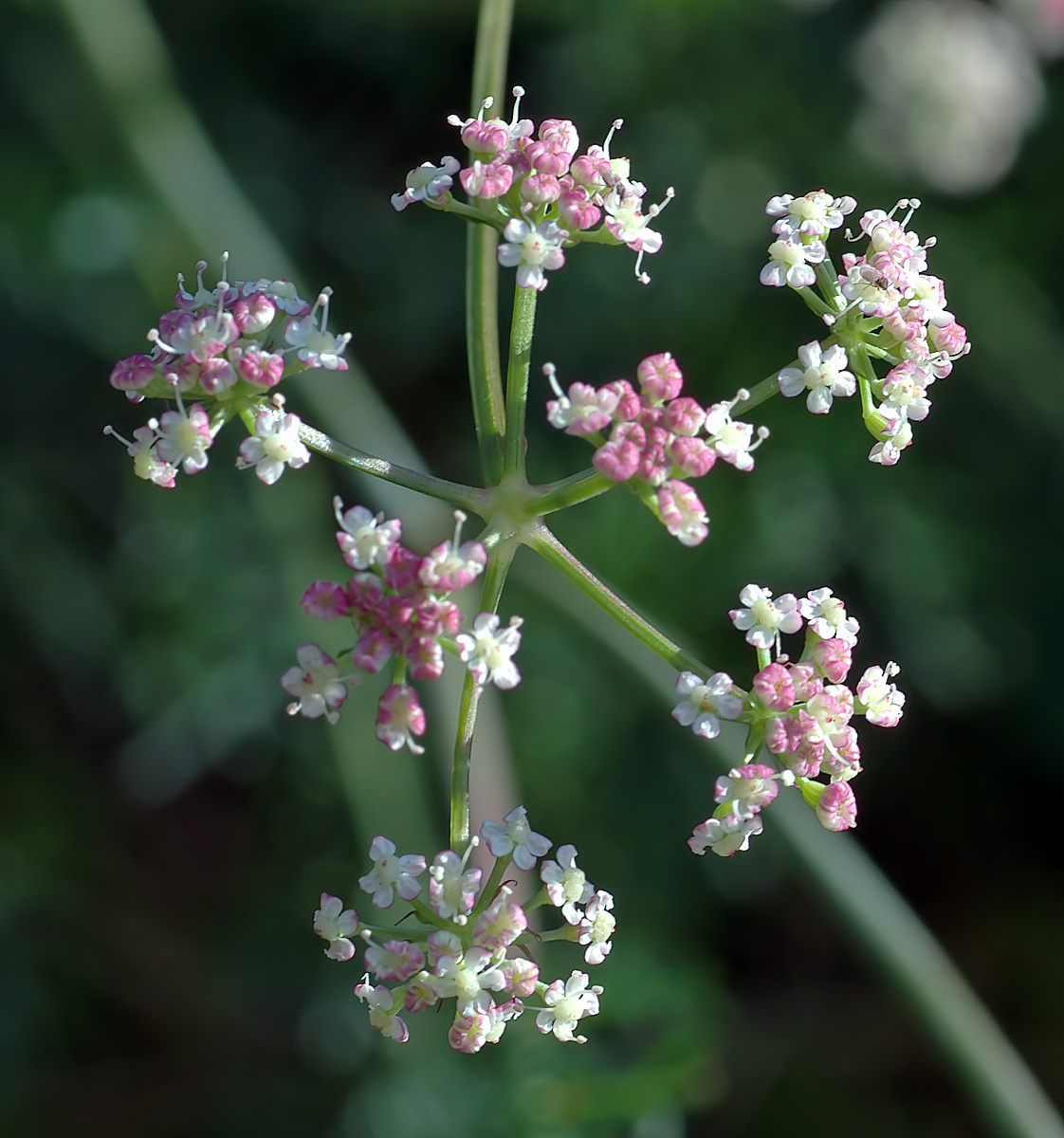
Virágzó havasi medvegyökér

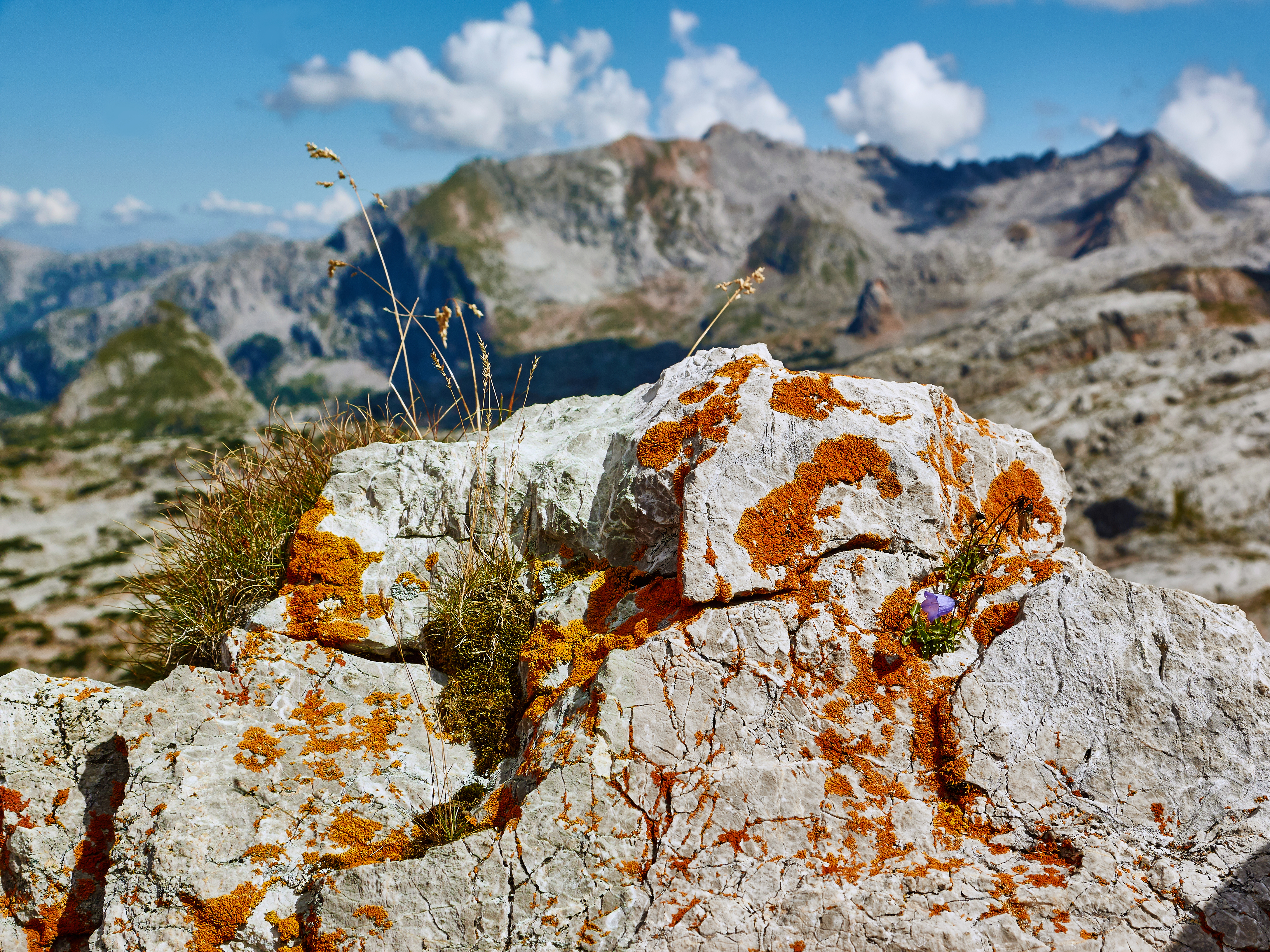
Zuzmó a magas Weißbachlschartén a Steinernes Meer hegycsoportban

A J. J. Wagnernél Magas-Alpok (Hochalpen) néven szereplő alpi szint (2500–3000 m) éghajlata a hegyi tundra, melyet különböző gyepek többnyire teljesen beborítanak. A vegetáció számára meghatározó a hótakaró nélküli időszak. További tényezők még a szélnek való kitettség (különösen mikor ennek hatására a felszín hómentessé válik télen), valamint a kőzetaljzat minősége. E tényezőkből és a változatos domborzatból adódik a nagyon kis területű vegetációs mozaik.
A legfontosabb sziklagyeptársulások a Mészkő-Alpok mély talaján a Caricetum ferrugineae (Rostseggenrasen) sásgyepek, a kevésbé mély talaján a nyúlfarkfű-sűrűsás-gyepek (Seslerio-Caricetum sempervirentis) és a mészkősziklákon a párnasásgyepek társulásai (Caricetum firmae). A savas kőzeteken (auf sauerem Gestein) a görbe sás (Caricetum curvulae) a domináns fajta, a túllegeltetett legelőkön a szőrfűgyepek (Nardetum). Különösen a mészkőgyeptársulások tűnnek ki virágaik gazdagságával.
Az olvadási időszak különösen fontos a hótalajtársulásoknak, melyekről a hó csak később olvad le. Ezek többnyire a hegység szilikátos részeinek felső alpi szintjén, az északi lejtők lábánál találhatók. Itt a tél folyamán sok hó gyülemlik fel, mely sokszor egészen nyárig nem olvad el teljesen vagy meg is maradhat. A megmaradt hó körül különböző zónák jönnek létre. Egy három hónapnál is hosszabb ideig tartó olvadás esetén a normál görbe sás nő, ennél rövidebb ideig tartó olvadás esetén a törpe fűz nő gyakrabban, hamar dominánssá válva és salicetum herbaceae-t alkotva. Jellegzetes fajok a havasi medvegyökér (Mutellina adonidifolia) és a havasi harangrojt (soldanella). A két hónapnál rövidebb olvadás esetén a mohák dominálnak, főként a szőrmoha (Polytrichum sexangulare).
Az alpesi kunyhók térségét lágy szárú növények borítják. A jószágok által trágyázott és tömörített, ezáltal nedves helyeken táplálékban gazdag lágyszárúak nőnek.
A szélfútta oldalakat jellegzetesen a törpe hanga-társulások (Loiseleuria procumbens) uralják.

#### Havasöv
A havas (nivális) öv a hóhatár felett húzódik. Növények csak ott élnek meg, ahol a hó nem marad meg, vagy ha nyáron hamar elolvad. Az itteni vegetációk csak nagyon kis területűek, a növények gyakran elszórtan nőnek ki. Közel 150 virágos növény él meg 3000 méter felett a sok zuzmó mellett. A legmagasabban megélő virágos növények közé tartozik a gleccserboglárka, de a legmagasabbra a kőtörőfű egyik fajtája (Saxifraga biflora) kapaszkodik fel, mivel a Wallis kantonban lévő Dom-hegyen 4450 méteren is előfordul.
A gleccserek felszínét borító csonthavon (firnhavon) egy zöldalga (chlamydomonas nivalis) telepszik meg, mely a „vörös hó” avagy „vérhó” elszíneződését okozza.
Növényvilág-képgaléria

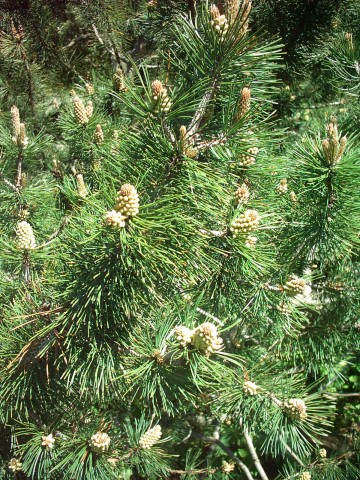
Havasi törpefenyő (Pinus mugo)
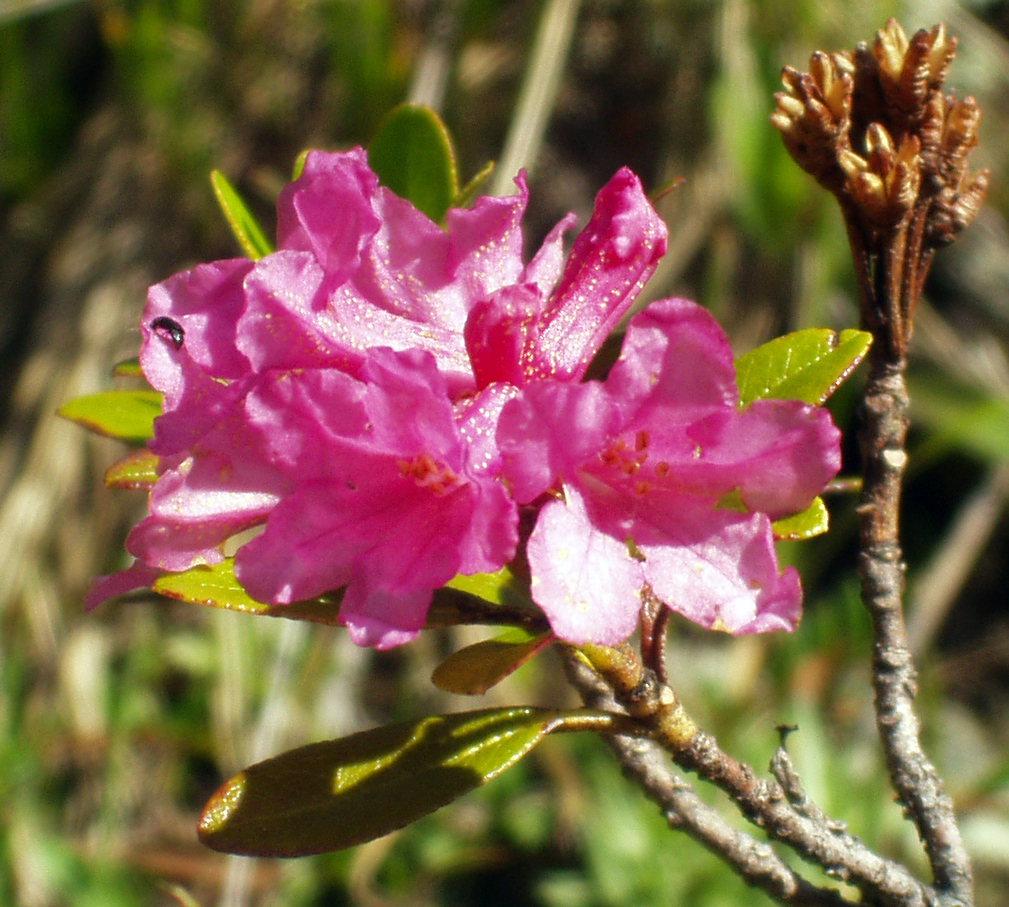
Rozsdás havasszépe (Rhododendron ferrugineum)
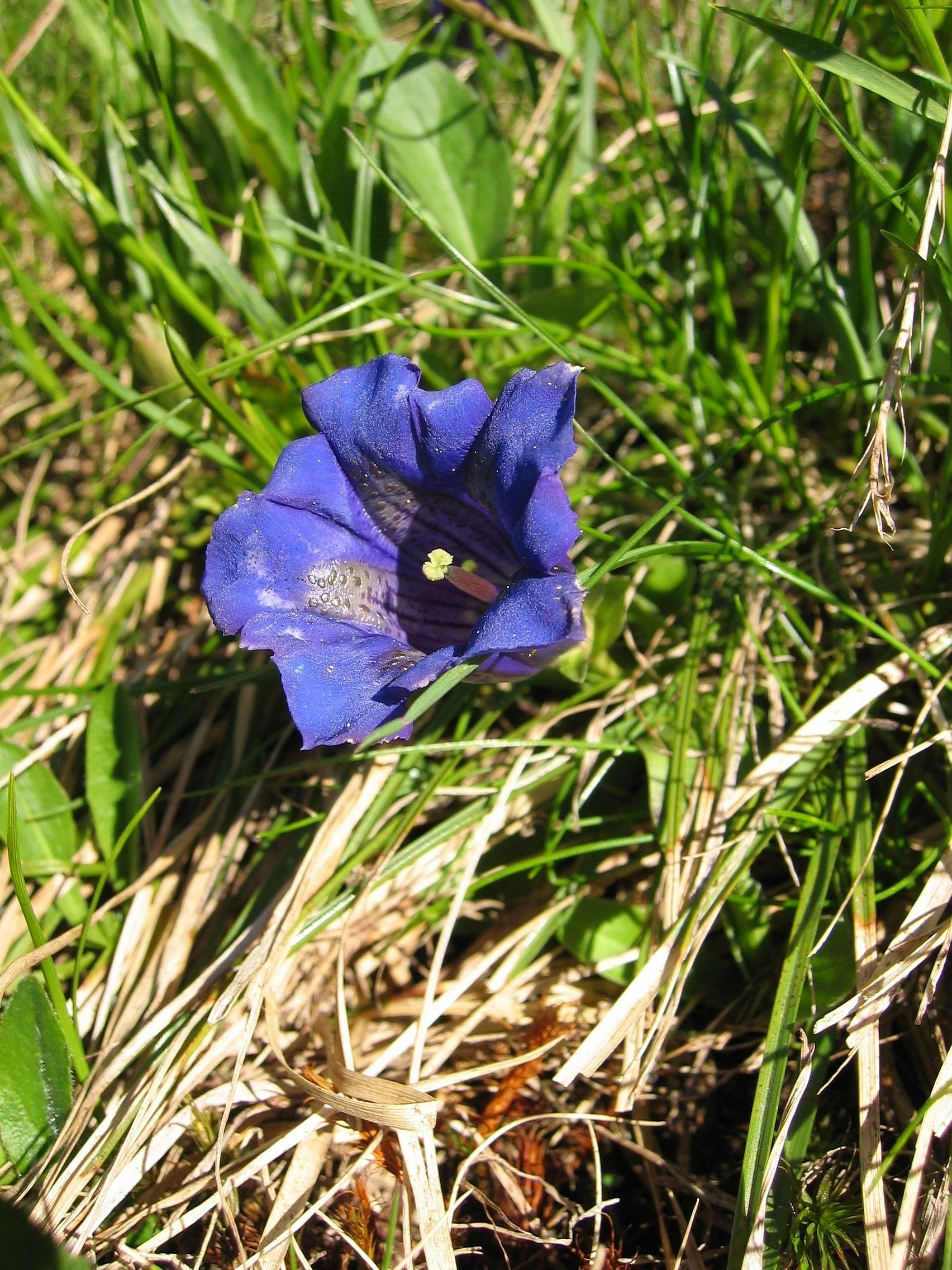
Szártalan tárnics (Gentiana acaulis)
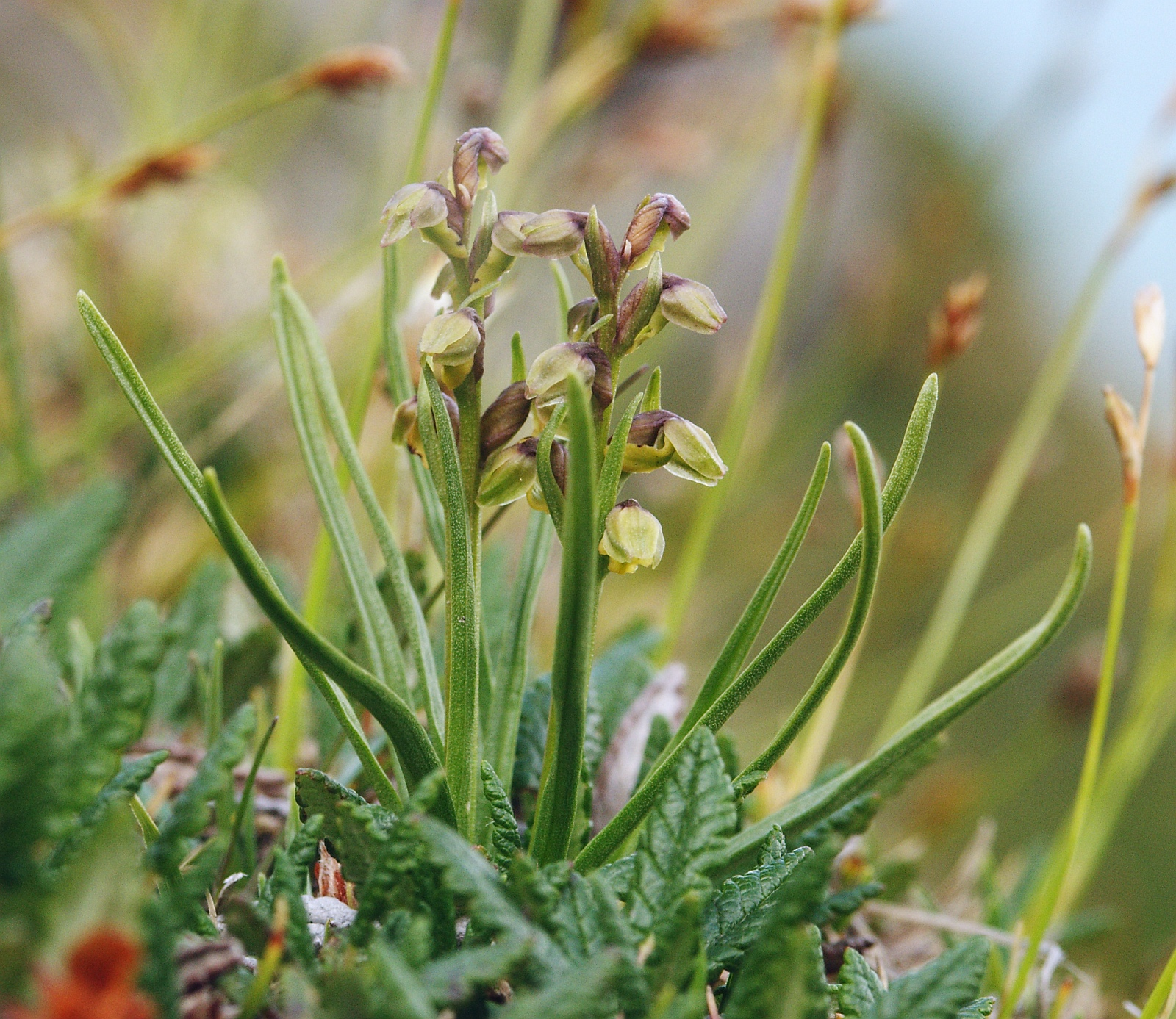
Törpekosbor (Chamorchis alpina)
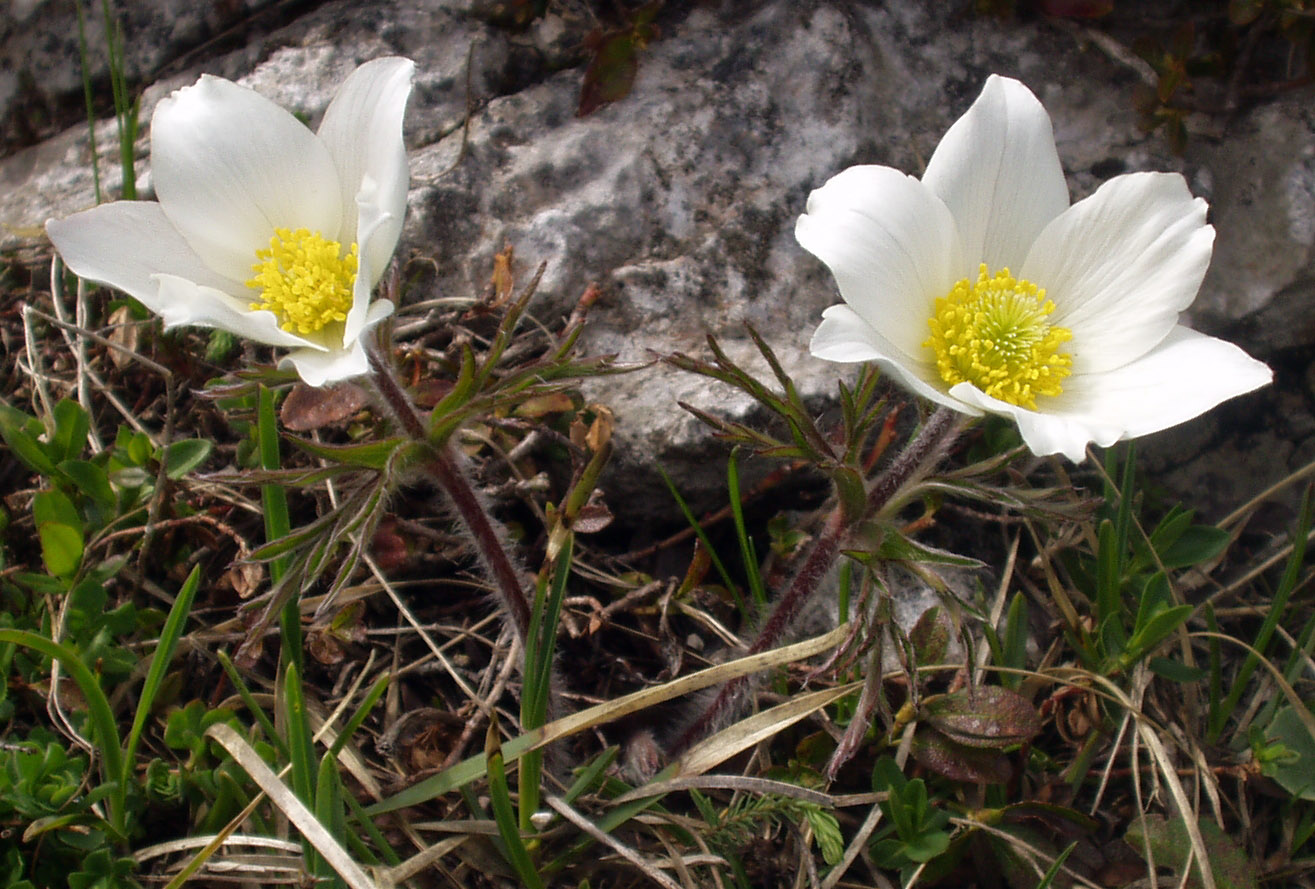
Alpesi kökörcsin (Pulsatilla alpina)
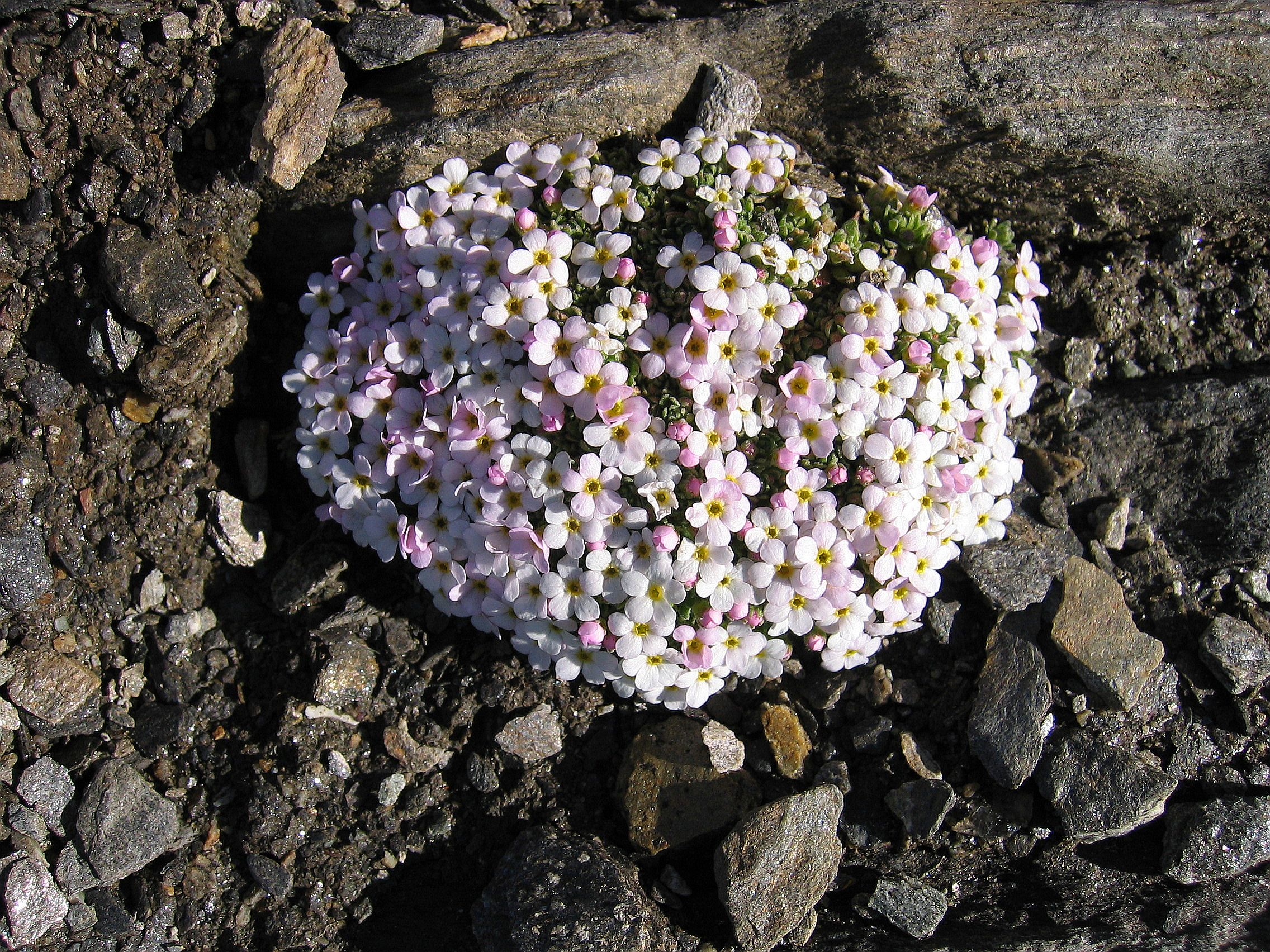
Havasi gombafű (Androsace alpina)
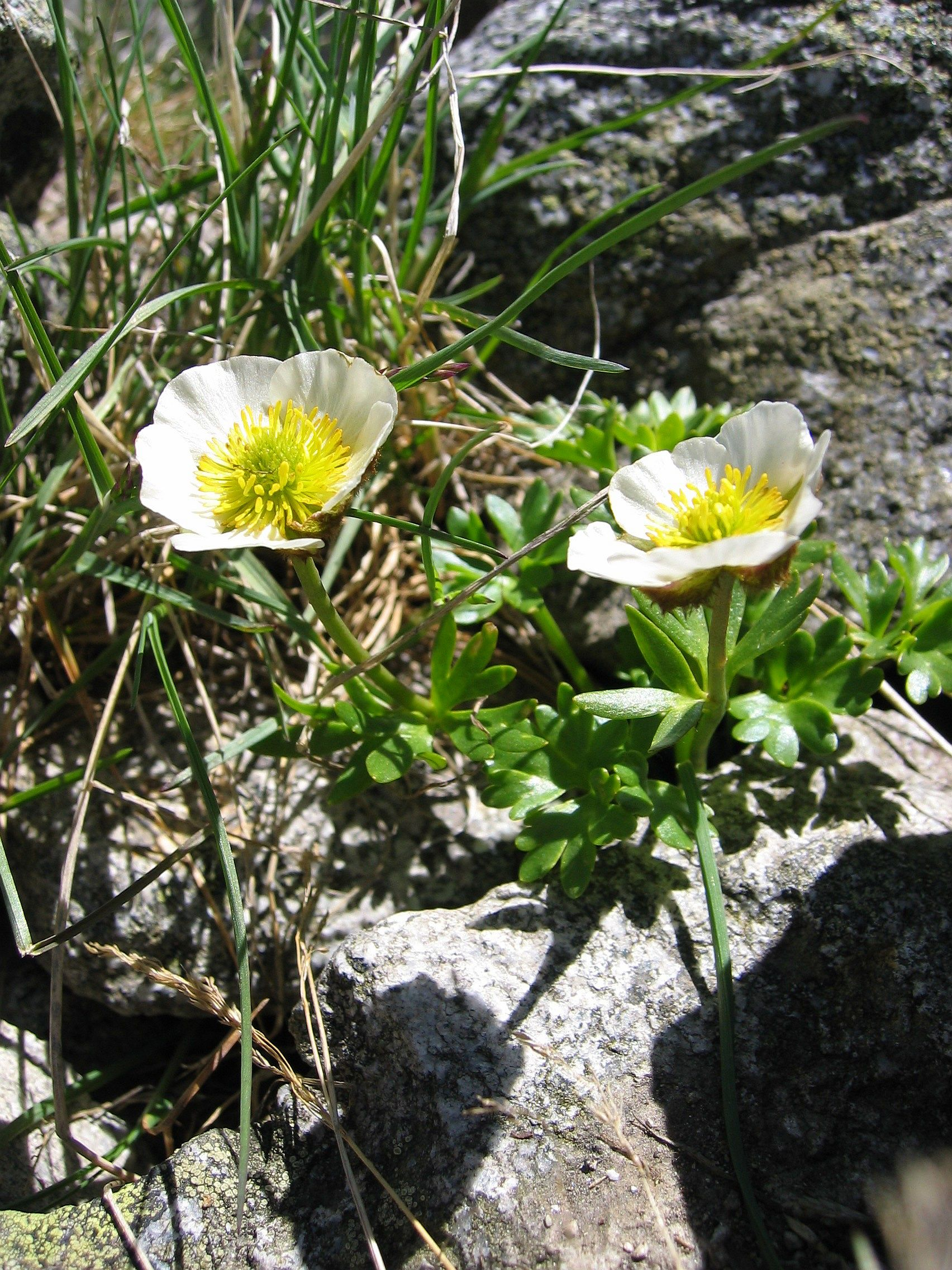
Gleccserboglárka (Ranunculus glacialis)
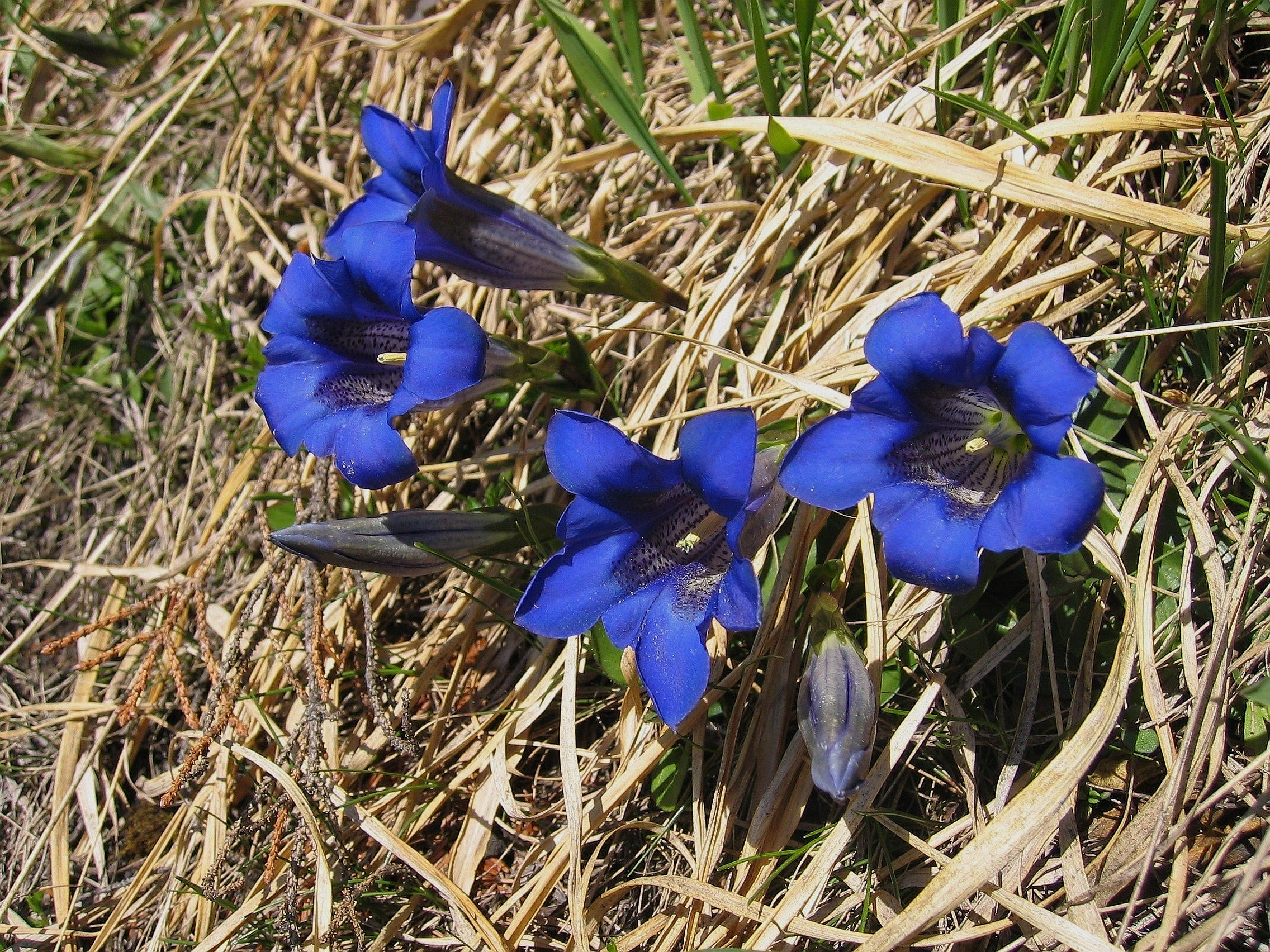
Pompás tárnics (Gentiana clusii)
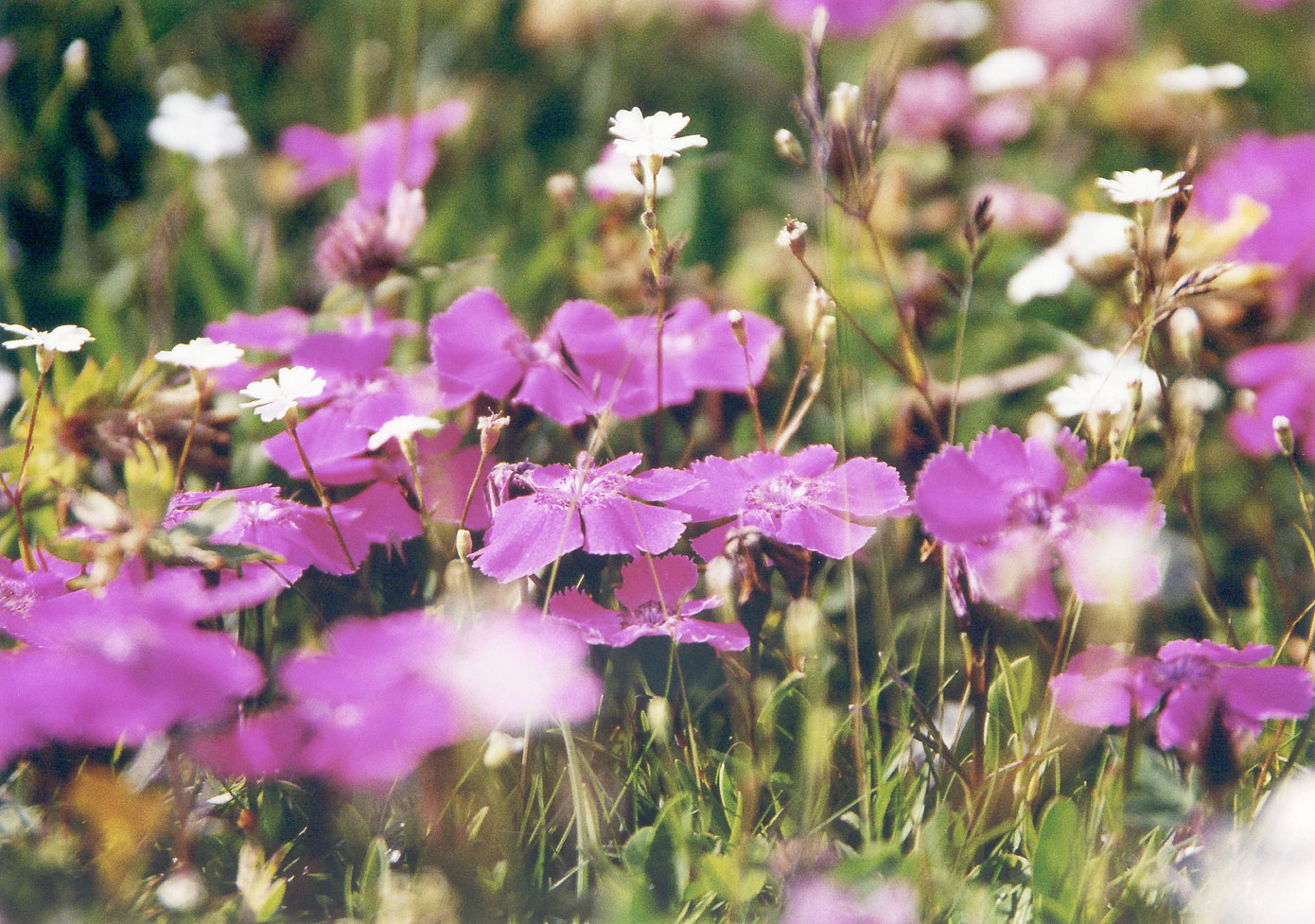
Havasi szegfű (Dianthus alpinus)

### Fauna

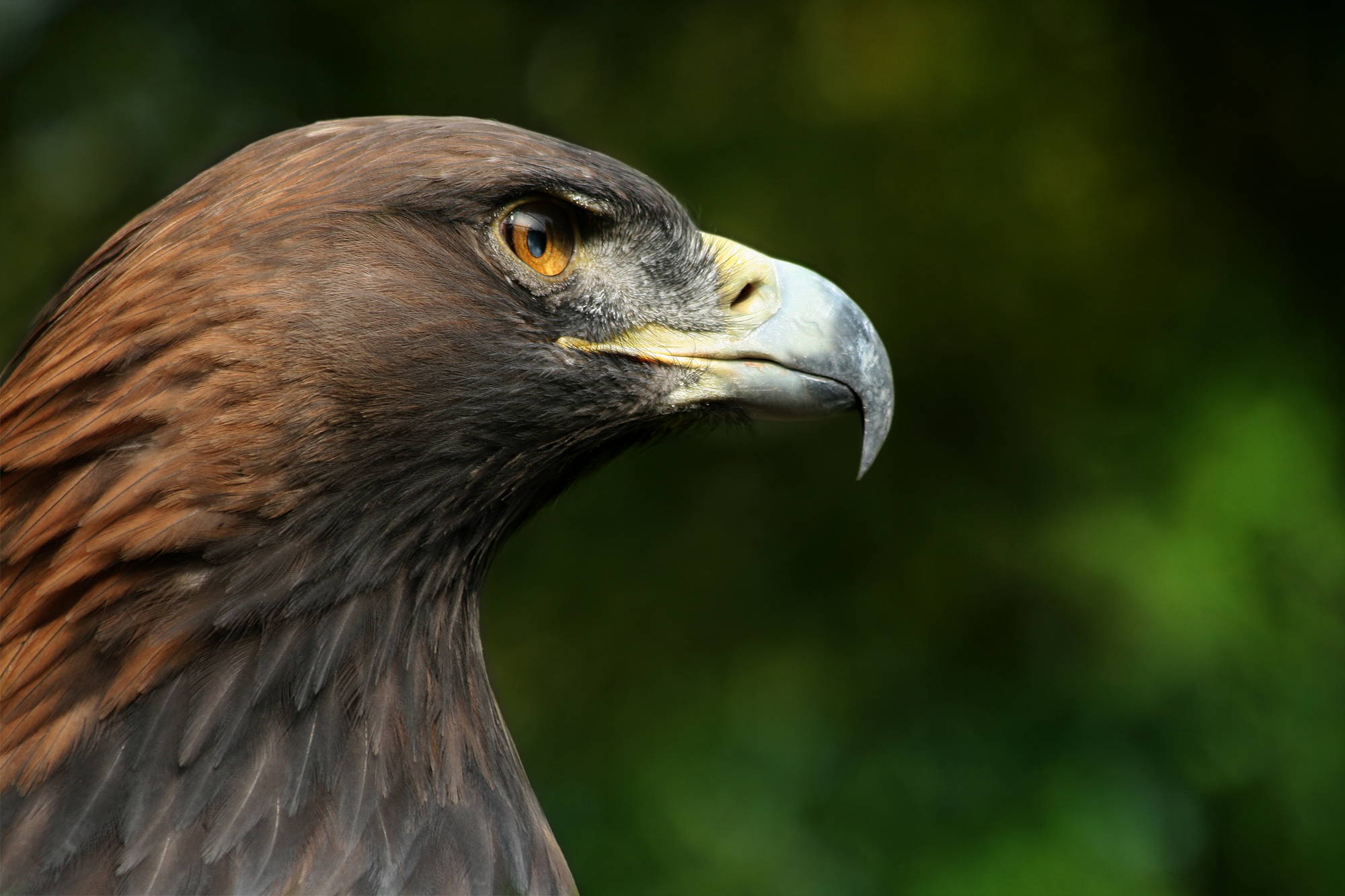
Szirti sas

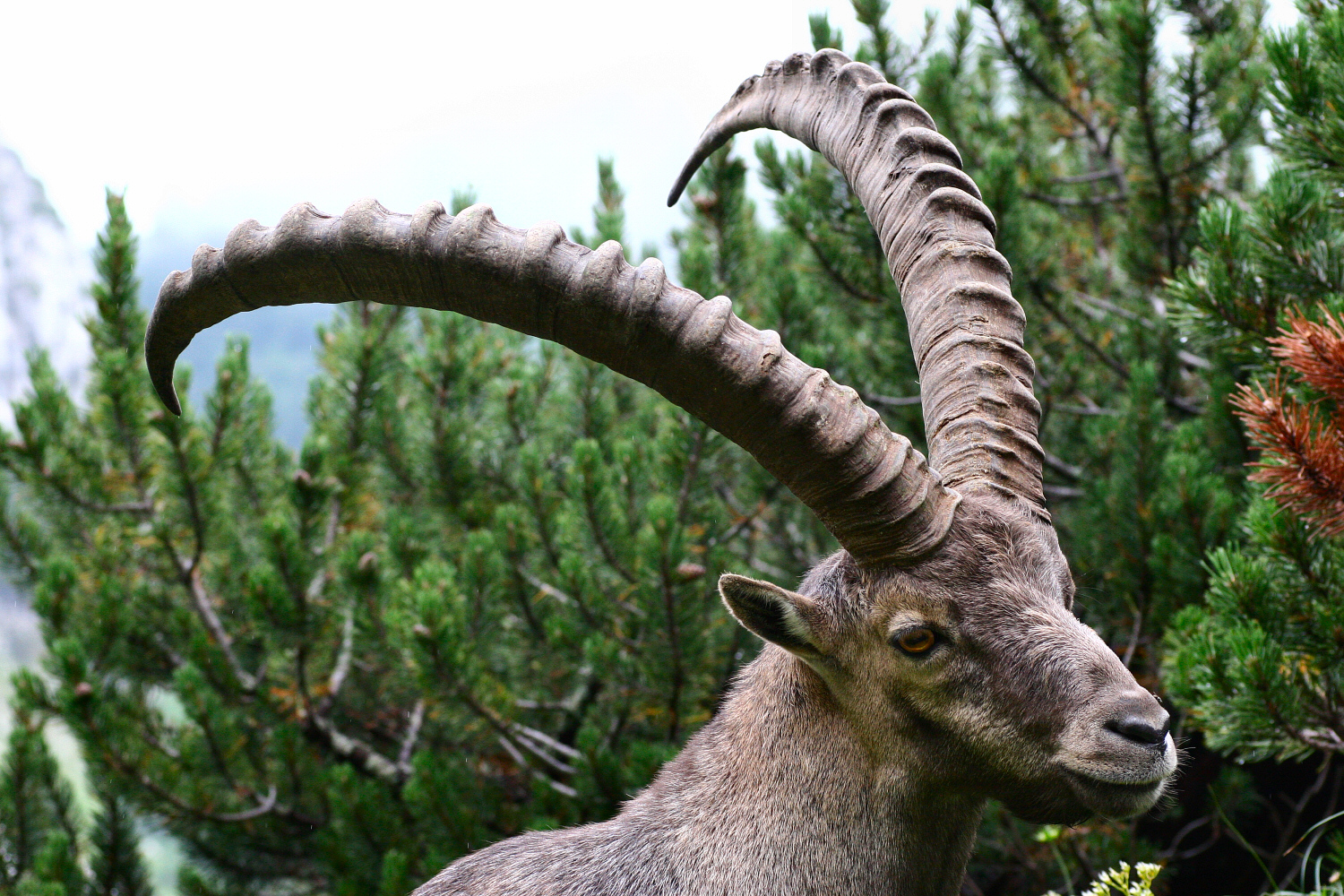
Alpesi kőszáli kecske

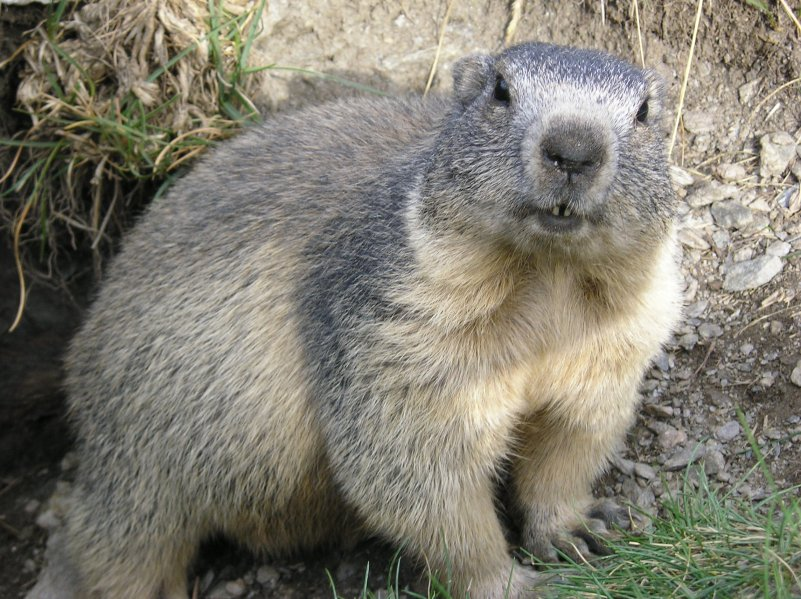
Havasi mormota

A lejjebb fekvő területeken az állatvilág megegyezik a környező sík területekével. A tűlevelű erdőkben a tajga számos fafajtája fellelhető. Ezek a nedves-hűvös körülményekhez szokott növények a jégkorszak után Európát keleti irányból népesítették be ismét és ma csak Közép-Európa magasabban fekvő részein fordulnak elő. Csak kevés a pleisztocén idején jégmentesnek megmaradt, elszigetelt refugiumban tudott megmaradni néhány élőlény a jégkorszak előtti (preglaciális) időszak faunájából, mint például egyes csiga- és bogárfajták.
Sok jellegzetes alpesi állatfaj él az erdőhatár felett. Egyes fajok esetében ezt azzal magyarázzák, hogy így próbál kitérni az emberek elől. Sok állatfaj rokonságban van tundrán élő fajokkal, ahol szintén előfordulnak. Hasonlóan szoros kapcsolatok állnak fenn más magashegységekkel. Európa magashegységi faunájában gyakoriak a jégkorszaki állatvilág maradványai (reliktumtársulások), melyek az alacsonyabban fekvő területekről a jégkorszak után teljesen eltűntek. Ezt a folyamatot nevezik areáldiszjunkciónak. Eredetük szerint arkto-alpesi eredetű fajok (melyek a tundráról származnak) és boreo-alpesi eredetű fajok (melyek a tajgáról származnak) különböztethetők meg.
A jellemző emlősöknek a zerge, az alpesi kőszáli kecske, a mormota és a havasi pocok számítanak, a térség jellegzetes madara a havasi csóka, a holló, az örvös rigó, a havasi pinty, a szirti sas, a fenyőszajkó és az alpesi hófajd.
A szlovén Alpokban és a Trentinóban lévő Adamello natúrparkban még ma is vannak barnamedvék. Az 1990-es évek óta a Szlovéniából való átvándorlás és célzott telepítések révén ismét él egy kisebb medvepopuláció Ausztria területén. A legtöbbjük a Naturpark Ötscher-Tormäuer területén él. A farkasokat 1900 körülre kiirtották az Alpokban, de az Appenninek felől érkezve 1990 óta ismét megjelentek. Manapság mintegy száz példányuk él a Nyugati-Alpok francia és olasz részén. A szirti sas bár az egész északi féltekén elterjedt, Közép-Európában mégis csak az Alpok és a Kárpátok hegyeiben lelhető fel. Több nagytestű állatot az ember irtott ki, mint például az eurázsiai hiúzt, a szakállas saskeselyűt és a fakó keselyűt. Ezeket a fajokat ismét igyekeznek meghonosítani visszatelepítések által. Egyes gerinceseknél szezonális dimorfizmus figyelhető meg: a nyári világosabb szőrzetet vagy tollazatot télen egy fehér váltja (pl. havasi nyúl, alpesi hófajd).
A kétéltűek közül a fekete színű alpesi szalamandra alkalmazkodott a talán a legsajátosabb módon az itteni élettérhez. Egyetlen közép-európai kétéltűként az utódait kifejlődve hozza világra. A lárva kifejlődése a méhben a tengerszint feletti magasságtól függően 2-3 évig eltart. Így ez a faj független a felszíni vizektől, melyek más kétéltű fajok lárváinak kifejlődéséhez feltétlenül szükségesek. Az alpesi szalamandra Ausztriában 2800 méteres magasságban is előfordul.
A hüllők közé tartozó elevenszülő gyík és a keresztes vipera a tojásrakás módjának változtatásával (álelevenszüléssel illetve valós elevenszülés révén) alkalmazkodott az alacsony hőmérséklethez. Mindkét állat előfordul az alpesi és a montán régiókban is. Svájcban az áspisvipera lelhető fel akár 3000 méteres magasságokban is. A Mészkő-Alpok déli részén előfordulhat a homoki vipera (avagy európai szarvasvipera) és a hegyi skorpió.
A jellegzetes rovarok közé tartoznak a „bundás” poszméhek közé tartozó alpesi poszméhek (Bombus alpinus) és a feltűnően sötét színű lepkék, mint amilyen a szerecsenlepke (Erebia pluto). Világosabb színű lepkék is előfordulnak, mint a kerekfoltú boglárka (Plebejus orbitulus) és a Svájci Apolló-lepke (Parnassius phoebus) egészen 3000 méteres magasságokig. Vélhetőleg a repülő rovarok számának csökkenése és a szélnek való kitettség miatt pókok nem fordulnak elő. A havas szinten megélő kevés állatfajhoz tartoznak a szőrös, fekete színű gleccserbolhák (Isotoma saltans), az ugróvillások alosztályába tartozó ősi rovarok, valamint a gleccserfutó bogár (Trechus glacialis), a futóbogárfélék egyik fajtája.
Állatvilág-képgaléria

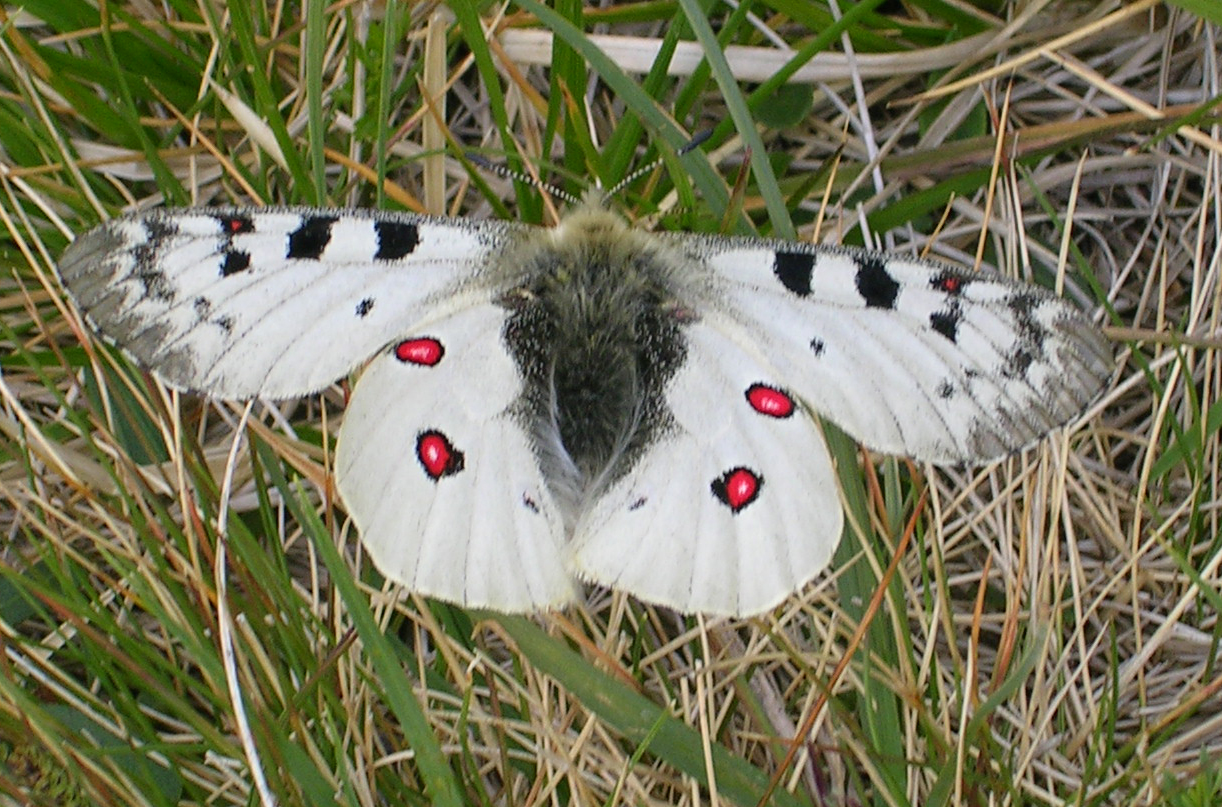
Alpesi Apolló-lepke
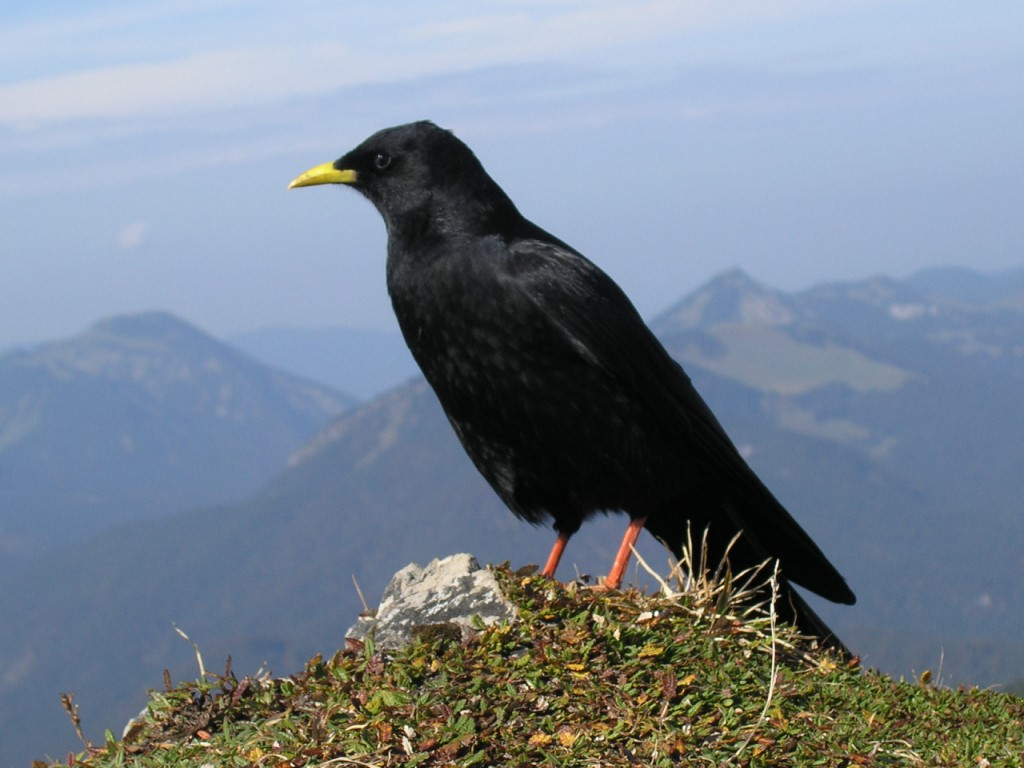
Havasi csóka
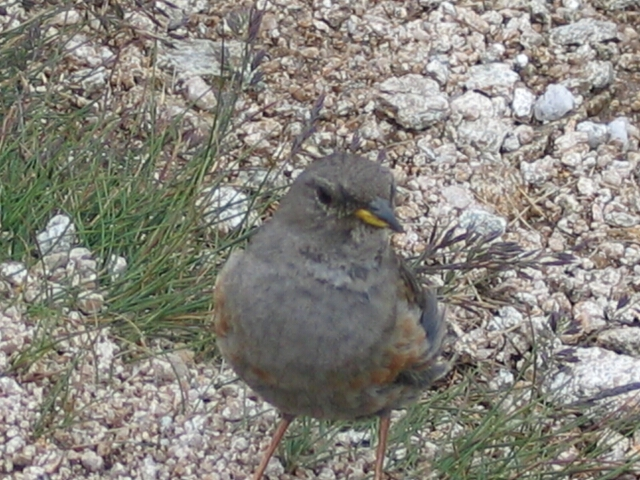
Havasi szürkebegy
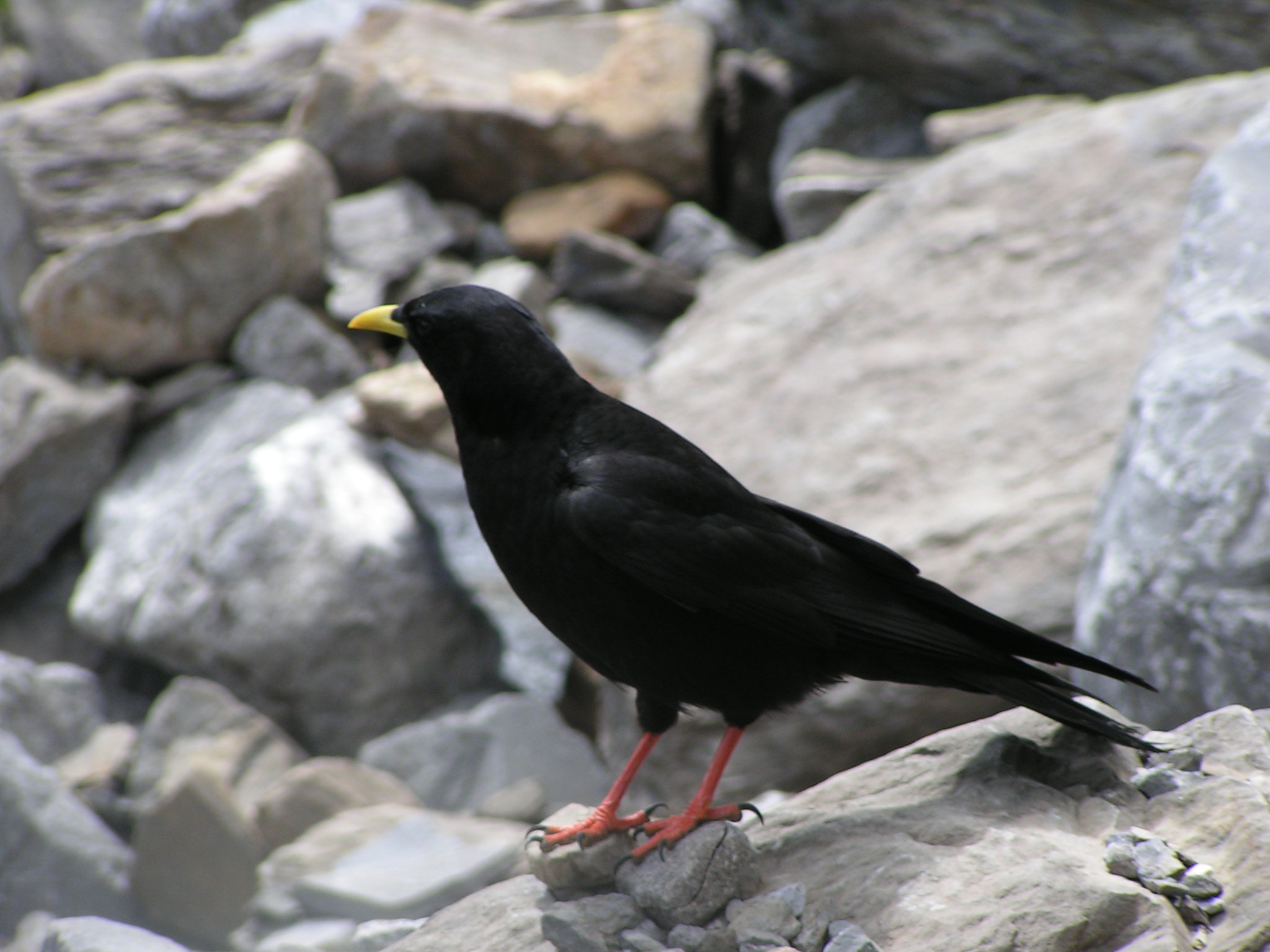
Havasi csóka
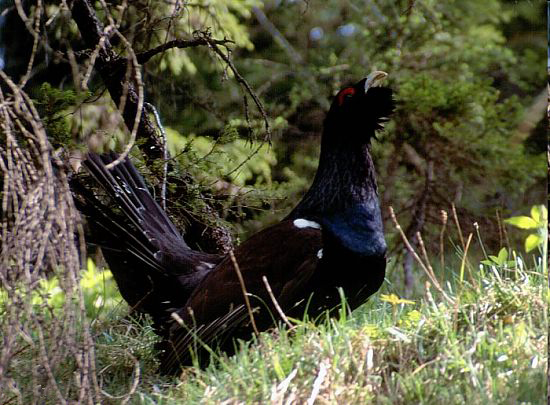
Siketfajd
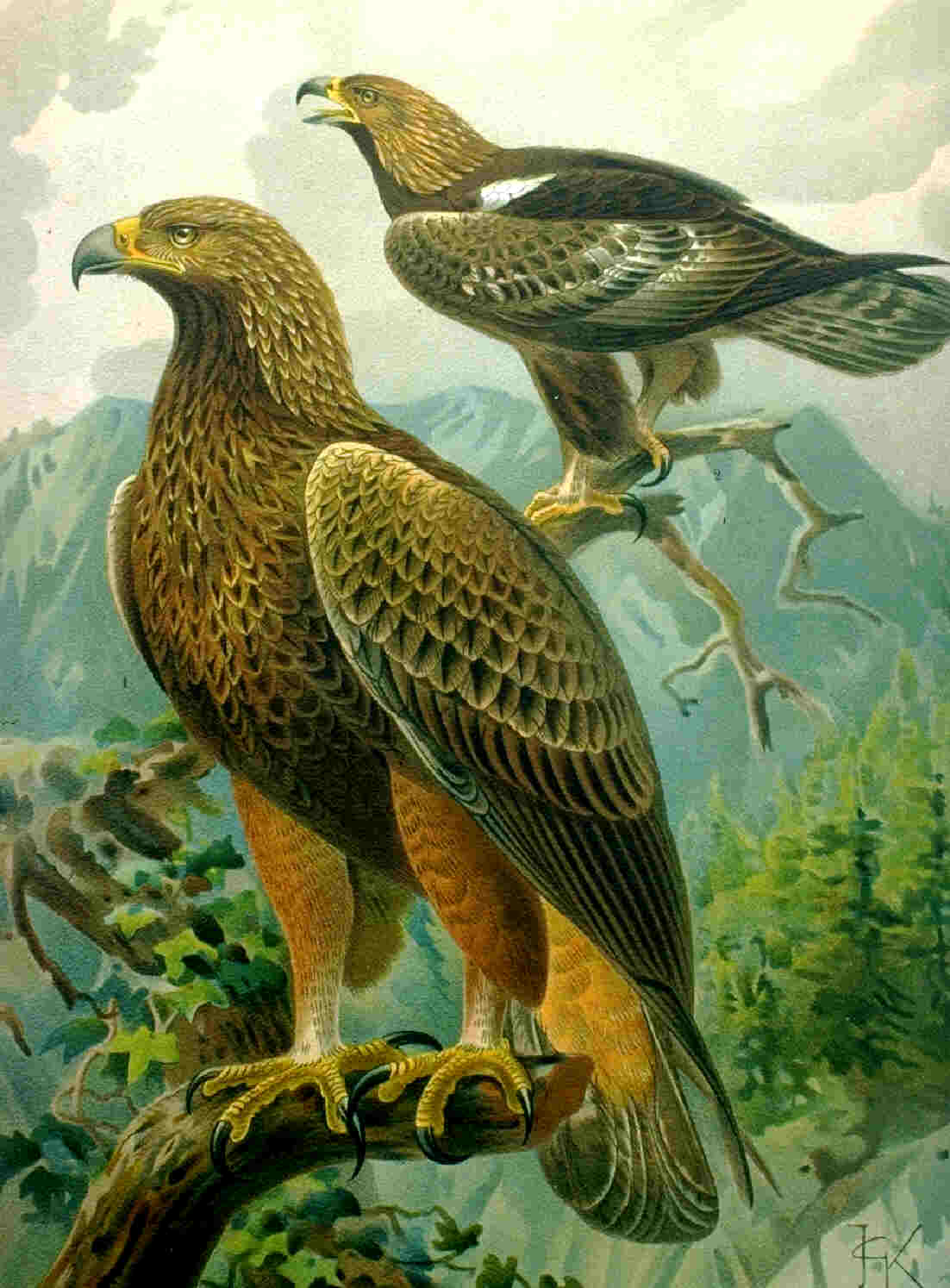
Szirti sas
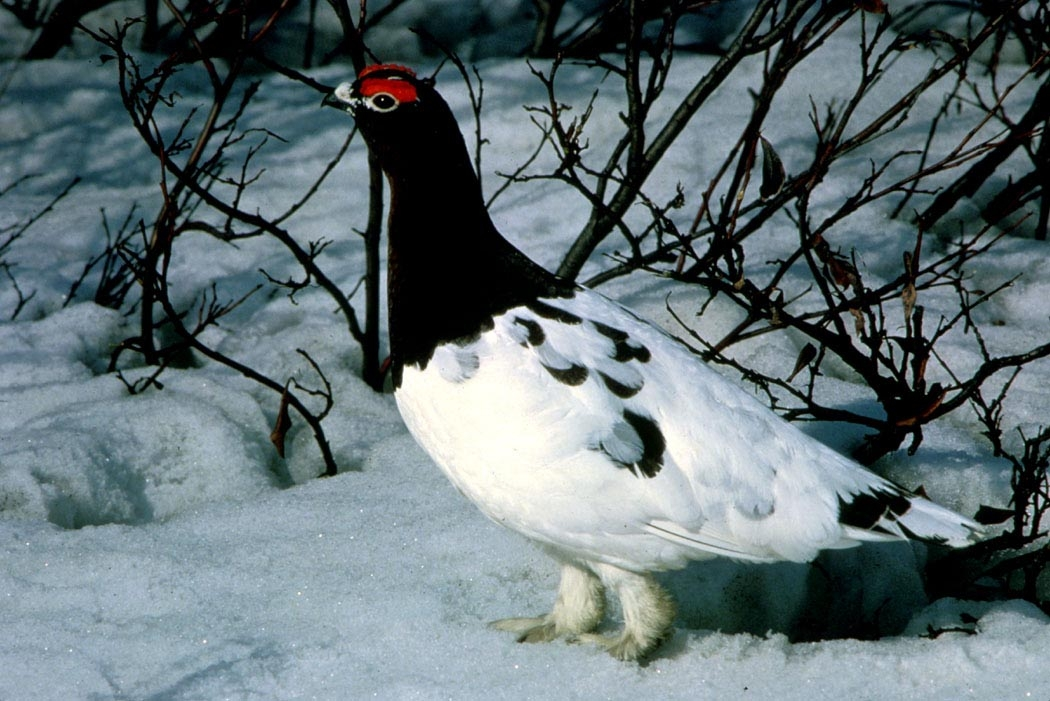
Alpesi hófajd
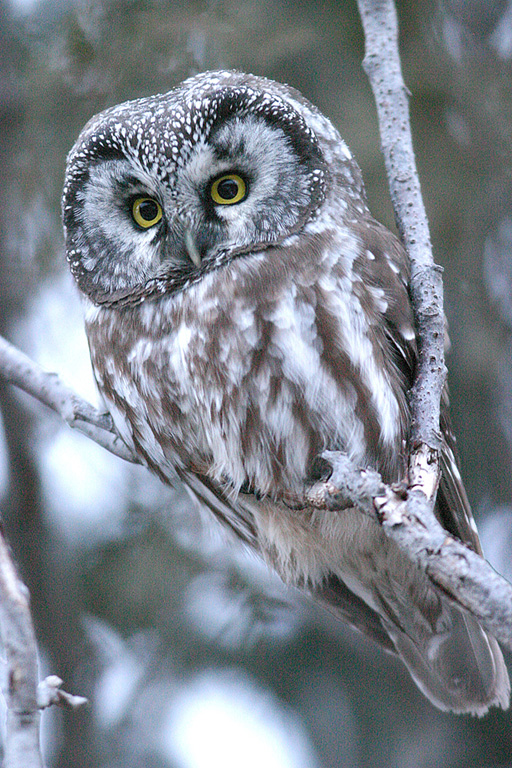
Gatyáskuvik
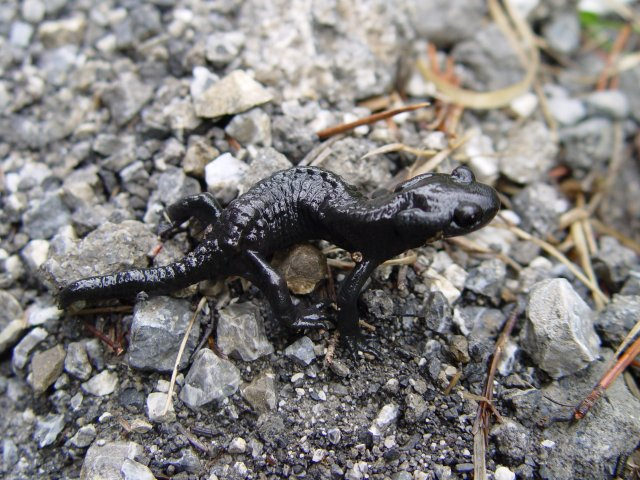
Alpesi szalamandra
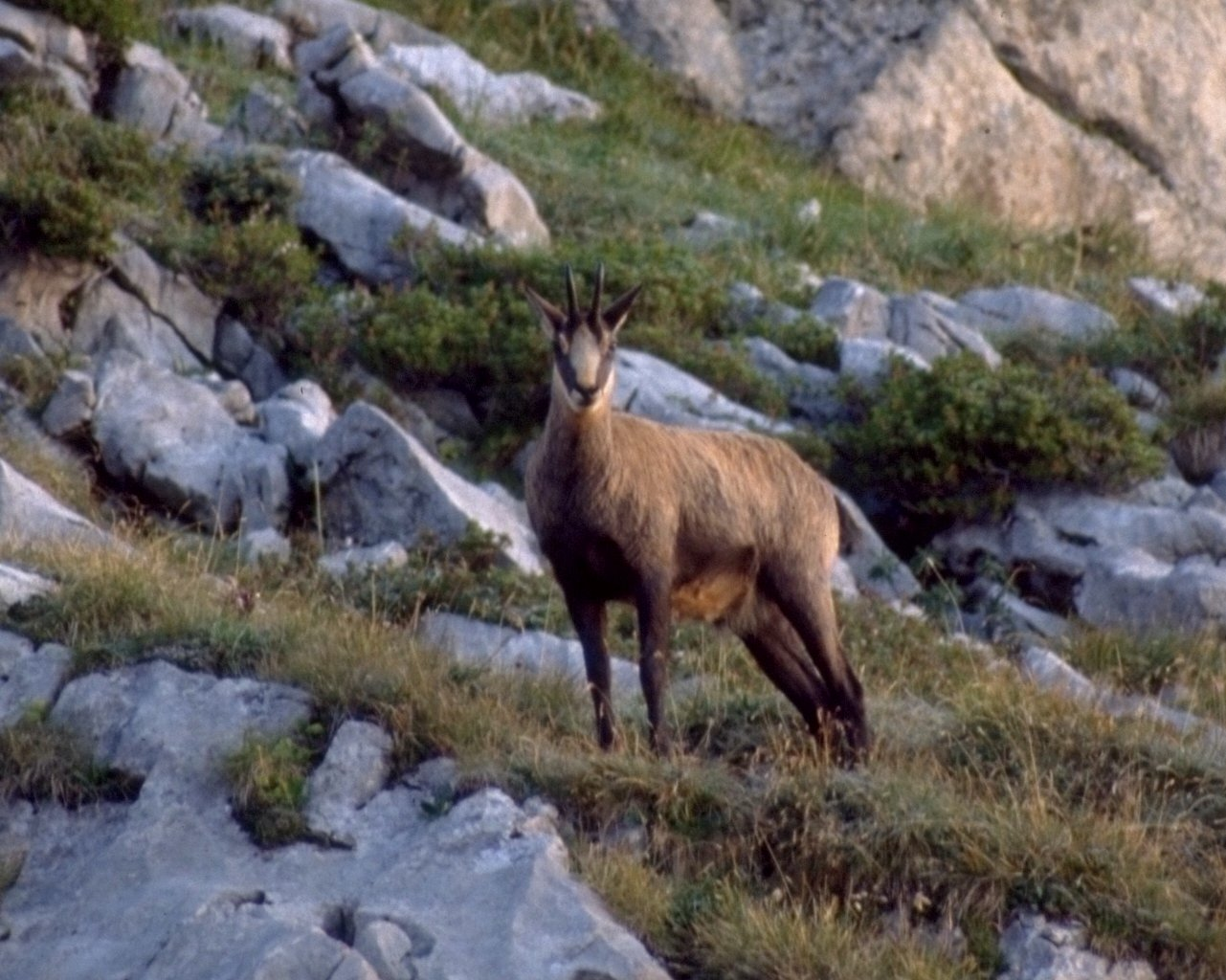
Zerge
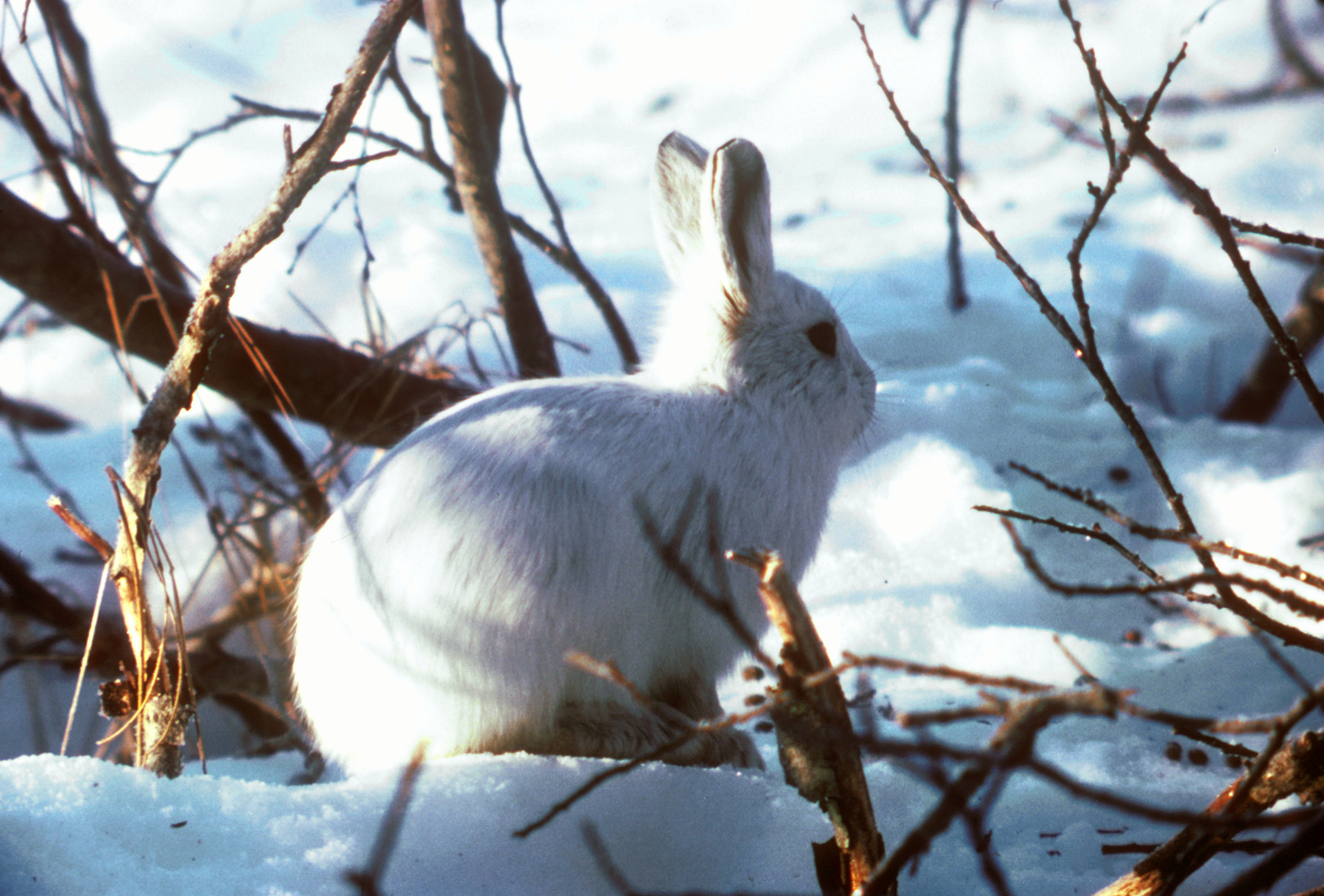
Havasi nyúl
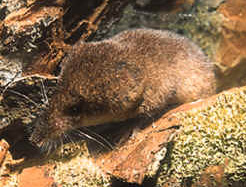
Havasi cickány

## Az Alpok térsége a régiók Európájában
Az Alpok országai a hegység területéből való részesedés sorrendjében a következők: Ausztria (28,7%), Olaszország (27,2%), Franciaország (21,4%), Svájc (13,2%), Németország (5,8%), Szlovénia (3,5%), Liechtenstein és Monaco.
A nemzetállamok korára lényegében kialakultak a határok az Alpok térségében. Ezt követően már csak egy alkalommal került sor határmódosításra, mikor az első világháborút követően szétszakították Tirolt és a déli részét Olaszországhoz csatolták. Az Európai Gazdasági Közösségnek is köszönhetően 1970 óta az Alpok térségének határokon átívelő együttműködése fokozódott. 1972-ben létrejött az Alpesi államok Munkaközössége (Arbeitsgemeinschaft Alpenländer, röviden: Arge Alp). 1991-ben aláírásra került az Alpesi konvenció (Alpenkonvention), egy az Alpok védelméről szóló nemzetközi egyezmény. Ezen egyezmény létrejöttén az 1952-ben alapított CIPRA nevű szervezet (Commission Internationale pour la Protection des Alpes – Nemzetközi Bizottság az Alpok védelméért) már hosszú ideje munkálkodott.
A Régiók Európájának térségfejlesztési koncepciójában az Alpok térségére mint országhatárokon átnyúló gazdasági és kulturális egységre fokozott hangsúlyt fektetnek, így az Alpok a környező területekkel és a szomszédos régiókkal egyike az INTERREG IIIB-területeknek.

## Településhálózat és közlekedés

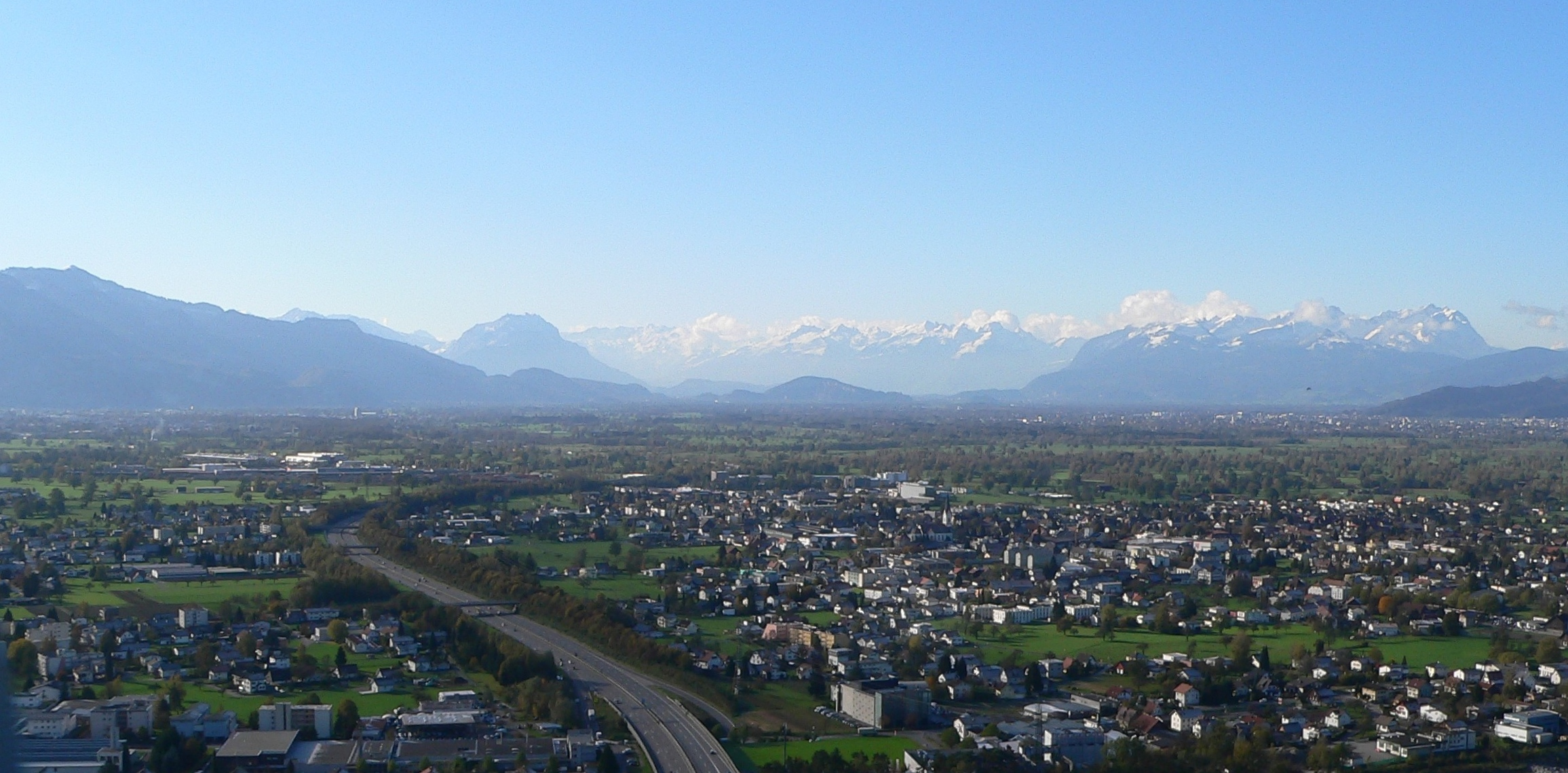
A Rajna völgye az Alpokban az A14 jelű autópályával és Lauterachhal. A háttérben a Glarni-Alpok láthatók

### Települések
Az Alpokban főként a nagy völgyek lakottak, különösen az átmenő főutak mentén lévők. Emellett még a bányászrégiók és a 20. század eleje óta tisztán turisztikai központok (gyógyközpontok, sípályák) számítanak gazdaságilag kiaknázott területeknek. A fő települési övezetnek ennek ellenére az Alpok peremén lévő területek számítanak és a nagyvárosok jó része a hegység előterébe kilépő folyók partján található.
Míg a kereskedelem, a kézműipar és az ipar e fő településövezetben koncentrálódik, addig a mezőgazdasági településhálózat nagy kiterjedésű és ritkán lakott. Az Alpok területének 40%-át nem lakják folyamatosan, vagy éppen egyáltalán nem lakják. E területeket a tehenek nyári legeltetésére (Sömmerungsgebiet) vagy erdőgazdálkodásra használják, avagy teljesen érintetlenül hagyják.

### Elvándorlási folyamatok
A korlátolt gazdasági és lakhatási lehetőségek miatt a 16. század óta megfigyelhető az Alpok városainak elnéptelenedése, majd azt követően a hegyekből a városokba való – Alpokon belüli – elvándorlás. Ezt a trendet csak a 20. század végén sikerült leállítani egyes régiókban. A hegységben az ezredfordulón 13,6 millió ember élt. Ez az adat 1950-ben mintegy 10,8 millió, 1870-ben 7,8 millió volt. Ez a növekedés azonban alatta maradt az Alpok országainak átlagos népességnövekedésének. Csak Ausztria, Németország és Szlovénia tudta növelni itteni népességét (különös mértékben Bajorország és a vele határos osztrák területek), Svájcban és Franciaországban hosszú távon ez az érték stabilnak mondható. Franciaország alpesi községeinek 90%-a azonban lakosságcsökkenést könyvelhet el, míg Olaszország alpesi lakosságának egynegyedét is elveszítette a városokba irányuló migráció következtében. Ez a folyamat különösen erősen mutatkozott Friaulban és a piemonti Alpokban.
Az Alpok településtörténetéhez tartoznak a hólavina-katasztrófák (pl. az 1954-es vorarlbergi), valamint pusztító sárlavinák és áradások is.

### Városok

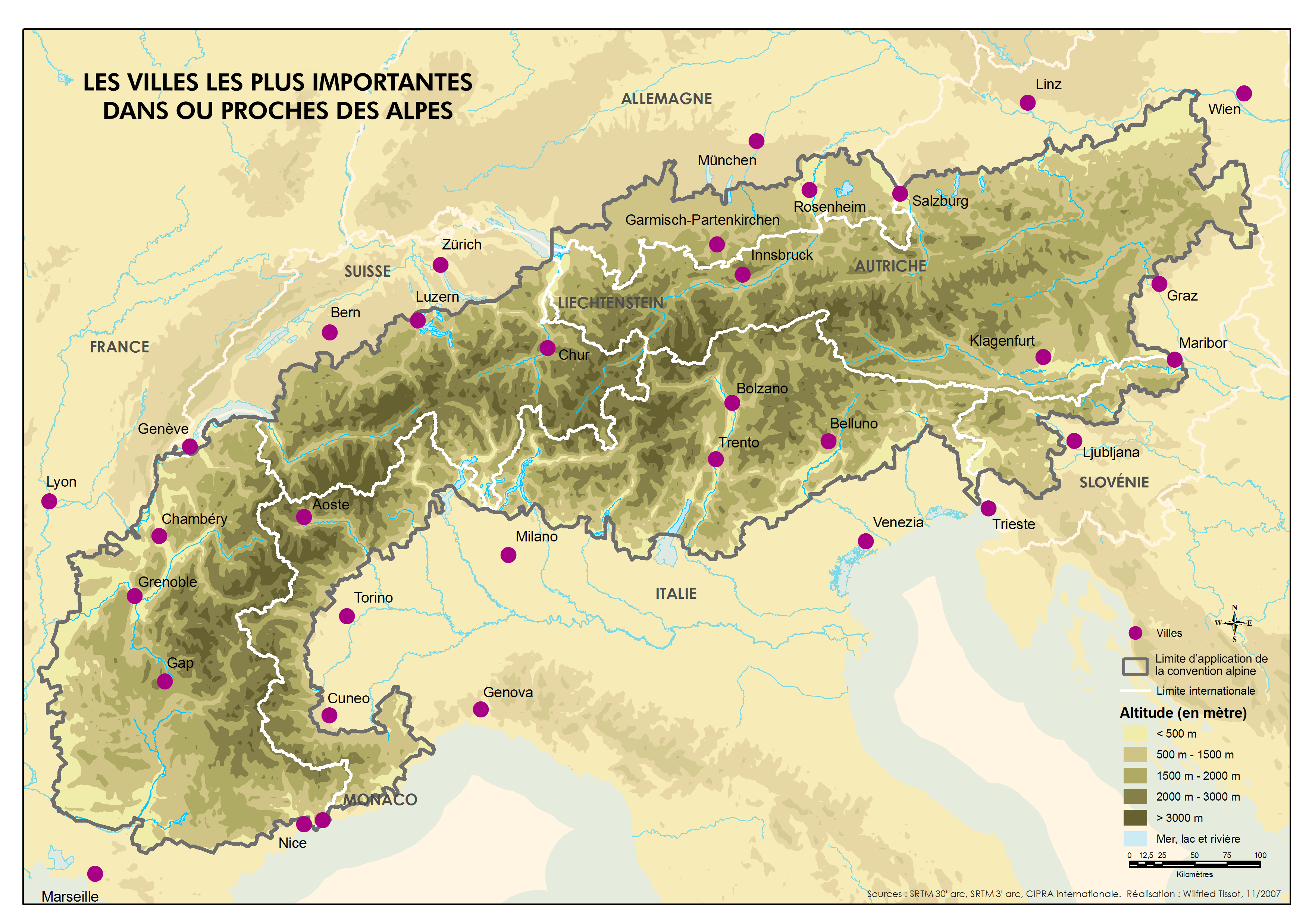
Az Alpok térségének jelentősebb települései

Az Alpokon belül a francia Grenoble a legnagyobb város, közel 160 ezer lakossal, megelőzve az ausztriai Innsbruckot (122 ezer) illetve az olasz Trento (117 ezer) és Bolzano (106 ezer) városokat. Svájcban Chur, Thun és Lugano városai találhatók az Alpokban. További városok Ausztriában Klagenfurt és Villach, a Rajna völgyében Bregenz, Dornbirn és Feldkirch, valamint Liechtenstein fővárosa, Vaduz. Az Alpokban (és egyben Európában) legmagasabban fekvő város a svájci Davos.
A franciák Grenoble-t tartják az Alpok fővárosának („Capitale des Alpes”), az osztrákok Innsbruckot („Hauptstadt der Alpen”), míg az olaszok a közel 900 ezer lakosú Torinót („Capitale delle Alpi”).
Az Alpok közvetlen peremét tekintve messze Bécs és München a két legnagyobb város, megelőzve Genfet és Nizzát. További fontos városok a hegységben keletről nyugatra haladva:
Maribor (Szlovénia), Graz (Ausztria), Ljubljana (Szlovénia), Udine (Olaszország), Salzburg (Ausztria), Vicenza, Verona, Brescia, Bergamo (Olaszország), Sankt Gallen (Svájc), Lecco, Como, Varese (Olaszország), Luzern (Svájc), Savona, Biella, San Remo, Cuneo (Olaszország), Bern (Svájc) és Monaco.
2013-ban az Alpokat 14 232 088 fő lakta 190 717 km²-esnek vett területén, ami 74,6 fő/km² átlagos népsűrűséget jelent.

### Tranzitforgalom

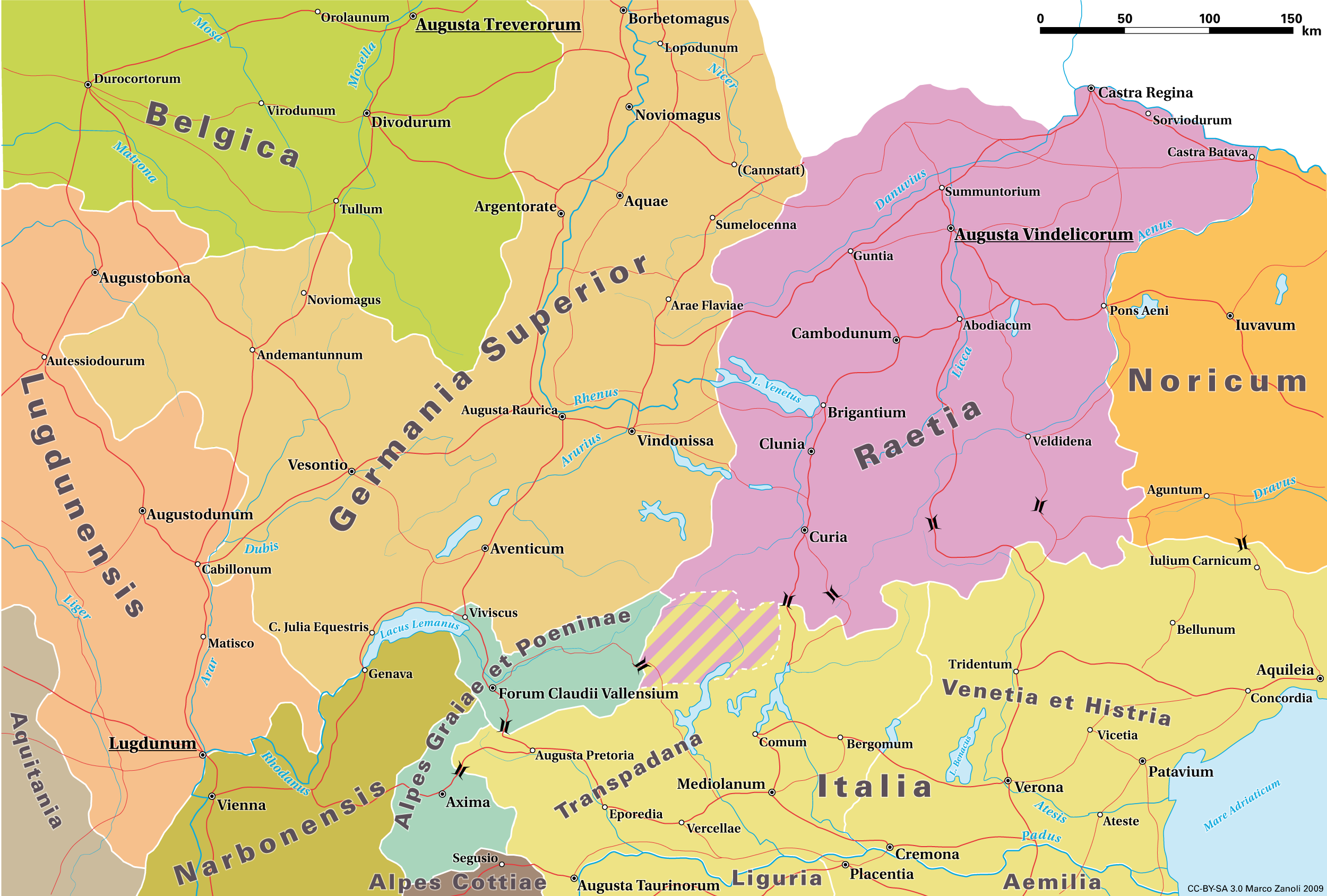
A római provinciák és úthálózatok i. sz. 150 körül

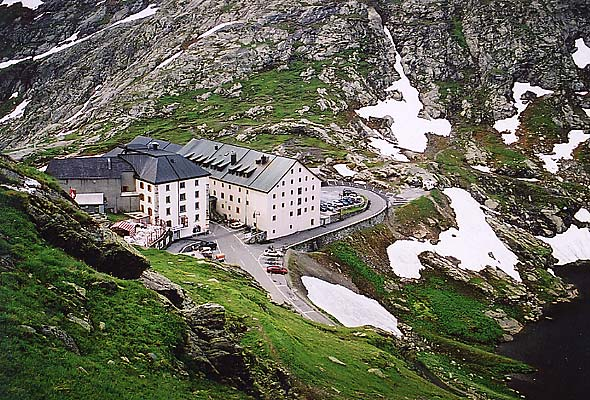
Vendégház a Nagy Szent Bernát-hágónál

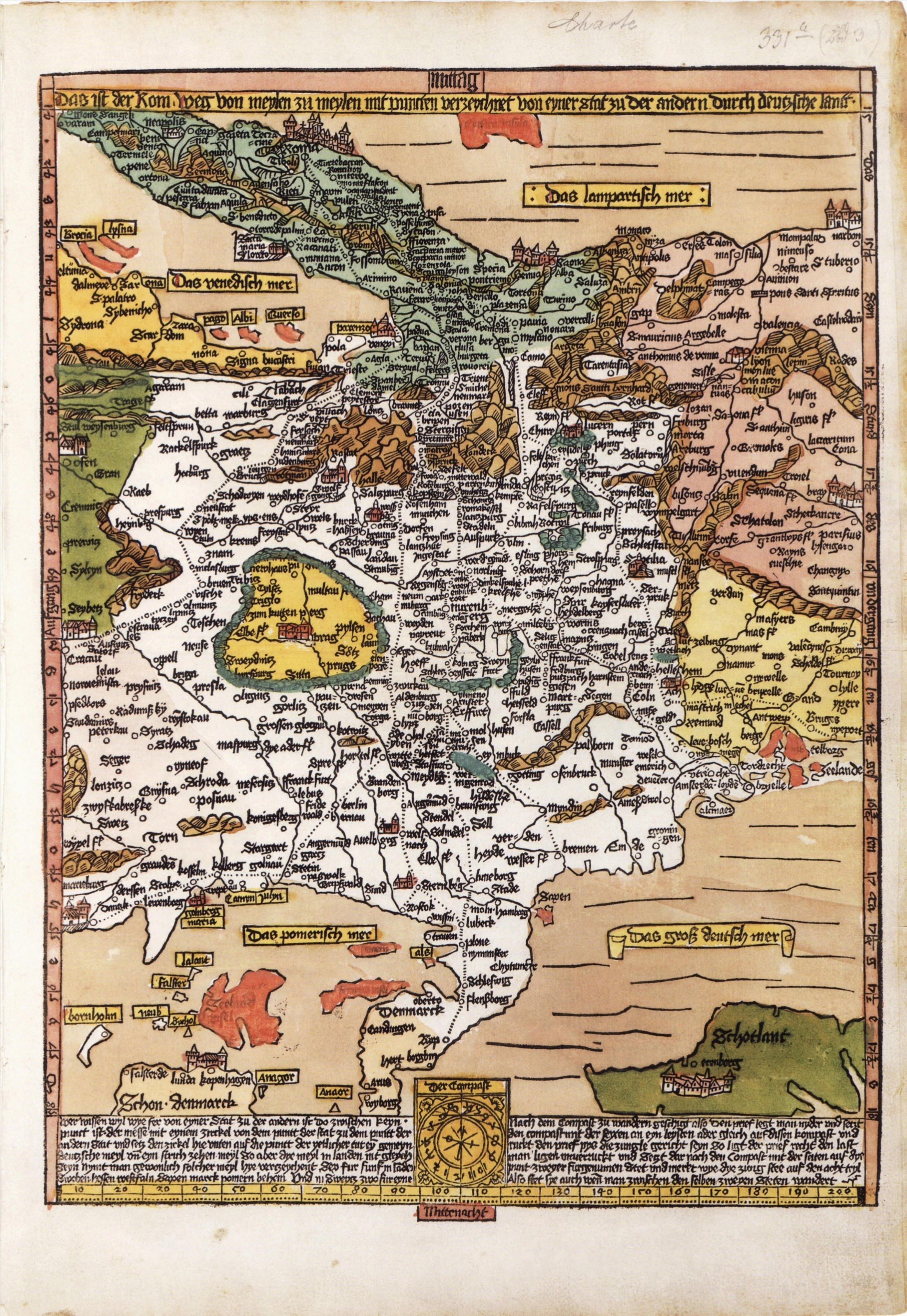
Erhard Etzlaub térképe 1500-ból, amely a Rómába vezető zarándokutat (Via Romea) ábrázolja

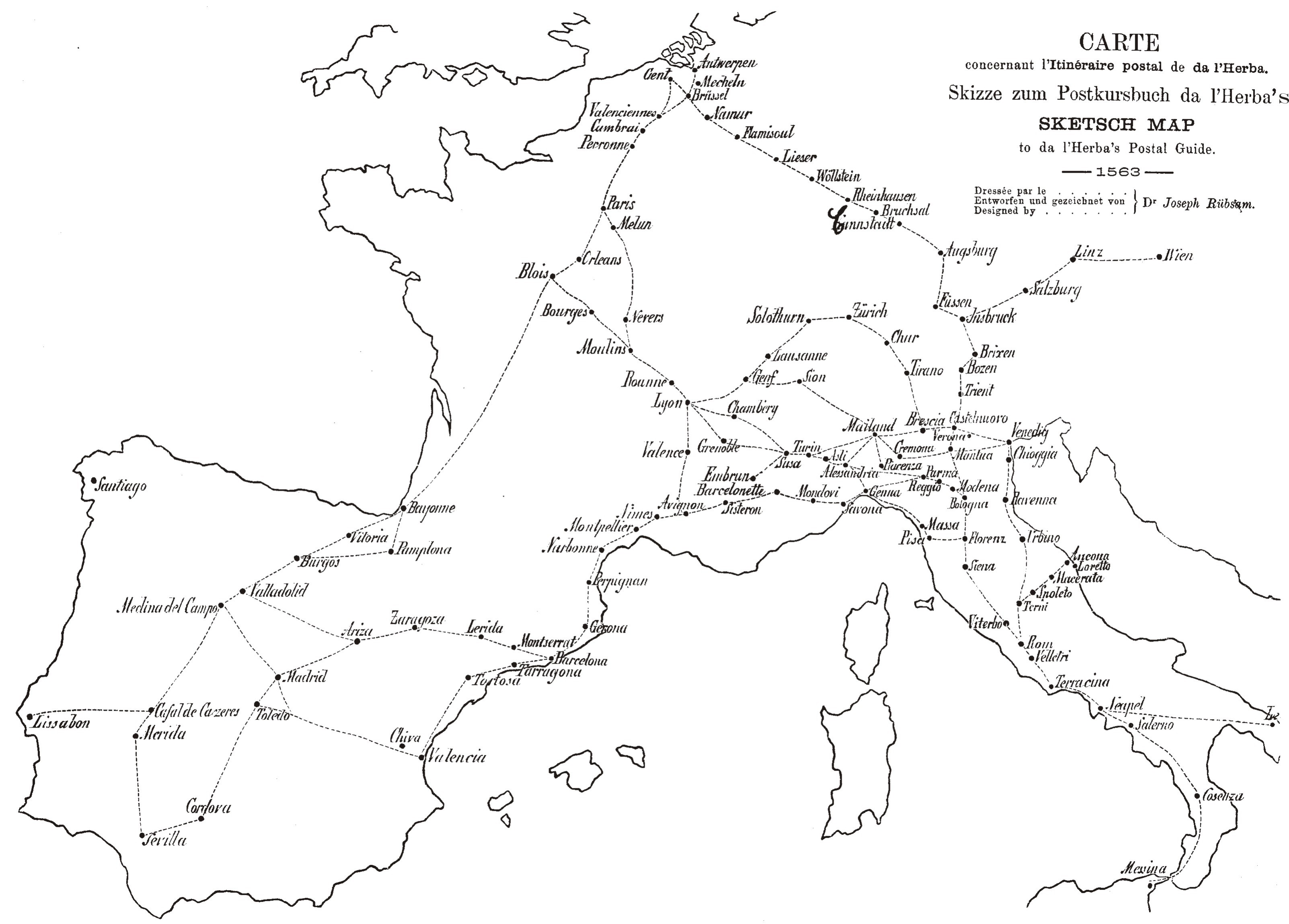
Postautak hálózata 1563-ban

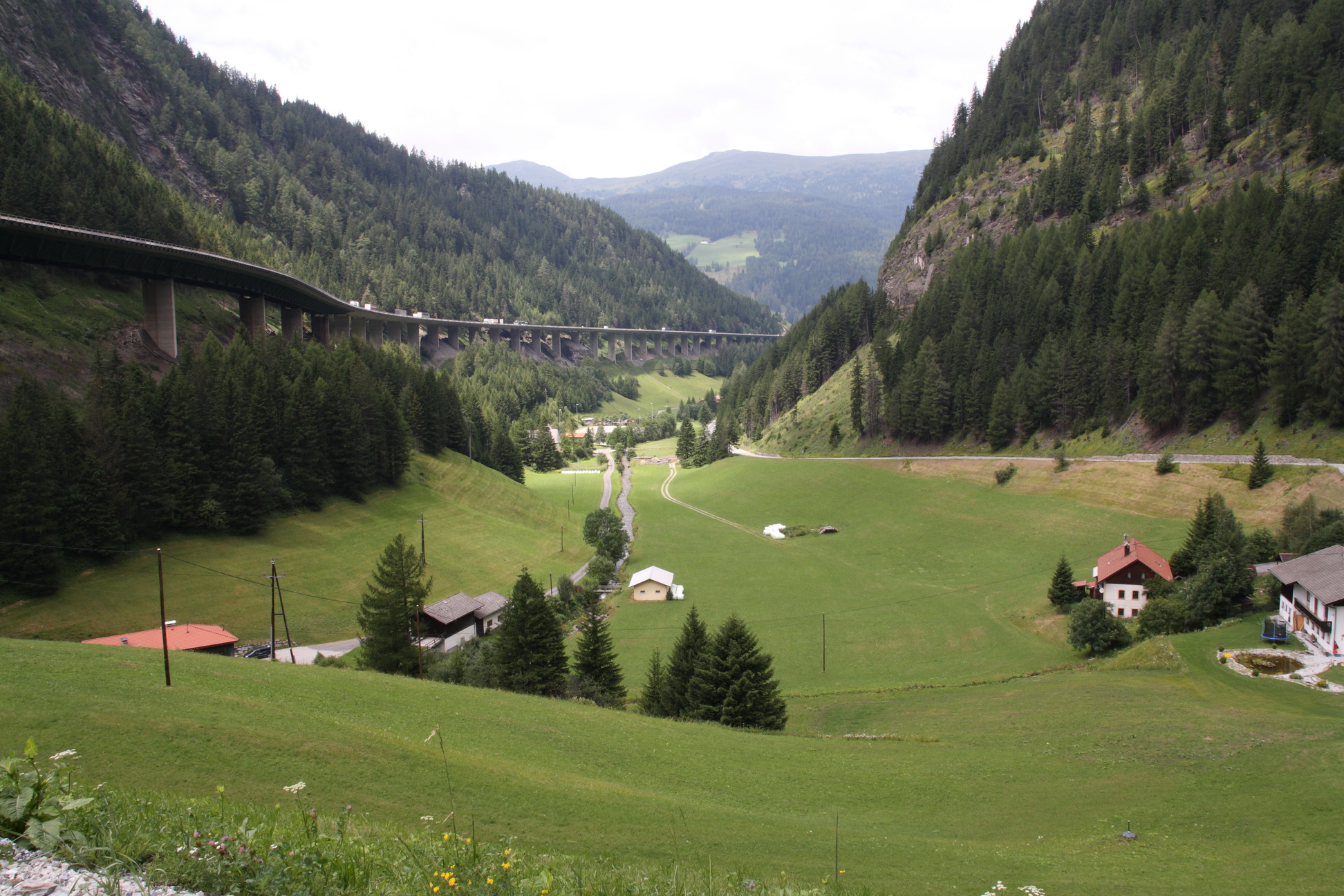
A Brenner-hágón átvezető autópálya Griesnél

Az Alpok természetes akadályt képez az Európán átvezető forgalomnak és csak hágókon, illetve alagutakon átvezető utakon lehet túljutni rajta. Különösen fontosak azok az átjárók, melyek a hegység fő vonulatait észak-déli irányban jól kiépített infrastruktúrájú völgyekben szelik át és így egy újabb hágón való átkelést vagy az árvizek és lavinák veszélyeztette utak elkerülését lehetővé teszik. A Nyugati-Alpokban lévő Col de Montgenèvre-hez és a Nagy Szent Bernát-hágóhoz, valamint a Középső-Alpokban lévő Septimer- és Julier-hágókhoz hasonló átjárókat már a rómaiak is felhasználták úthálózatuk kiépítésekor, szintúgy a Reschen- és Brenner-hágókat keleten. Más legendás útvonalak, mint a Hannibál által feltételezhetően használt Col de Clapier, nem váltak a fő közlekedési útvonalak részévé. Az ókor végén az Itinerarium Antonini és a Tabula Peutingeriana hét, a fő hegygerincen áthaladó útvonalat említenek. Miután a középkorban a megközelítést megkönnyítő Schöllenen-szorost és a Viamala-hágót (1473-ban) járhatóvá tették, a Szent Gotthárd-hágó, a Splügen-hágó és a Nagy Szent Bernát-hágó már nagyobb forgalmat bonyolíthatott le, ugyanakkor a Septimer- és Lukamier-hágók veszítettek jelentőségükből. 1430-ban az Augsburg és Velence közötti távolsági kereskedelem 90%-át – mintegy 6500 szekérnyi árut – a Brenneren keresztül szállították. Az Eisack-völgyben lévő Kuntersweg 1480-as kiépítésével a dél-tiroli Bolzano (Bozen) és Klausen között létrejött összeköttetéssel, valamint a Kochel am See felett 1495-re kiépített Kesselberg-út (Kesselbergstraße) átadásával végérvényesen a Brenner-hágó vált a Keleti-Alpok legfontosabb átjárójává.
Az Alpokon átvezető legfontosabb összekötő utak közé tartoznak (nyugatról kelet felé haladva, a fő hágókat dőlt, félkövér betűvel jelölve):
- Marseille – Nizza – Tenda-hágó – Cuneo – Torino
- Avignon – Sisteron – Barcelonnette – Col de Larche/Colle della Maddalena – Cuneo – Mondovì – Genova
- Nîmes – Tarascon – Apt – Sisteron – Briançon – Col de Montgenèvre – Susa – Torino (Via Domitia)
- Vienne – Chambéry – Albertville – Bourg-Saint-Maurice – Kis Szent Bernát-hágó – Aosta-völgye – Milánó (Alpis Graia)
- Lyon – Chambéry – Mont Cenis vagy Fréjus – Susa – Torinó
- Dijon – Genf – Chamonix – Mont Blanc – Aosta – Torinó
- Besançon – Lausanne – Martigny – Nagy Szent Bernát-hágó – Aosta-völgy – Vercelli – Pavia – Piacenza – Parma (Olaszország)Parma (Alpis Pœnina)
- Dijon – Lausanne – Brig – Simplon-hágó – Domodossola – Milánó
- Karlsruhe – Freiburg im Breisgau – Bázel – Bern – Lötschberg-hágó – Brig – Simplon-hágó – Domodossola – Milánó
- Stuttgart – Zürich – Luzern – Göschenen – Nagy Szent Bernát-hágó – Airolo – Bellinzona – Milánó
- Ulm – Memmingen – Bregenz – Chur – San Bernardino-hágó – Bellinzona – Milánó
- Augsburg – Füssen – Reutte – Fern-hágó – Imst – Landeck – Reschen-hágó – Merano – Bolzano – Verona (Via Claudia Augusta)
- Augsburg – Landsberg am Lech – (vagy: München –) Garmisch-Partenkirchen – Mittenwald – Seefelder Sattel – Innsbruck – Brenner – Bolzano – Verona (Via Raetia)
- München – Rosenheim–Kufstein – Innsbruck – Brenner – Bolzano – Verona
- München – Rosenheim – Bad Reichenhall – Salzburg – Radstädter Tauernpass – Spittal – Villach – Udine – Portogruaro – Mestre vagy Spittal – Villach – Udine – Trieszt
- Wels – Pyhrn-hágó – Liezen – Graz – Maribor – Ljubljana – Trieszt
- Bécs – Bécsújhely – Semmering – Bruck an der Mur – Graz – Maribor – Ljubljana – Trieszt

Az Alpokon belüli legfontosabb tranzit útvonalak, melyek a hegységen átvezető utak részei is egyben, főként a hosszan elnyúló völgyekben futnak: 
- Nizza – Digne-les-Bains – Gap – Grenoble – Chambéry – Genf
- Genf/Lausanne – Brig – Furka-hágó – Oberalp-hágó – Chur – Bludenz – Arlberg-hágó – Innsbruck – Zell am See – Bischofshofen – Liezen – Semmering – Wiener Neustadt – Wien
- Como – Sondrio – Stilfser Joch vagy Tonale-hágó – Bolzano – Lienz – Villach – Klagenfurt – Pack-hágó – Graz

#### Iparosodás és vasúthálózat
Az átmenő forgalom hálózata az idők folyamán egyre gyorsabban épült ki az Alpokban. A málhahordó öszvérek és lovak által még a 19. században is használt keskeny korai hágók helyén előbb vasútvonalak, majd a 20. században többsávos autópályák jelentek meg. A 19. században megépült Semmering-vasút számított Európa első normálnyomtávú hegyi vasútjának és a Gotthard-vasúttal a modern tranzitforgalom új időszakát harangozták be. Újabban néhány, az Alpokon átvezető vasútvonalat felújítanak: 
- Svájc területén ilyen a NEAT (Neue Eisenbahn-Alpentransversale) alatt összefogott Lötschberg-tengely és Gotthard-tengely.
- Ausztria területén a Neue Alpenbahnen, a Brennerbahn és a Tauernbahn illetve a jövőben a Brennerbasistunnel.
- Franciaországban és Olaszországban a Mont-Cenis-en átvezető új szakasz.

Az Alpokban megvalósítandó közlekedésfejlesztési projektek a természet jelentette veszélyek és a terepviszonyok miatt mindig nagy költséggel és kockázattal járnak, amit az AlpTransit névvel is illetett NEAT jelenlegi építése is jól példáz. A motorizált átmenő forgalom okozta egyre növekvő környezetkárosítás gyakran vált ki tiltakozásokat az érintett közösségek részéről. Emiatt került sor útlezárásokra Tirolban, Savoyában, Piemontban és emiatt alakult meg az Alpen-Initiative egyesület Svájcban. Az átmenő forgalom korlátozásának érdekében felmerült az áthaladási jogok elárverezésének és ezekkel való kereskedés bevezetésének gondolata egy speciális tőzsdén (Alpentransitbörse).

### Korábbi „hágóállamok”
A késő középkor folyamán az erőforrások közösségi használatára létrejött paraszti egyesülések vezettek ama politikai képződmények létrejöttéhez, melyeket a „hágóállam” (Paßstaat) névvel illetnek, mivel a hegygerincek mindkét oldalára kiterjedtek. A briançoni szövetség mellett ide tartoznak a régi Eidgenossenschaftok (esküszövetségek), a Három Szövetség (Drei Bünde) szabadállama, a Tiroli grófság és a Salzburgi érsekség. Az alpesi kis államok a szabad birodalmi városok mintájára igyekeztek szabadságjogokat kivívni maguknak. E hágóállamok a stratégiailag fontos helyzetüknek köszönhetően ellenőrizhették az átmenő forgalmat és szedhettek vámokat az átutazóktól.
A 19. századi nemzetállamok törekedtek arra, hogy a szemszögükből a periférián elhelyezkedő alpesi területeket bevonják az állam rendszerébe. Ennek egyik következménye lett Tirol szétszakítása is. Svájc az egyetlen alpesi „hágóállam”, mely még napjainkban is létezik. Az Eidgenossenschaft államainak (kantonjainak) szövetsége 1848-ban a szövetségi állam létrehozásával modern nemzetállammá vált.

## Kultúrtörténet

### Hegyvidéki gazdálkodás

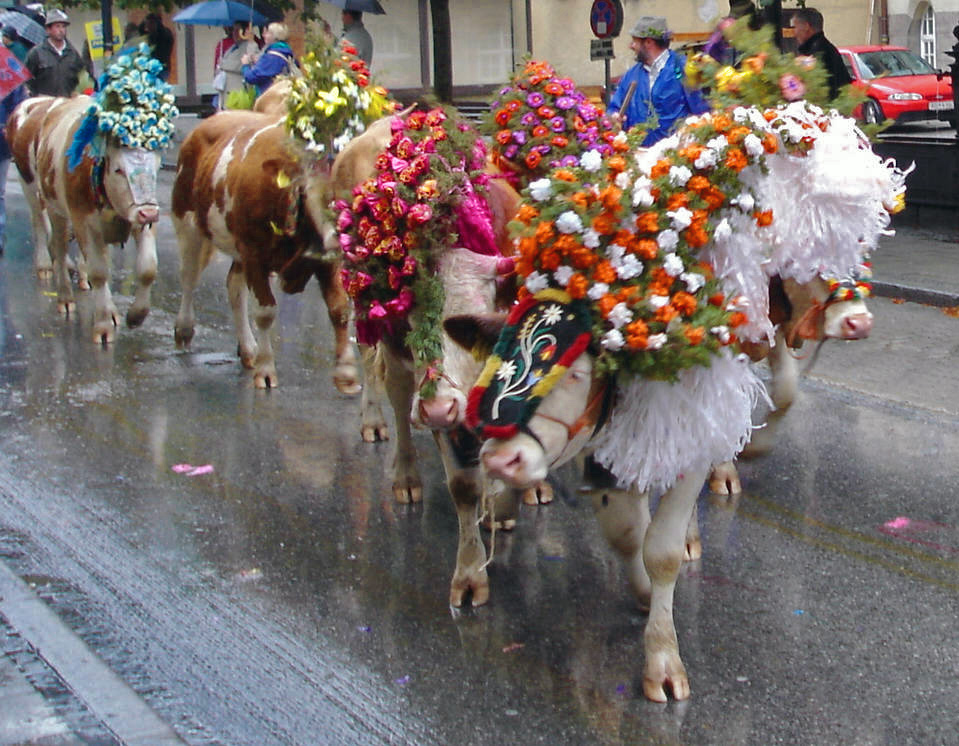
Jószágok ünnepélyes lehajtása a legelőkről (Kufstein)

Az Alpokban az újkőkorszaki mezőgazdálkodás Kr. e. 4500 körül kiszorította a közép-kőkorszaki vadászó-gyűjtögető életmódot. Sűrű erdőség nehezítette eleinte a nagy legelők kihasználását, de lassanként kifejlődött a transzhumáló pásztorkodás, melynek során a jószágokat nyáron a hegyekben, télen a völgyben tartották. Nagyjából ezzel egyidőben jelent meg az autarkia földműveléssel és a marhatenyésztéssel a kivágott erdők helyén, ami már lehetővé tette az egész évben való lakhatást a területen.
Az autarkia gazdasági rendszere különbözőképpen fejlődött ki a hegység déli illetve északi oldalán. Míg északon (a germán területeken) az állattartás egyértelműen dominált, addig délen (a latin területeken) a földművelés hasonlóan fontos volt. Ez eltérő táplálkozási szokásokat eredményezett és másfajta családmodellhez, valamint települési hálózathoz vezetett. 1600 és 1850 között főként a hegység északi részén alakult ki az önálló hegyi paraszti kultúra, amely fából épített pazar parasztházakban (Fachwerkhaus) manifesztálódott. E kultúra számára a természet tartós hasznosítása a természeti veszélyek elleni védelmet is szolgálta.
A 19. században érte el az iparosodás az Alpok térségét, de a 20. században fellendülő turizmus volt az, ami pénzt hozott az alpesi völgyekbe és a hegyekben folytatott mezőgazdasági tevékenység kiemelt helyzetének véget vetett. Ezt követően jelentős mezőgazdasági munkaerő vándorolt el. A 20. század második fele óta a növekvő gazdasági nyomás következtében a mező- és erdőgazdálkodás sokszínűsége tünedezőben van, mely tevékenységeket ugyan a gépesítés következtében könnyebben lehet végezni, de kevés hasznot hoznak.

### Kultúr- és nyelvcsoportok
A kora középkorban alakultak ki a nyelvi és kulturális határvonalak a hegység északi részét lakó germán, a déli és nyugati részt lakó latin nyelvű népcsoportok, valamint a keleti peremrészeken élő délszláv (szlovén) nyelvű népcsoportok között. A völgyek elzártságából fakadó nyelvjárásbeli sokszínűség egyre inkább eltűnik. A német és olasz nyelv konkurenciaharcát az Alpok kis nyelvei közül csak a rétoromán, a ladin és a friuli nyelv (friauli) nyelvek élték túl. Nyelvtörténeti szempontból érdekes jelenség az alemann walsererek dialektusának elterjedése Felső-Wallistól Tirolig a magasabban fekvő legelők birtokbavétele és használata révén a 13–14. században. A kihalás fenyegette kis nyelvek és dialektusok megmentésére egyes helyeken speciális programokat indítottak, így ezeket ismét tanítják az iskolákban, saját rádióadásokat és újságokat kaptak.

### Népszokások

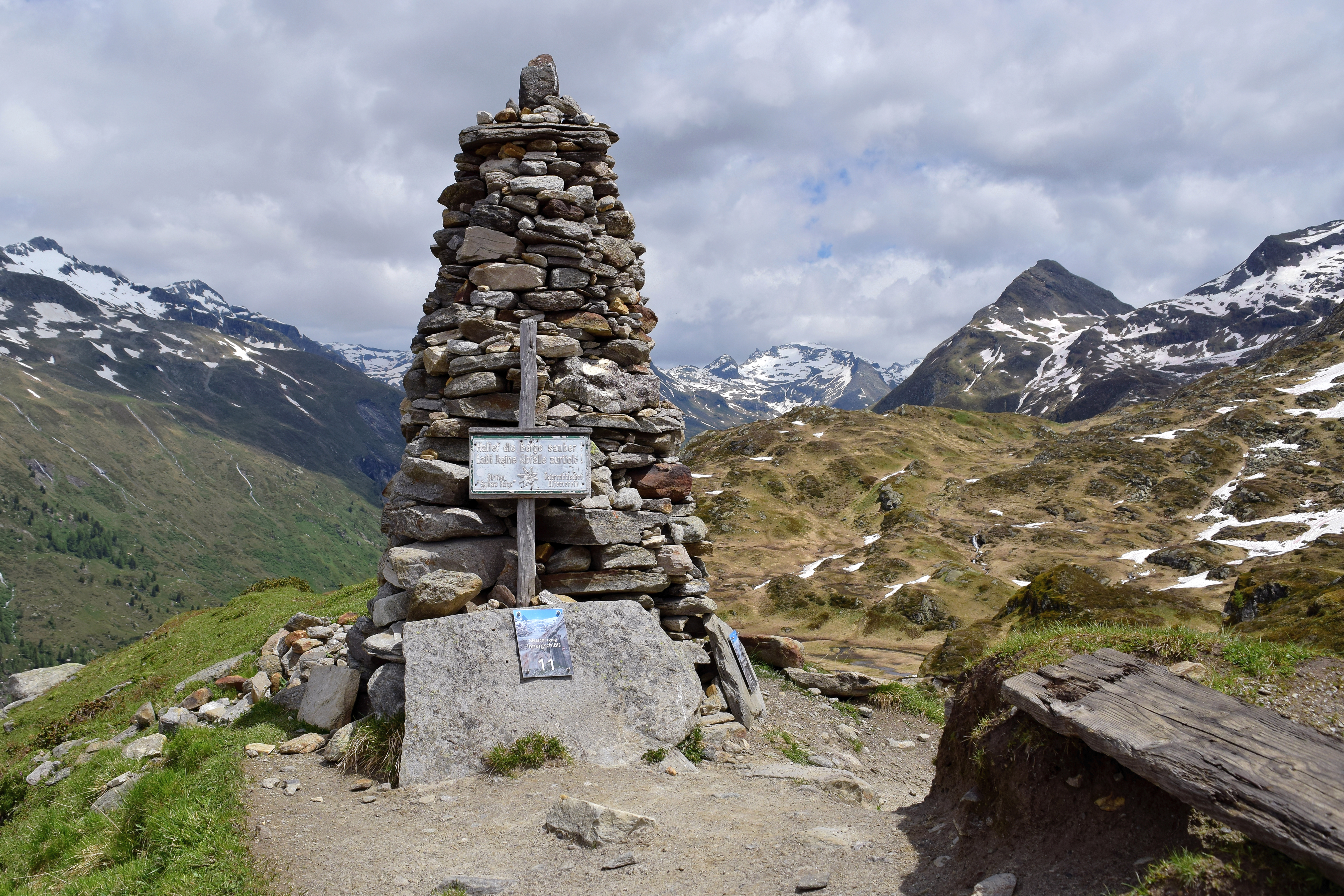
Kőrakás (Steinmandl) a Venediger-Gebieten az osztrák Alpokban

Az Alpok térségében az ünnepségek és szokások mély történelmi és vallási gyökerekkel rendelkeznek. Gyakran olyan áthagyományozódott költeményekből, mondákból vagy elbeszélésekből eredeznek, melyek istenekről és démonokról szólnak. Az emberek gyakran könyörögtek a természet erőihez és ezáltal reméltek oltalmat találni a veszélyei elől. Az ókor végén, a kora középkor elején megjelenő kereszténység ünnepei és a pogány szokások gyakran keveredtek. A széles körben elterjedt kőrakásoknak (Steinmännchen) gyakorlati haszna (tájékozódás, útjelzés) és kultikus jelentősége is van. Ilyenek az Alpsegen-énekek (áldásénekek), a feldíszített jószágok ünnepélyes keretek közötti lehajtása a hegyekből a településeken át (Almabtrieb, Désalpes), a jódlizás és az alpesi népzene.

### Alpesi mítoszok
Más szélsőséges helyekhez hasonlóan a modern időkben az Alpokat is körbelengi a természet erejének és érintetlenségének mítosza. A korábban rideg és durva parasztok és sárkányok által lakott területként számontartott vad vidéket felfedezték maguknak a festők, utazók és irodalmárok, akik azt mesebeli tájként elevenítették meg.

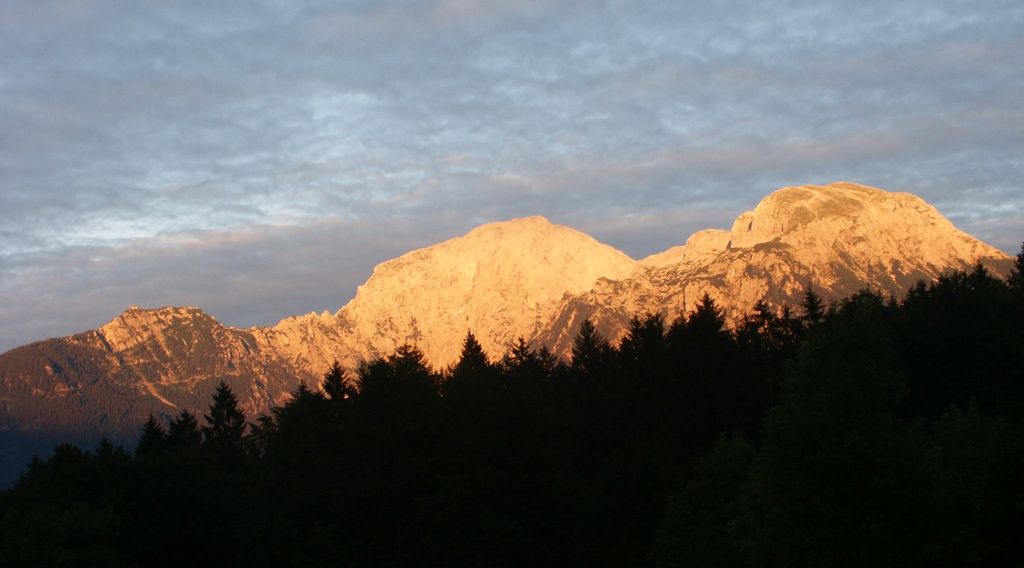
A Kehlstein, a Hoher Göll és a Hohes Brett a lemenő nap fényében

Egy ismert genfi természetbúvár, Horace-Bénédict de Saussure a 18. századi útleírásaiban tudományos megfigyeléseit összeszőtte a hegység esztétikai értékeivel. Kortársának, Goethének Alpokba tett utazásai hívták fel a figyelmet a hegységre az északnémet területeken. A 19. század végén az Alpok egyik festője, E. T. Compton tette a hegyeket a festészet témájává. Nála a hegyek nem csupán a kulisszák részei voltak, hanem igyekezett őket „személyiségüknél” fogva megragadni. A napfény pirkadatkor és napnyugtakor az Alpok hegycsúcsairól való vöröses színben való tükröződése (Alpenglühen) szolgált leginkább tárgyul a hegység jelentette misztifikált „tisztaság és magasztosság” szimbolizálására. Számos alkalommal ábrázolták így festészeti és irodalmi alkotásokban a romantika korától egészen a 21. századig.
A 19. századi polgárosodás folyamán megnőtt a hegyi turizmus. Az Alpok hegycsúcsainak megmászása ekkortól kihívás volt az egyén számára, mely teljesítménnyel a kor felfogása szerint bizonyíthatott és közelebb kerülhetett Istenhez. A csúcskereszt szimbolizálta ezt a tiszteletet és győzni akarást. Ezzel együtt változott az Alpok lakóinak megítélése is, akiknek a hegymászás mindennapi dolognak számított. A korábban alpesi demokráciának kikiáltott Svájc és „Tirol szabad állam” táplálkoznak még a korai romantika Alpokat körüllengő mítoszaiból, még akkor is, ha Max Frisch vagy Paul Flora igyekezett ártani ennek a képnek. Franciaországban és Olaszországban a német ajkú területekkel szemben hiányzik a kulturális önállóság, mivel itt az alpesi területek még mindig kulturális peremvidéknek számítanak. A modern Szlovénia a balkáni délszláv államtól való elszakadása után felkarolta ezeket a mítoszokat és az Alpokhoz tartozó területeit a „sokszínűség vidékeként” jellemezve beépítette saját identitásába.

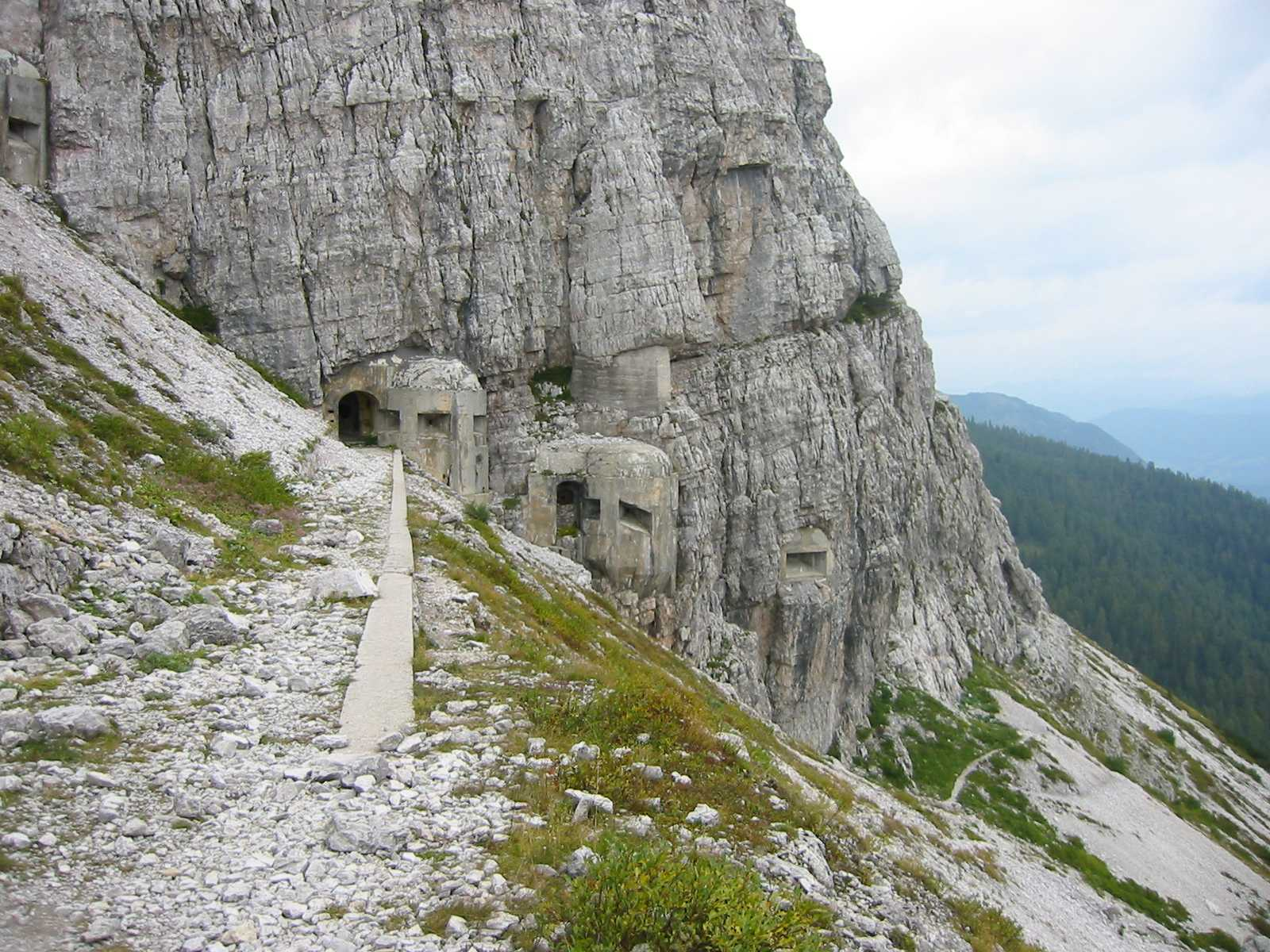
1939-ben épült katonai létesítmények a Dolomitokban

Az első világháborúban az olasz hadüzenet után a Keleti-Alpok területének jelentős területei váltak hadszíntérré, de a második világháború során már relatíve érintetlenül maradt. A háborúk közötti idők filmjeiben a hegyek lakóit mint a természettel és az ellenséggel hősies küzdelmet folytató embereket mutatták be (Bau der Glocknerstraße, Berge in Flammen), de a rejtélyes területet övező mítoszokat a második világháborús német propaganda is felhasználta céljaira, mikor a hegységet erőddé nyilvánította. Az „Alpesi erőd” (Alpenfestung) valójában nem épült ki és az Itáliából hátráló német csapatokat a hegység lábainál érte a háború vége, így az itteni területeken már nem került sor harcokra. A felvilágosodás idején még szegénynek és elmaradottnak számító hegyi területek a háború után érintetlen gazdaságuknak köszönhetően az „ép világ” fogalmát testesítették meg a német filmekben.
A mítoszok eme komplexitása töretlenül megvan mindmáig. A hegyek már jól megközelíthetőek és az egységes Európa egyik kultúrterének számítanak, mely a turisták számára már könnyen megközelíthető. A természetvédelmi mozgalmak is felfedezték az Alpokat, mint „megóvni érdemes közkincset”.

### Turizmus

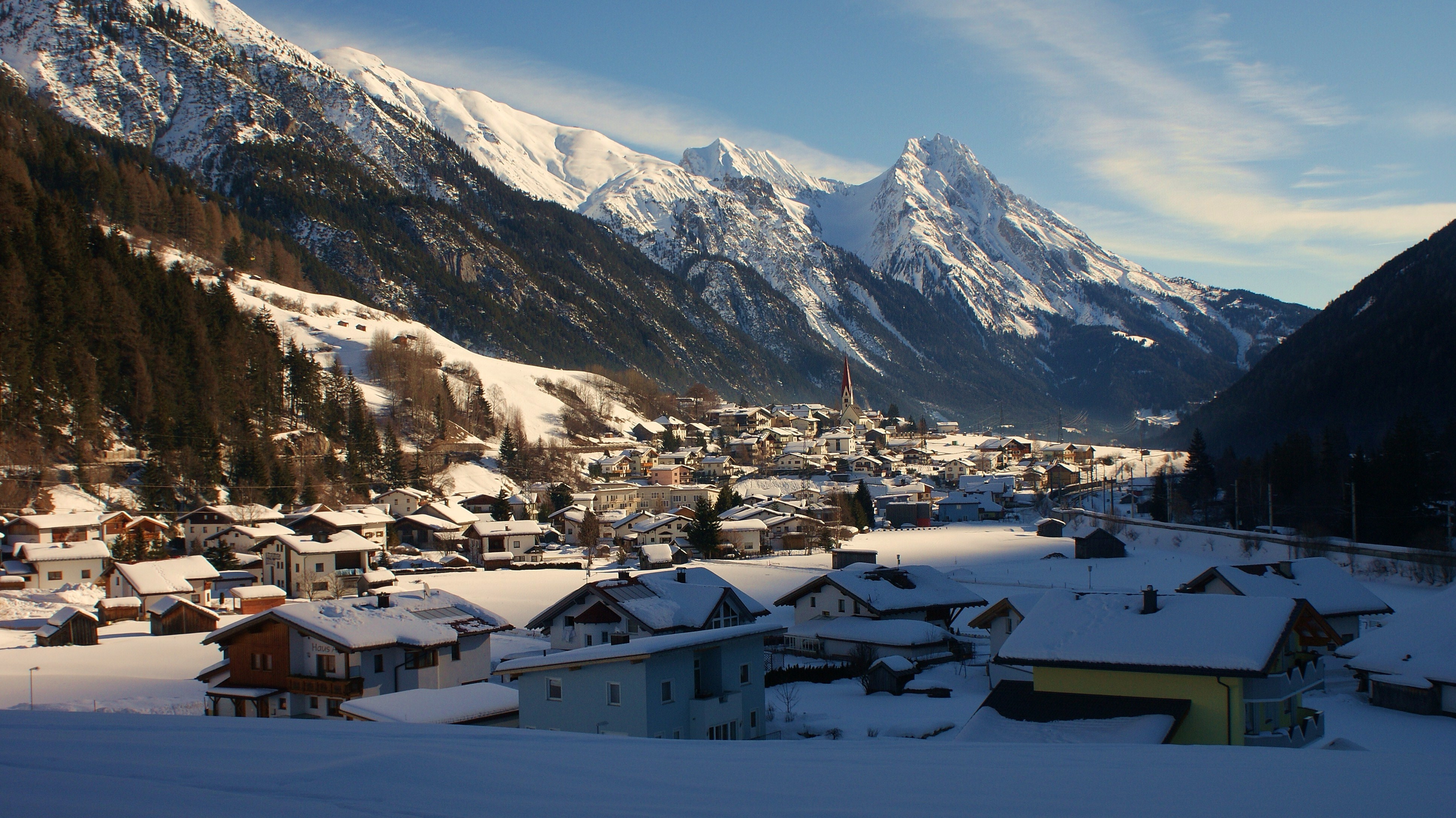
Pettneu am Arlberg

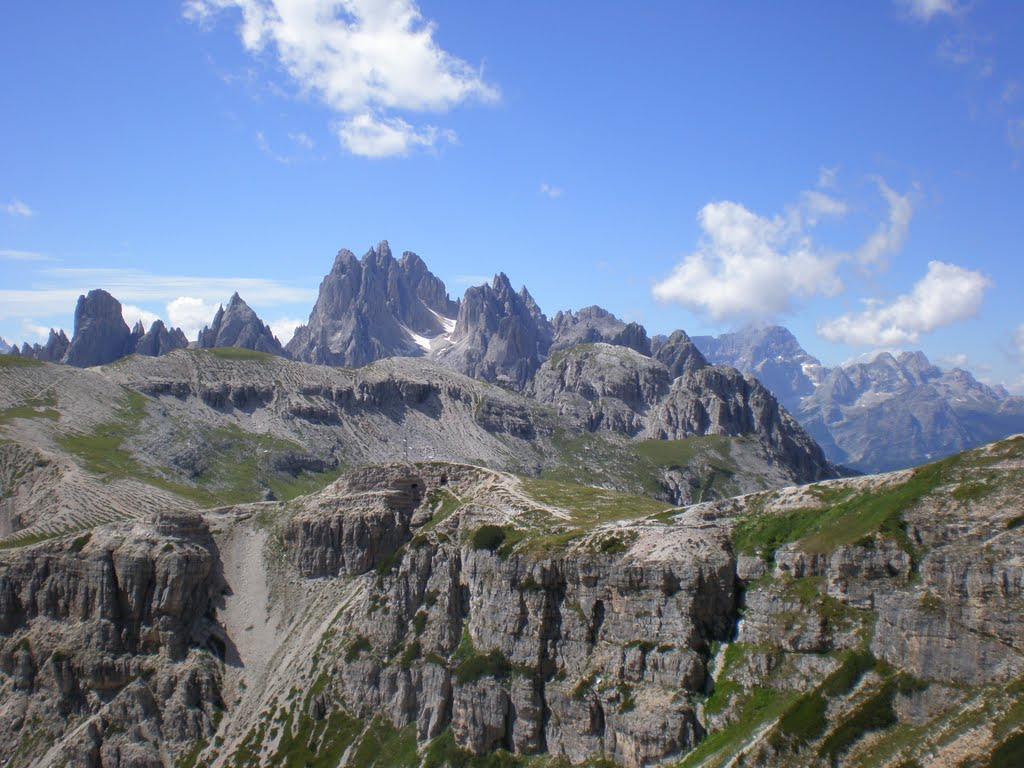
A Cadini-csoport az Eötvös-csúccsal

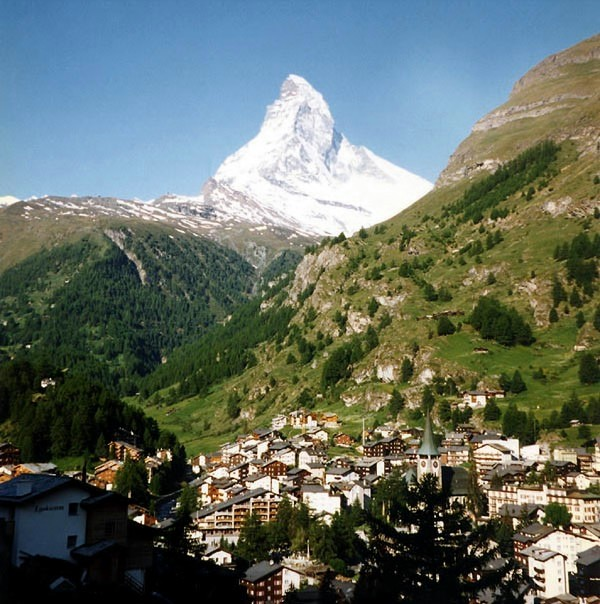
Zermatt település a Matterhorn közelében

Az Alpok turisztikai célpontként erősen kihasznált területnek számít. Már a 19. században úgy tartották az angolok, hogy az Alpok Európa játszótere (playground of Europe). A táj sokszínűsége, a kulturális látnivalók és a különleges éghajlati viszonyok kiváló feltételeket biztosítanak a turizmus számára, mivel sokféle célcsoportot tud kiszolgálni (pihenni vágyókat, természetjárókat, sportolókat, gyógyturistákat, a kultúra iránt érdeklődőket).
A nyári időszakban az aktív és passzív pihenni vágyók is megtalálhatják a kívánt elfoglaltságokat, szolgáltatásokat (pl. gyógyturizmus a hegység peremvidékeinél lévő tavaknál, ill. vándorutak, hegymászás). A hegymászás indította útnak az Alpok turisztikai fejlődését. A hideg hónapokban a téli sportok kedvelőinek célpontja, akik a világ minden részéről érkeznek ide. Az utóbbi évtizedekben sok helyütt a téli turizmus nagyobb jelentőségűvé vált, mint a korábbi klasszikus nyári turizmus.

#### A turizmus története
Az első, szórakozásból illetve dicsőségvágyból végrehajtott hegymászásokra a 18. század közepén-végén került sor. Számos hegyet ekkor másztak meg először. Eddig az időpontig a paraszti népesség érdeklődése a hegyek iránt csak a vegetáció határáig terjedt ki.
Főként angol turisták érkeztek az Alpokba a 19. század végén. Eleinte még csak egyéni utazók voltak, de az angol Thomas Cook már hamarosan tömeges utazásokat szervezett ide Angliából. Az első években csak nyaranta, de 1864-ben a graubündeni St. Moritzban lévő Kulm-Hotelt télen is nyitva tartatta, amivel „feltalálta” a téli turizmust.
Az Alpok legismertebb magyar hegymászója Eötvös Loránd, a kiváló fizikus volt. Ő főleg a Dolomitok hegycsúcsait járta, annak is leginkább a Cadini-csoportját. 25–30 hegycsúcsot, illetve hágót ő mászott meg elsőként, többnyire Michel Innerkofler hegyi vezető kíséretében, így a 2965 méter magas Sextner Rotwandot, az utána elnevezett 2837 méteres Eötvös-csúcsot (Eötvösspitze / Cima di Eotvos), valamint a Cima Dodici, Cima Undici és Croda da Lago csúcsokat is.
A Belle Epoque idején a gazdagabb rétegek üdülőhelyévé is lett az Alpok, és meghonosította a „nyári üdülés” (Sommerfrische) kifejezést a hegységben. A hotel és a gyógyfürdők villáinak akkori felvirágzásától számítható az alpesi turizmus téli időszakra is való kitolódása. A hagyományos gyógyközpontokban egészen az 1970-es évekig a nyári szezon maradt a meghatározó.
A második világháború utáni évtizedekben a városi lakosság is egyre nagyobb számban kereste fel az Alpokat. Számukra eleinte pihenőhely volt inkább, ahova a hétköznapok megerőltetései elől visszavonulhattak, később azonban már a magasabb életszínvonalat jelképező státuszszimbólumnak számított itt eltölteni a szabadidőt. A közlekedési útvonalak kiépülésével nagyjából 1965-től indult be a tömegturizmus. A téli sportok a felvonókkal és liftekkel egyre nagyobb jelentőséggel bírtak a helyi lakosság számára. Egyes helyeken külön üdülővárosok jöttek létre tisztán a turizmus kiszolgálására, mint például Franciaországban a Val Thorens.
A barangolások az ezredforduló után ismét jelentősen népszerűkké váltak és az „ökológiailag elviselhető turizmus” példájaként hozzák fel, főként azt a fajtáját, mikor félreeső, elvándorlás fenyegette vidékekre teszik őket és ezáltal a helyi lakosságnak nyújtanak némi bevételforrást. Az ilyen turizmust szolgálják bizonyos hosszútávú túraútvonalak, mint amilyenek például a kulturális értékeket felkereső útvonal Svájcban (Kulturwege Schweiz), vagy az Alpok nyolc országán át vezető Via Alpina. Ebből a megfontolásból az útvonalat 2005-ben a fenntartható fejlődés támogatásának okán az alpesi konvenció egy hivatalos projektjévé tették. Az olasz (Grande Traversata delle Alpi) vándorútvonal nevével ellentétben csak Piemontra korlátozódik. A példaképnek számító svájci Göschenenben az elzárt területek vándorútvonalakba való bevonására törekednek.

#### Hasznosítás és veszélyei

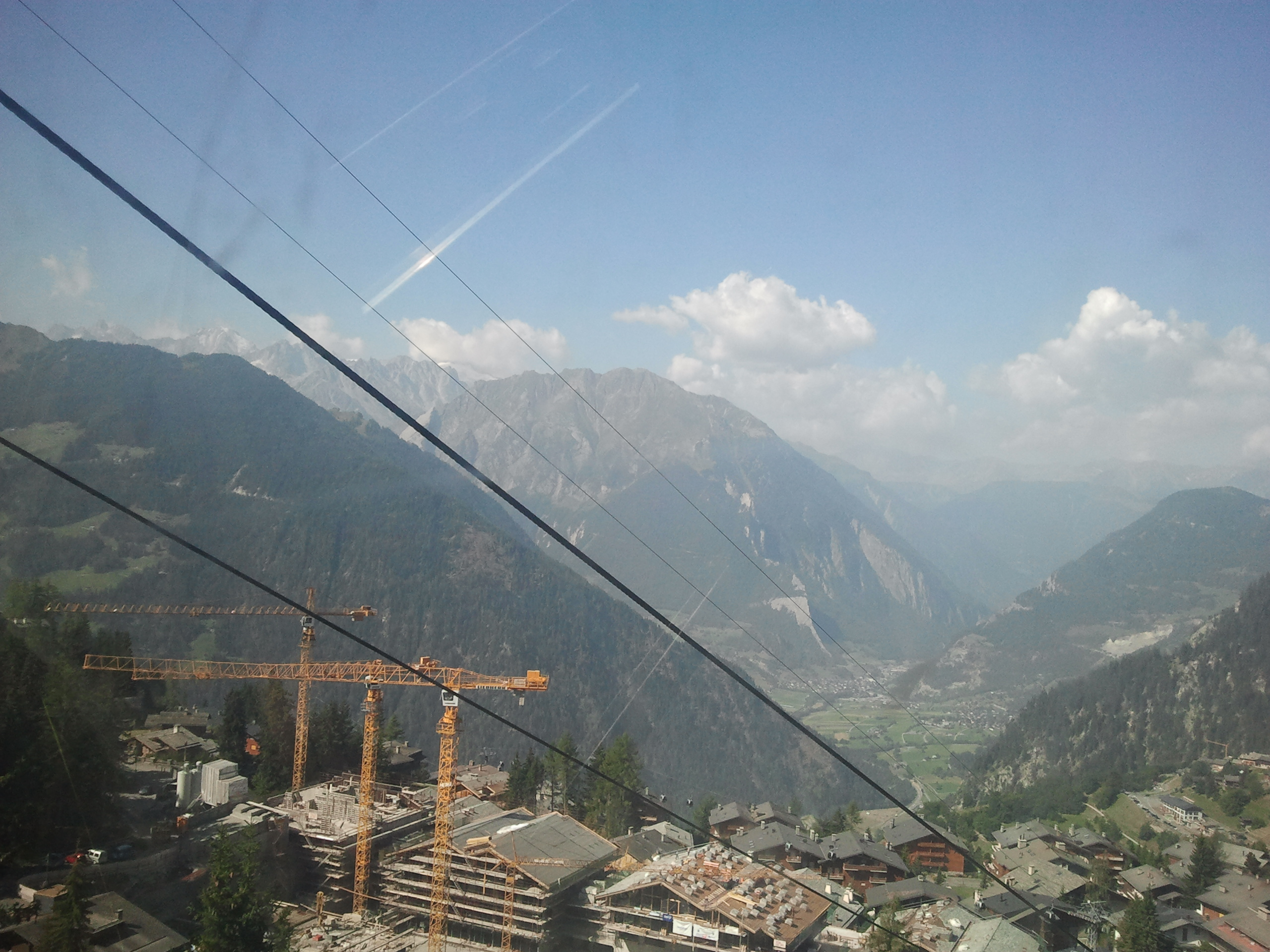
A verbier-i síközpont bővítésekor (2012)

Sok alpesi közösség számára az idegenforgalom számít az egyetlen bevételforrásnak. A tömegturizmus munkahelyeket hoz létre és bevételt hoz a régiónak, amivel mérsékelni lehet az elvándorlást, viszont kimondottan csak egyes falvakra, városokra és síközpontokra korlátozódik. A tömegturizmus által nem érintett és jóval nagyobb területet kitevő vidékekről ellenben nagyon erős az elvándorlás. Az idegenforgalomba bevont és az elvándorlás sújtotta területek gyakran tűnnek fel egymás mellett. Ez a jelenség leginkább Olaszországban (Piemontban) figyelhető meg.
Az Alpokban élő emberek erősen függnek a tömegturizmustól, aminek következtében turisztikai monokultúrák épülnek ki, és ennek vetik alá az élet számos területét. Regionális sajátságok vagy különlegességek válnak klisévé. Emellett a turisztika nyújtotta munkafeltételek (szabályozatlan munkaidő, alacsony bérek, szezonális jelleg). Akik nem kívánnak ehhez alkalmazkodni, azok alternatív munkahely lehetőségek hiányában kénytelenek elvándorolni vagy ingázni más településekre.
A helyiek és természetvédők egész Európából egyre gyakrabban hívják fel a figyelmet a turizmus okozta károkra és utalnak arra, hogy a terület már elérte e hasznosíthatóságának határát. Emiatt egyre több közutat építenek az Alpokon át és egyre több falu struktúráját teszik tönkre a városodás érdekében (pl.: Garmisch-Partenkirchen). Ehhez társulnak még a szemét- és szennyvízterheltség jelentette ökológiai problémák, a közlekedés okozta problémák, valamint a tájkép összhatását rontó technikai infrastruktúrák (pl. kötélpályák). Egyes területeken a turistákat kiszolgáló létesítményeket már nem is lehet bővíteni, főleg ott, ahol a természet jelentette veszélyek (hó- és sárlavinák) miatt az erre a célra hasznosítható terület már amúgy is korlátolt. Néhány az 1999 februárjában a tiroli Galtürben megesetthez hasonló tragikus szerencsétlenség rámutat erre a problematikára. Hogy a vendégek kedvében járjanak, a hoteleket gyakran közvetlenül a sípályák mellett húzzák fel. Ha a sípálya oldalában megindul a lavina, akkor az különösen erősen csap le az épületekre, mivel nem állja útját semmilyen természeti akadály a hógörgetegeknek.

## Fordítás
- Ez a szócikk részben vagy egészben  az   Alpen című német Wikipédia-szócikk ezen változatának fordításán alapul.  Az eredeti cikk szerkesztőit annak laptörténete sorolja fel. Ez a jelzés csupán a megfogalmazás eredetét és a szerzői jogokat jelzi, nem szolgál a cikkben szereplő információk forrásmegjelöléseként.
- Ez a szócikk részben vagy egészben  az   Alpi című olasz Wikipédia-szócikk ezen változatának fordításán alapul.  Az eredeti cikk szerkesztőit annak laptörténete sorolja fel. Ez a jelzés csupán a megfogalmazás eredetét és a szerzői jogokat jelzi, nem szolgál a cikkben szereplő információk forrásmegjelöléseként.
- Ez a szócikk részben vagy egészben  az   Alps című angol Wikipédia-szócikk ezen változatának fordításán alapul.  Az eredeti cikk szerkesztőit annak laptörténete sorolja fel. Ez a jelzés csupán a megfogalmazás eredetét és a szerzői jogokat jelzi, nem szolgál a cikkben szereplő információk forrásmegjelöléseként.